# Fußball-Bundesliga

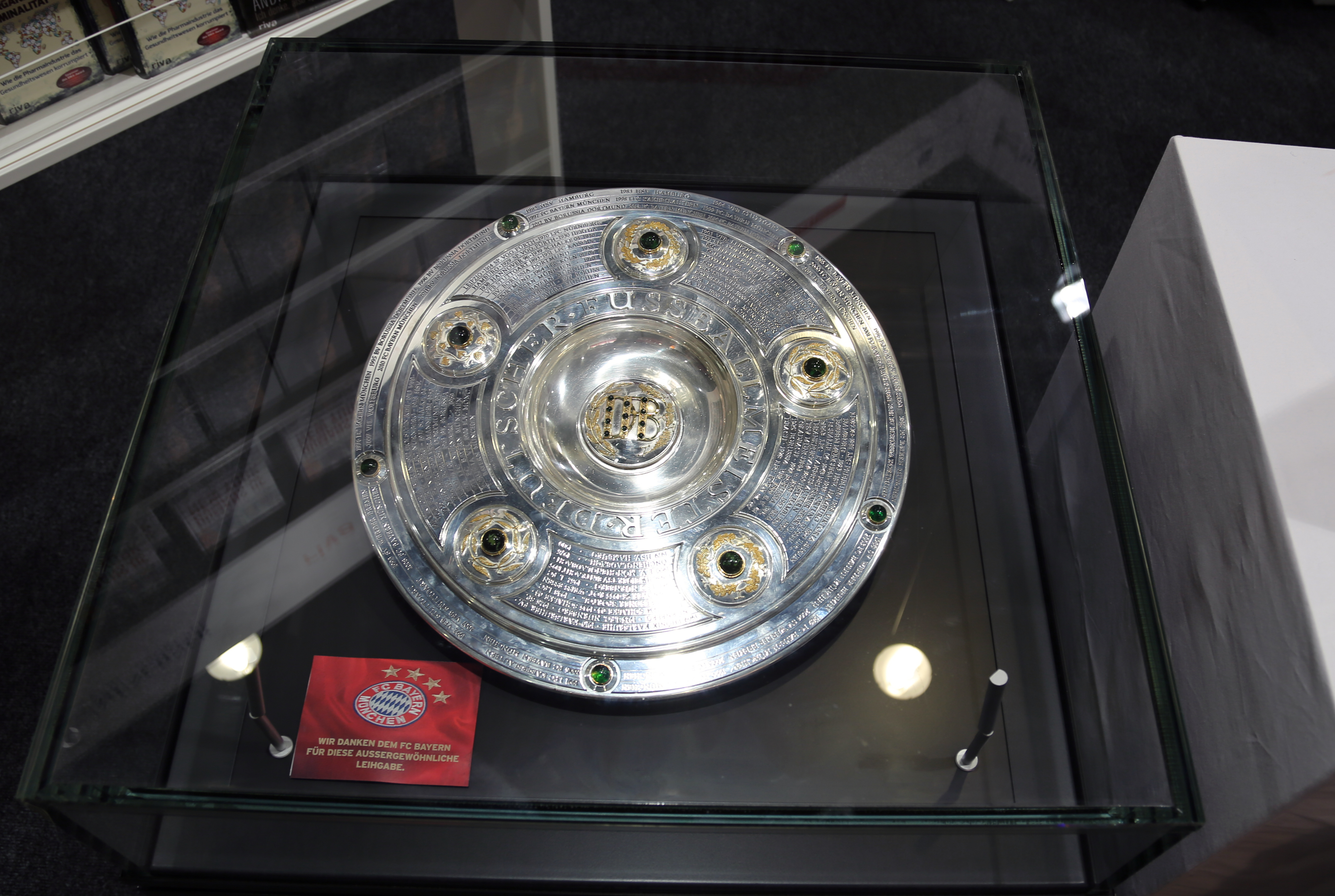
Die Meisterschale

Die Fußball-Bundesliga (zur Abgrenzung von der 2. Bundesliga bisweilen auch als 1. Fußball-Bundesliga bezeichnet) ist die höchste Spielklasse im Männerfußball in Deutschland. In der Bundesliga werden im Ligasystem, bei dem jeder Verein in Hin- und Rückspielen gegen jeden anderen Verein antritt, der deutsche Fußballmeister, die Teilnehmer der Europapokalwettbewerbe sowie die Absteiger ausgespielt: Die nach dem letzten Spieltag auf Tabellenplatz 1 stehende Mannschaft ist deutscher Fußballmeister; die letzten beiden Mannschaften steigen in die 2. Bundesliga ab, die seit 1974 die zweithöchste Spielklasse unterhalb der Bundesliga bildet. Der 16. der Bundesliga bestreitet Relegationsspiele gegen den Dritten der 2. Bundesliga.
Die Bundesliga wurde nach dem Beschluss des Deutschen Fußball-Bundes (DFB) am 28. Juli 1962 in Dortmund zur Saison 1963/64 eingeführt; zuvor wurde der deutsche Fußballmeister vom DFB in einer Endrunde mit Endspiel ermittelt. Am 22. August 2025 beginnt die 63. Spielzeit.
Rekordmeister der Bundesliga und der deutschen Meisterschaft ist der FC Bayern München mit 33 (Bundesliga) bzw. 34 Titeln (gesamt).

## Modus und Ausrichtung

### Austragungsmodus

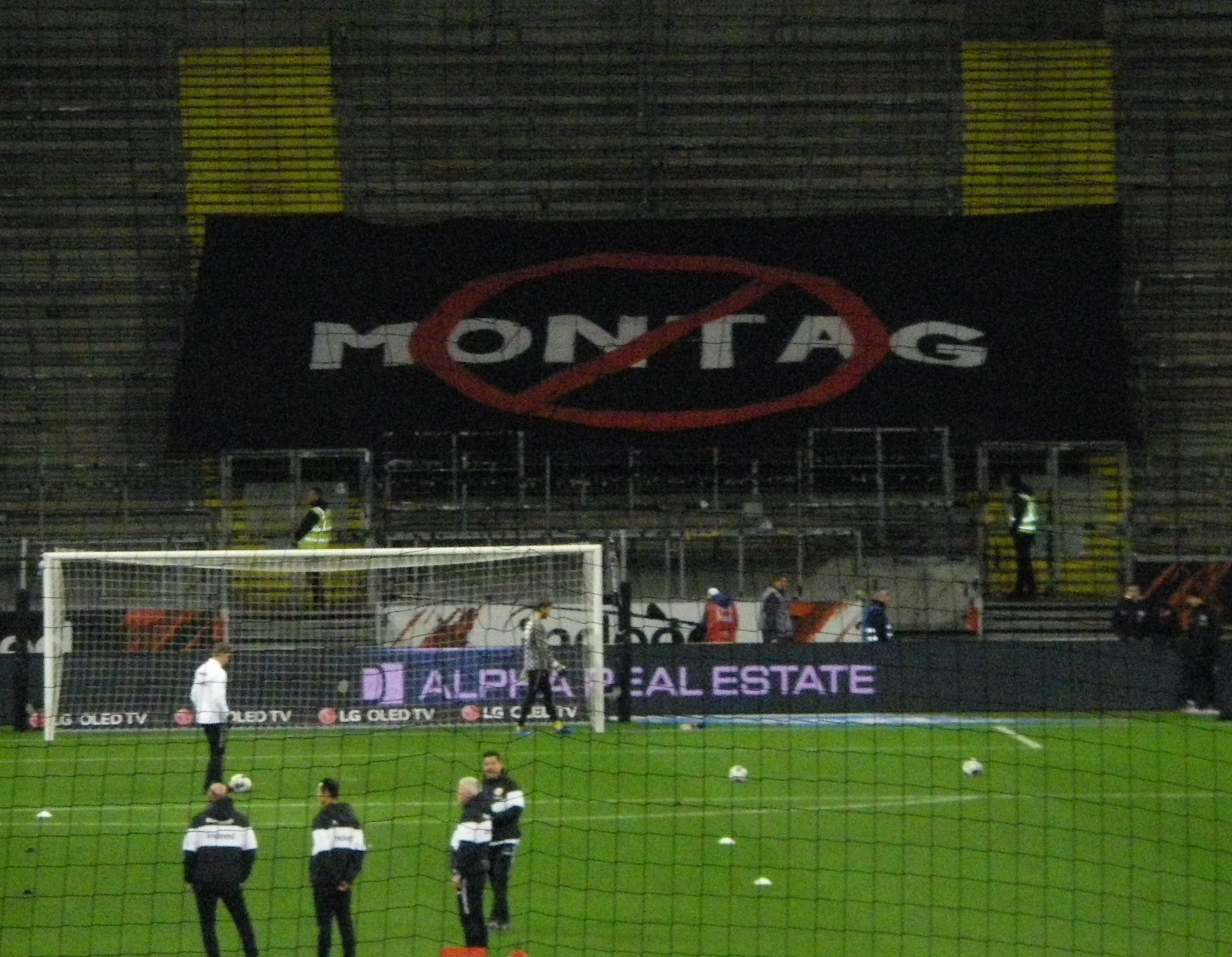
Protestbanner der Fans von Eintracht Frankfurt gegen Montagsspiele

Während eines Meisterschaftsjahres, das sich in eine Hin- und Rückrunde unterteilt, treffen alle 18 Vereine der Bundesliga anhand eines vor der Saison festgelegten Spielplans zweimal aufeinander; einmal im eigenen Stadion und einmal im Stadion des Gegners. Eine Bundesligaspielzeit hat seit der Saison 1965/66 34 Spieltage und erstreckt sich in der Regel von August bis Mai. In Jahren, in denen eine Welt- oder Europameisterschaft stattfindet, endet die Spielzeit zum Teil bereits im April. Im Winter wurde bis Mitte der 1980er Jahre bis auf eine kurze Unterbrechung durchgespielt. Dabei fand mit dem Spiel des 1. FC Nürnberg gegen den VfB Stuttgart (1:1) am 31. Dezember 1964 auch eine Partie am Silvestertag statt. Eine von Anfang Dezember bis Ende Februar dauernde Winterpause wurde erstmals zur Saison 1986/87 eingeführt, aktuell werden üblicherweise drei Wochen im Dezember und Januar pausiert. Die einzelnen Spieltage wurden früher immer samstags um 15:30 Uhr angepfiffen, auch heute finden vier oder fünf der neun Spiele um diese Uhrzeit statt. Seit längerer Zeit finden auch ein Spiel am Freitagabend und zwei (manchmal auch drei) Spiele am Sonntagnachmittag statt. Ein weiteres Spiel findet seit einigen Jahren samstags um 18:30 statt. Ab der Saison 2017/18 wurden erstmals fünf Spiele pro Saison am Montagabend angepfiffen, aufgrund heftiger Proteste der Fans wurde dies zur Saison 2021/22 wieder abgeschafft. Zurzeit gibt es zwei Englische Wochen pro Saison, das heißt, dass zwei Spieltage unter der Woche, dienstags und mittwochs, stattfinden.
Der Spielplan wird mit Hilfe einer jede Saison wechselnden Schlüsselzahl festgelegt, die bestimmt, in welcher Systematik bzw. Reihenfolge die Vereine innerhalb einer Saison gegeneinander antreten. Die Schlüsselzahl und damit der Spielplan wird unter Zuhilfenahme eines Computerprogramms unter Berücksichtigung relevanter Parameter wie anderer Großereignisse vorgeschlagen. Die Terminfestsetzung der Spiele richtet sich nach dem Rahmenterminkalender der FIFA und UEFA. Zudem wird die Zentrale Informationsstelle für Sicherheit (ZIS) frühzeitig in die Spieltagsplanung einbezogen, um ihn zu bestätigen und sogenannte Doppler auszuschließen. So sollen beispielsweise gleichzeitige Heimspiele von Borussia Dortmund und dem FC Schalke 04 vermieden werden.
Die Mannschaft, die nach dem letzten Spieltag der Rückrunde den ersten Platz belegt, erhält bis zum Abschluss des darauffolgenden Meisterschaftsjahres den Titel „Deutscher Fußballmeister“. Die zwei letztplatzierten Mannschaften müssen in die 2. Bundesliga absteigen, deren zwei erstplatzierte Mannschaften im Gegenzug direkt in die Bundesliga aufsteigen. Darüber hinaus finden seit der Saison 2008/09 (wieder) Relegationsspiele zwischen dem Drittletzten der Bundesliga und dem Drittplatzierten der 2. Bundesliga statt. Neben dem Deutschen Meister und den Absteigern werden über die Bundesliga auch die Teilnehmer an den europäischen Vereinswettbewerben ermittelt. Dabei bestimmt die UEFA-Fünfjahreswertung, welcher nationale Verband mit wie vielen Vereinen in der Champions League (bis 1992: Europapokal der Landesmeister), der UEFA Europa League oder der UEFA Europa Conference League (früher im UEFA-Pokal und UEFA Intertoto Cup) vertreten ist und zu welcher Phase die Klubs in die Wettbewerbe einsteigen. Je höher eine Liga in der UEFA-Fünfjahreswertung steht, desto mehr Vereine aus dieser Spielklasse haben die Möglichkeit, am internationalen Wettbewerb teilzunehmen. Aufgrund der gegenwärtigen Platzierung Deutschlands in der Fünfjahreswertung nehmen Meister, Vizemeister und der Dritt- und Viertplatzierte der Bundesliga an der Champions League teil. Seit der Saison 2017/18 qualifiziert sich neben dem Drittplatzierten auch der Viertplatzierte direkt für die Champions League; seither gibt es keine Champions-League-Qualifikationsspiele mehr. Seit der Saison 2023/24 qualifiziert sich ebenso der Fünftplatzierte direkt für die Champions League. Der Meisterschaftssechste sowie der DFB-Pokalsieger sind für die Europa League qualifiziert, der Siebtplatzierte nimmt an den Play-off-Spielen für die Europa Conference League teil. Alle an der Bundesliga teilnehmenden Mannschaften sind automatisch auch für den DFB-Pokal qualifiziert. Ist der DFB-Pokalsieger bereits über die Bundesliga für die Champions League oder die Europa League qualifiziert, spielt der Tabellensechste in der Europa League, während der Siebtplatzierte an der Qualifikationsrunde zur Europa Conference League teilnimmt. Zusätzlich konnten sich bis zur Saison 2015/16 weitere Mannschaften über die Fair-Play-Wertung qualifizieren. Dies gelang 2005 dem 1. FSV Mainz 05 und 2008 Hertha BSC jeweils für den UEFA-Pokal.
Nach jeder Partie erhält die siegreiche Mannschaft drei Punkte und die besiegte keinen Punkt, bei einem Unentschieden jede Mannschaft einen Punkt. Die erreichten Punkte einer Spielzeit werden addiert und ergeben so für jeden Spieltag eine aktuelle Rangliste der Vereine. Bei Punktgleichheit entscheidet die bessere Tordifferenz über die Reihenfolge der Platzierung, bei gleicher Differenz die Anzahl der erzielten Tore. Sollten danach zwei Mannschaften immer noch gleichplatziert sein, entscheidet das Gesamtergebnis aus den Partien gegeneinander, wobei die auswärts erzielten Tore stärker zählen. Falls auch die erzielten Auswärtstore in allen Spielen gleich sind, wird auf neutralem Platz ein Entscheidungsspiel ausgetragen. Dies war bisher in der Bundesliga jedoch noch nie der Fall.
Der Austragungsmodus der Bundesliga ist seit der Erstaustragung 1963 nahezu unverändert geblieben. Es schwankte nur die Zahl der teilnehmenden Vereine (16, 18, 20) sowie die Anzahl der Abstiegsplätze (2 bis 4). Zeitweilig wurden, wie auch aktuell, Relegationsspiele zur Ermittlung eines Auf- und Absteigers (oder auch des beidseitigen Klassenverbleibs) ausgetragen, vgl. dazu Relegation zur deutschen Fußball-Bundesliga. Bis 1969 wurde bei Punktgleichheit nicht die Tordifferenz, sondern der Torquotient herangezogen. Die Drei-Punkte-Regel gilt seit der Saison 1995/96. Davor gab es für einen Sieg zwei Punkte und für ein Unentschieden einen Punkt. In der Tabelle wurden dabei für jede Mannschaft die gewonnenen Punkte zu den nicht gewonnenen bzw. abgegebenen Punkten ins Verhältnis gesetzt. (a)

### UEFA-Fünfjahreswertung
Platzierung in der UEFA-Fünfjahreswertung:
(in Klammern die Vorjahresplatzierung). Die Kürzel CL, EL und CO hinter den Länderkoeffizienten geben die Anzahl der Vertreter in der Saison 2026/27 der Champions League, der Europa League sowie der Conference League an.
- 02.  (02)  Italien (Liga, Pokal) – Koeffizient: 97.231 – CL: 4, EL: 2, CO: 1
- 03.  (03)  Spanien (Liga, Pokal) – Koeffizient: 94.453 – CL: 4, EL: 2, CO: 1
- 04.  (04)  Deutschland (Liga, Pokal) – Koeffizient: 86.331 – CL: 4, EL: 2, CO: 1
- 05.  (05)  Frankreich (Liga, Pokal, Ligapokal) – Koeffizient: 73.093 – CL: 4, EL: 2, CO: 1
- 06.  (06)  Niederlande (Liga, Pokal) – Koeffizient: 67.150 – CL: 3, EL: 2, CO: 1

Stand: Ende der Europapokalsaison 2024/25

### Qualifikation für europäische Wettbewerbe
Neben dem Meister qualifizieren sich die Mannschaften auf den Plätzen 2 bis 4 ebenfalls für die Gruppenphase der UEFA Champions League. Der Fünftplatzierte und der Sieger des DFB-Pokal starten in der Gruppenphase der UEFA Europa League. Der Sechstplatzierte erreicht die Play-offs der UEFA Europa Conference League. Landet der Pokalsieger auf einem der ersten 5 Plätzen in der Liga, rückt der 6. in die Europa League auf, und die Mannschaft auf Platz 7 spielt in der Conference League. Dies gilt ebenso, wenn der Pokalsieger in der abgelaufenen Saison Platz 6 belegt.
Sollte eine Mannschaft einen europäischen Wettbewerb gewinnen, die sich über die Liga nicht erneut für einen Europapokal qualifizieren konnte, erhöht sich das deutsche Starterfeld um eine weitere Mannschaft. Letztmals war dies nach der Saison 2021/22 der Fall, als Eintracht Frankfurt die Europe League gewann, aber in der Liga nur Platz 11 belegte. Als Folge dessen starteten in der folgenden Saison 5 deutsche Mannschaften in der Champions League.

### Ausrichter (DFB/DFL)
Bis ins Jahr 2001 wurde die Bundesliga unter dem Dach des Deutschen Fußball-Bundes (DFB) ausgetragen. Seitdem sind der DFB und die als Zusammenschluss der 36 Lizenzvereine der Bundesliga und 2. Bundesliga gegründete Deutsche Fußball Liga (offiziell: DFL Deutsche Fußball Liga e. V., bis August 2016 Ligaverband/Die Liga – Fußballverband e. V.) gemeinsame Veranstalter. Ein Grundlagenvertrag regelt das Verhältnis zwischen DFB und DFL e. V. Die operativen Aufgaben hat der DFL-Verein an seine hundertprozentige Tochter, die DFL Deutsche Fußball Liga GmbH (DFL), übertragen.
Ziel der Deutschen Fußball Liga ist der Erhalt und die Stärkung des professionell betriebenen Fußballs in Deutschland. Die DFL sieht sich dabei als Dienstleister für alle Mitglieder der beiden Ligen und vertritt die Vereine gegenüber Medien und Öffentlichkeit. Grundsätzlich ist das Aufgabengebiet der DFL in die drei Hauptzweige Spielbetrieb, Lizenzierung und Vermarktung gegliedert. Neben der Organisation des Profifußballs, bei der die DFL für die Ansetzung aller 68 Spiele in der Bundesliga und 2. Bundesliga je Saison zuständig ist, vergibt sie die Übertragungsrechte an den Spielen der Lizenzligen für Fernseh- und Hörfunkübertragungen sowie im Internet. Außerdem betreibt die DFL nationale sowie internationale Markenbildung und ist für die Lizenzierung der 36 Profiklubs der 1. und 2. Bundesliga zuständig.

### Lizenzierung
Zur Teilnahme an der Bundesliga benötigt jede Mannschaft eine Lizenz von der DFL bzw. früher vom DFB. Die Lizenz wird aufgrund sportlicher, rechtlicher, personell-administrativer, infrastruktureller und sicherheitstechnischer, medientechnischer sowie finanzieller Kriterien vergeben. Hierbei stehen die genannten Voraussetzungen gleichgewichtig nebeneinander, jedoch entscheidet sich die Vergabe einer Lizenz regelmäßig an den finanziellen Kriterien, welche die wirtschaftliche Leistungsfähigkeit der Vereine sicherstellen sollen.
Nachdem die wirtschaftliche Leistungsfähigkeit der Klubs bis 2007 lediglich im Frühjahr überprüft wurde, wird ab der Saison 2007/08 eine sogenannte „Lizenzierungsnachschau“ eingeführt. Hierbei wird die Finanzlage wirtschaftlich schwächerer Klubs, die ihre Lizenz nur mit Auflagen erhalten, im Herbst erneut geprüft. Auf der Basis der Bilanz zum 30. Juni eines Jahres und aktualisierter Planrechnungen müssen die betroffenen Vereine den Nachweis der Liquidität bis zum Saisonende erbringen. Wenn dies nicht gelingt, können weitere Auflagen festgelegt werden. Bei deren Nichterfüllung drohen Sanktionen bis hin zum Punktabzug während der laufenden Saison.
Das Lizenzierungsverfahren im deutschen Fußball gilt als eines der strengsten der Welt. Aufgrund des besonderen Augenmerks auf die Prüfung der Liquidität, also der Betrachtung, ob die Vereine in der Lage sind, den Spielbetrieb für die kommende Saison aufrechtzuerhalten, musste seit der Gründung der Bundesliga noch nie ein Verein während der laufenden Spielzeit Insolvenz anmelden oder seine Mannschaft aus finanziellen Gründen vom Spielbetrieb zurückziehen.
Erhält ein Verein keine Bundesligalizenz, so gilt er vorbehaltlich der dort gültigen Zulassungsvoraussetzungen als Absteiger in die 3. Liga und rückt somit an den Schluss der Tabelle der 2. Bundesliga der vorangegangenen Spielzeit. Die Anzahl der aus sportlichen Gründen abgestiegenen Mannschaften verringert sich entsprechend. Mit Dynamo Dresden wurde in der Spielzeit 1994/95 das bislang einzige Mal einem Erstligisten die Lizenz für die Folgesaison aus wirtschaftlichen Gründen verweigert. Wegen Verstößen gegen Lizenzauflagen wurden jedoch mehrere Vereine mit Punktabzügen und Geldstrafen belegt.

## Geschichte

### Vorgeschichte (1932–1962)
Im Spieljahr 1932/33 existierten deutschlandweit noch 55 regionale Ligen unter verschiedenen Namen – wie beispielsweise Bezirksliga und Gauliga – mit Erstligastatus. Bereits 1932 forderte der damalige DFB-Präsident Felix Linnemann die Einführung einer „Reichsliga“, in der die besten Vereine den Deutschen Meister ausspielen sollten. Auf der nationalen DFB-Tagung am 16. Oktober 1932 wurden entsprechende Pläne vorgelegt, aber die Regionalverbände wiesen das Vorhaben ab. Nach der Machtübernahme der Nationalsozialisten wurde aber zum Beginn des Spieljahres 1933/34 eine Straffung auf 16 Gauligen durchgesetzt, die bis zum Ende des Zweiten Weltkrieges – mit einigen vornehmlich kriegsbedingten Variationen – die höchste Leistungsstufe im deutschen Fußball darstellten.
Während der Fußball in anderen bedeutenden europäischen Fußballnationen bereits vor dem Zweiten Weltkrieg in nationalen Profiligen organisiert war, wie beispielsweise seit 1888 in England und seit den 1920er Jahren auch in Österreich, Spanien und Italien, gab es in Deutschland in den bundesweit verstreuten Oberligen als höchste Spielklasse große Leistungsunterschiede zwischen einigen Spitzenmannschaften und dem Rest der Liga. Dies führte dazu, dass die in Ligaspielen oftmals zu wenig geforderten Spieler international nicht mehr konkurrenzfähig waren und spanische oder italienische Vereine den Europapokal dominierten. Durch die Schaffung der Bundesliga als landesweit höchster Spielklasse mit einer deutlich gleichmäßiger starken Besetzung sollte das allgemeine Leistungsniveau erhöht werden.
In Westdeutschland diskutierte man nach dem Zweiten Weltkrieg erneut über die Einführung einer landesweiten Profiliga. Ein starker Befürworter dieser Idee war Franz Kremer, der damalige Präsident des 1. FC Köln, welcher 1949 Vorsitzender der Interessengemeinschaft Bundesliga und Berufs-Fußball wurde. Wie bereits vor dem Krieg waren die Landesverbände gegen die Idee einer Bundesliga. Auch der DFB hatte große Bedenken, ob sich sportlicher Wettstreit und Marktwirtschaft vereinbaren ließen. Viele Kritiker befürchteten, dass die Vereine zahlungsunfähig würden. Somit scheiterte auch ein erster Versuch zur Gründung der Bundesliga auf dem außerordentlichen DFB-Bundestag 1958 in Frankfurt. In der Folgezeit fand Kremer jedoch in dem Bundestrainer Sepp Herberger und dem späteren DFB-Präsidenten Hermann Neuberger wichtige Befürworter. Neuberger schlug 1962, wenige Wochen, nachdem die deutsche Nationalmannschaft bei der WM in Chile im Viertelfinale ausgeschieden war, erneut die Schaffung einer einheitlichen höchsten Spielklasse vor. Am 28. Juli 1962 beschlossen die Delegierten der einzelnen Landesverbände auf dem DFB-Bundestag im Goldsaal der Dortmunder Westfalenhalle schließlich mit 103:26 Stimmen die Einführung der Bundesliga zur Saison 1963/64.

### Auswahl der teilnehmenden Vereine (1962–1963)

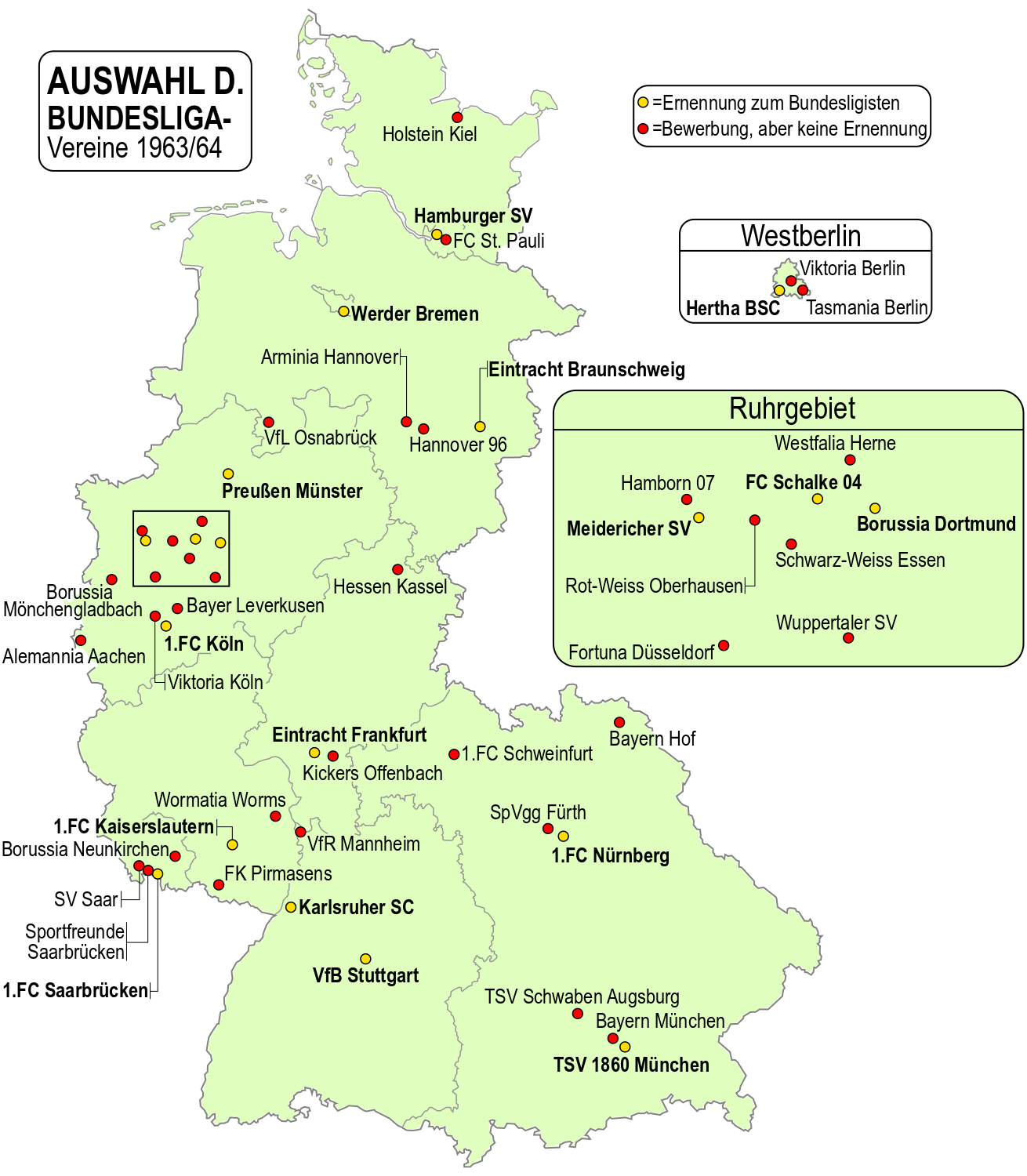
Auswahl der Vereine

In der neu geschaffenen Liga sollten 16 Mannschaften spielen, von denen je fünf aus der Oberliga Süd und der Oberliga West, drei aus der Oberliga Nord, zwei aus der Oberliga Südwest und eine aus der Berliner Stadtliga kommen sollten.
Für die Qualifikation der Mannschaften sollten sportliche und wirtschaftliche Kriterien bestimmend sein, wobei nur ein Verein pro Stadt infrage kam. Das schließlich angewandte Auswahlverfahren bei der Suche nach den 16 Gründungsmitgliedern der Bundesliga war äußerst kompliziert. Der DFB beschloss einen Schlüssel, nachdem die Abschlusspositionen der Vereine in den Oberligen aus den Spielzeiten 1951/52 bis 1954/55 einfach, von 1955/56 bis 1958/59 zweifach und von 1959/60 bis 1962/63 dreifach gewertet wurden. Für das Erreichen von Meisterschafts-Endrunden und Pokalfinals gab es Zusatzpunkte. Zudem mussten infrastrukturelle Rahmenbedingungen vorhanden sein. So musste ein Verein zum Beispiel ein Stadion mit mindestens 35.000 Plätzen und einer Flutlichtanlage vorweisen. Die Details zu der sogenannten Zwölfjahreswertung wurden am 6. Oktober 1962 vom DFB-Beirat festgelegt.
Von den 74 Oberligavereinen bewarben sich 46 für die erste Bundesligasaison. 15 Bewerber wurden jedoch sofort abgelehnt – darunter Borussia Mönchengladbach, Hessen Kassel und Bayer 04 Leverkusen.
Am 11. Januar 1963 wurden mit dem 1. FC Köln, Borussia Dortmund, dem FC Schalke 04, Werder Bremen, Eintracht Frankfurt, dem 1. FC Nürnberg, dem 1. FC Saarbrücken, dem Hamburger SV und Hertha BSC die ersten neun Teilnehmer festgelegt. Für die restlichen sieben Plätze verblieben somit noch 22 Vereine, welche vergeblich versuchten, eine Aufstockung der Liga auf 18 oder 20 Klubs zu erreichen.
Am 6. Mai 1963 erhielten in Hamburg Preußen Münster, der Meidericher SV, Eintracht Braunschweig, der 1. FC Kaiserslautern, der TSV 1860 München, der VfB Stuttgart und der Karlsruher SC die Zulassung. Die restlichen 13 Klubs mussten in die als zweithöchste Spielklasse unter der Bundesliga gegründete Regionalliga.
Die Auswahl der 16 an der ersten Bundesligasaison teilnehmenden Vereine war teilweise stark umstritten. So wurde der 1. FC Saarbrücken nicht aus sportlichen Gründen, sondern wegen seines Stadions und der Infrastruktur aufgenommen. Spekuliert wurde, dass diese Entscheidung deshalb fiel, weil der im DFB-Präsidium vertretene, aus dem Saarland stammende Hermann Neuberger „seinen“ Klub in die Bundesliga bringen wollte. Denn aus rein sportlichen Gründen hätte sich neben dem 1. FC Kaiserslautern entweder der FK Pirmasens oder Borussia Neunkirchen als zweiter Südwest-Klub qualifiziert.
Auch im Süden, Westen und Norden gab es stark diskutierte Entscheidungen. Bei den Vertretern der Oberliga West fühlte sich Alemannia Aachen übergangen, da mit dem Meidericher SV ein Verein des Landesverbands Niederrhein vorgezogen wurde. In der Oberliga Nord war die Auswahl von Eintracht Braunschweig als drittem Nord-Vertreter umstritten, da Hannover 96 unter anderem mehr Punkte in der Zwölfjahreswertung aufwies und bei den technischen Voraussetzungen besser abschnitt. Aus der Oberliga Süd fanden der FC Bayern München und auch die in der Zwölfjahreswertung vor den beiden Münchner Vereinen platzierten Kickers Offenbach keine Berücksichtigung, da sich der TSV 1860 München als Meister der Liga direkt qualifizierte.
Die folgenden 16 Vereine bildeten damit die Gründungsmitglieder der Bundesliga:
- Aus der Oberliga Nord: Eintracht Braunschweig, Werder Bremen, Hamburger SV
- Aus der Oberliga West: Borussia Dortmund, 1. FC Köln, Meidericher SV, Preußen Münster, FC Schalke 04
- Aus der Oberliga Südwest: 1. FC Kaiserslautern, 1. FC Saarbrücken
- Aus der Oberliga Süd: Eintracht Frankfurt, Karlsruher SC, 1. FC Nürnberg, TSV 1860 München, VfB Stuttgart
- Aus der Stadtliga Berlin: Hertha BSC

Von diesen 16 Vereinen gehörte der Hamburger SV am längsten ohne Unterbrechung, nämlich 55 Spielzeiten, der obersten Liga an (erstmaliger Abstieg in der Saison 2017/18). Zuvor waren bereits in der Saison 1997/98 mit dem 1. FC Köln (35 Spielzeiten) und in der Saison 1995/96 mit Eintracht Frankfurt und dem 1. FC Kaiserslautern (jeweils 33 Spielzeiten) die drei Gründungsmitglieder mit der nächstlängsten ununterbrochenen Zugehörigkeit erstmals abgestiegen. Derzeit (Stand Saison 2024/25) sind vier der 16 Gründungsmitglieder in der Bundesliga wieder vertreten.

### Das erste Statut: Noch kein Profifußball (1963)
Neuland war die Bundesliga nicht nur insofern, als der DFB nun erstmals eine überregionale Spielklasse für sein gesamtes Gebiet unterhielt. Einher ging damit auch das Bundesliga-Statut, beschlossen vom DFB-Beirat am 6. Oktober 1962, das den Lizenzspieler vom Vertragsspieler unterschied, ohne bereits einen unbeschränkten Vollprofi-Fußball zuzulassen. Vielmehr blieben etliche Restriktionen aus der Oberligazeit vorerst bestehen, darunter die Deckelung der erlaubten Spielerbezüge („im Regelfalle“ maximal 1200 DM monatlich, § 18) sowie Ablösesummen (höchstens 50.000 DM, § 21). Hier wurden lediglich höhere Grenzen festgesetzt als zuvor in der Oberliga.
Einen qualitativen Schritt tat der DFB mit dem Lizenzspieler insofern, als dieser im Gegensatz zum Vertragsspieler keinen „bürgerlichen“ (oder proletarischen) Broterwerb oder Vergleichbares mehr nachweisen musste, sondern als Angestellter seines Vereins gewisse Arbeitnehmerrechte besaß und nötigenfalls einklagen konnte (§ 29). Daraus ergab sich unter anderem, dass bei Vertragsablauf keine unbegründete Freigabeverweigerung durch den abgebenden Verein mehr möglich war, auch wenn in Streitfällen die Beweislast nach wie vor beim Spieler lag. Ein erster Präzedenzfall war Uwe Klimaschefski, dem der Regionalligist Bayer 04 Leverkusen die Freigabe für den Bundesligisten Hertha BSC nach Beschluss des Bundesliga-Ausschusses erteilen musste.
Andererseits galt noch bis 1967 die „Drei-Mann-Klausel“, nach der pro Verein und Saison „nicht mehr als drei Spieler aus fremden Vereinen“ neu verpflichtet werden durften und auch das nur während eines vierwöchigen Zeitfensters in der Sommerpause. Ferner erloschen alle Spielerlizenzen „ohne vorherige Ankündigung beim Abstieg des betreffenden Vereins oder bei Verlust der dem Verein erteilten Lizenz“. Im Zusammenspiel beider Bestimmungen stand 1965 Schalke 04 nach dem (vermeintlichen) Abstieg mit zunächst nur zwölf Spielern da (neun bisherigen und drei erlaubten Neuzugängen), konnte aber eine Härtefallklausel in Anspruch nehmen. Außerdem fielen „vereinseigene“ Amateure oder A-Jugendspieler nicht unter das Kontingent.
Eine Verlängerung der Transferperiode, so dass der Spielerkader auch in der laufenden Saison nachjustiert werden konnte, sollte erst 1972/73 zustande kommen. Ausnahmen gab es bis dahin nicht; so konnte der 1. FC Köln 1968/69 seinen dauerverletzten Torwart Milutin Šoškić nicht durch eine Neuverpflichtung kompensieren.

### Gründerjahre (1963–1968)
| Saison    |                          | Deutscher Meister (ges./BL)  |
| --------- | ------------------------ | ---------------------------- |
| 1963/64   | 1. FC Köln               | 1. FC Köln (2/1)             |
| 1964/65   | Werder Bremen            | Werder Bremen                |
| 1965/66   | TSV 1860 München         | TSV 1860 München             |
| 1966/67   | Eintracht Braunschweig   | Eintracht Braunschweig       |
| 1967/68   | 1. FC Nürnberg           | 1. FC Nürnberg (9/1)         |
| 1968/69   | FC Bayern München        | FC Bayern München (2/1)      |
| 1969/70   | Borussia Mönchengladbach | Borussia Mönchengladbach     |
| 1970/71   | Borussia Mönchengladbach | Borussia Mönchengladbach (2) |
| 1971/72   | FC Bayern München        | FC Bayern München (3/2)      |
| 1972/73   | FC Bayern München        | FC Bayern München (4/3)      |
| 1973/74   | FC Bayern München        | FC Bayern München (5/4)      |
| 1974/75   | Borussia Mönchengladbach | Borussia Mönchengladbach (3) |
| 1975/76   | Borussia Mönchengladbach | Borussia Mönchengladbach (4) |
| 1976/77   | Borussia Mönchengladbach | Borussia Mönchengladbach (5) |
| 1977/78   | 1. FC Köln               | 1. FC Köln (3/2)             |
| 1978/79   | Hamburger SV             | Hamburger SV (4/1)           |
| 1979/80   | FC Bayern München        | FC Bayern München (6/5)      |
| 1980/81   | FC Bayern München        | FC Bayern München (7/6)      |
| 1981/82   | Hamburger SV             | Hamburger SV (5/2)           |
| 1982/83   | Hamburger SV             | Hamburger SV (6/3)           |
| 1983/84   | VfB Stuttgart            | VfB Stuttgart (3/1)          |
| 1984/85   | FC Bayern München        | FC Bayern München (8/7)      |
| 1985/86   | FC Bayern München        | FC Bayern München (9/8)      |
| 1986/87   | FC Bayern München        | FC Bayern München (10/9)     |
| 1987/88   | Werder Bremen            | Werder Bremen (2)            |
| 1988/89   | FC Bayern München        | FC Bayern München (11/10)    |
| 1989/90   | FC Bayern München        | FC Bayern München (12/11)    |
| 1990/91   | 1. FC Kaiserslautern     | 1. FC Kaiserslautern (3/1)   |
| 1991/92   | VfB Stuttgart            | VfB Stuttgart (4/2)          |
| 1992/93   | Werder Bremen            | Werder Bremen (3)            |
| 1993/94   | FC Bayern München        | FC Bayern München (13/12)    |
| 1994/95   | Borussia Dortmund        | Borussia Dortmund (4/1)      |
| 1995/96   | Borussia Dortmund        | Borussia Dortmund (5/2)      |
| 1996/97   | FC Bayern München        | FC Bayern München (14/13)    |
| 1997/98   | 1. FC Kaiserslautern     | 1. FC Kaiserslautern (4/2)   |
| 1998/99   | FC Bayern München        | FC Bayern München (15/14)    |
| 1999/2000 | FC Bayern München        | FC Bayern München (16/15)    |
| 2000/01   | FC Bayern München        | FC Bayern München (17/16)    |
| 2001/02   | Borussia Dortmund        | Borussia Dortmund (6/3)      |
| 2002/03   | FC Bayern München        | FC Bayern München (18/17)    |
| 2003/04   | Werder Bremen            | Werder Bremen (4)            |
| 2004/05   | FC Bayern München        | FC Bayern München (19/18)    |
| 2005/06   | FC Bayern München        | FC Bayern München (20/19)    |
| 2006/07   | VfB Stuttgart            | VfB Stuttgart (5/3)          |
| 2007/08   | FC Bayern München        | FC Bayern München (21/20)    |
| 2008/09   | VfL Wolfsburg            | VfL Wolfsburg                |
| 2009/10   | FC Bayern München        | FC Bayern München (22/21)    |
| 2010/11   | Borussia Dortmund        | Borussia Dortmund (7/4)      |
| 2011/12   | Borussia Dortmund        | Borussia Dortmund (8/5)      |
| 2012/13   | FC Bayern München        | FC Bayern München (23/22)    |
| 2013/14   | FC Bayern München        | FC Bayern München (24/23)    |
| 2014/15   | FC Bayern München        | FC Bayern München (25/24)    |
| 2015/16   | FC Bayern München        | FC Bayern München (26/25)    |
| 2016/17   | FC Bayern München        | FC Bayern München (27/26)    |
| 2017/18   | FC Bayern München        | FC Bayern München (28/27)    |
| 2018/19   | FC Bayern München        | FC Bayern München (29/28)    |
| 2019/20   | FC Bayern München        | FC Bayern München (30/29)    |
| 2020/21   | FC Bayern München        | FC Bayern München (31/30)    |
| 2021/22   | FC Bayern München        | FC Bayern München (32/31)    |
| 2022/23   | FC Bayern München        | FC Bayern München (33/32)    |
| 2023/24   | Bayer 04 Leverkusen      | Bayer 04 Leverkusen          |
| 2024/25   | FC Bayern München        | FC Bayern München (34/33)    |

Der erste Spieltag der ersten Bundesliga-Saison war der 24. August 1963. Bereits nach 58 Sekunden erzielte Timo Konietzka von Borussia Dortmund im Spiel gegen Werder Bremen das erste Bundesliga-Tor. 327.000 Zuschauer sahen die acht Partien des ersten Spieltags in den Stadien. Der damals bereits professionell geführte 1. FC Köln gewann überlegen mit nur zwei Niederlagen und sechs Punkten Vorsprung vor dem Meidericher SV die erste Bundesliga-Meisterschaft.
In der Folgesaison geriet die Liga in ihre erste große Krise. Hertha BSC wurde wegen zu hoher Zahlungen an Spieler die Lizenz entzogen, und der Verein musste in die damals zweitklassige Regionalliga absteigen. Nun reklamierten die beiden sportlichen Absteiger Karlsruher SC und FC Schalke 04 den durch den Zwangsabstieg freigewordenen Platz für sich (anders als heute gab es für solche Fälle keine eindeutige Regelung) und erhoben Einspruch gegen den eigenen Abstieg. Nach einigem Hin und Her – zum Beispiel wurde eine Qualifikationsrunde mit vier Teams an- und wieder abgesetzt – erhöhte man die Zahl der Vereine auf 18, so dass beide „eigentlichen“ Absteiger in der Liga bleiben konnten. Der DFB entschied, zusätzlich einen Berliner Klub aufzunehmen. Politische Obertöne klangen dabei mit, hatten doch alle Bundesregierungen seit 1949 betont, dass die drei Westsektoren Berlins fest mit der Bundesrepublik verbunden seien. Als Ersatz für Hertha BSC wurde der Vorjahresmeister und Drittplatzierte der Regionalliga Berlin, Tasmania Berlin, ohne aktuelle sportliche Qualifikation für die Bundesliga zugelassen, nachdem der Regionalliga-Meister Tennis Borussia in der Aufstiegsrunde zur Bundesliga gescheitert war und der zweitplatzierte Spandauer SV auf den Aufstieg verzichtet hatte. „Tas“ begründete den eigenen Anspruch damit, dass man bereits 1963 als rechtmäßiger Vertreter Berlins hätte nominiert werden müssen.
Trotz eines Sieges zum Saisonauftakt stieg Tasmania nach nur einer Spielzeit 1966 als schlechteste Mannschaft der Bundesligageschichte wieder ab und stellte dabei sieben auch 54 Jahre später noch gültige Negativrekorde auf: geringste Zahl an erzielten Toren (15) und höchste Zahl an Gegentoren (108), wenigste Pluspunkte (8), wenigste Siege (2), meiste Niederlagen (28), geringste Zuschauerzahl eines Spiels (827) und längste sieglose Serie (31 Spiele in Folge). Im selben Jahr stiegen mit Borussia Mönchengladbach und FC Bayern München zwei Vereine auf, die nach einigen Jahren die Bundesliga für längere Zeit dominierten. Bis 1970 wurde in jedem Jahr ein anderer Verein Meister. Mit dem 1. FC Nürnberg stieg 1969 zum ersten und bisher einzigen Mal ein amtierender Meister ab.
Im Europapokal der Landesmeister schieden die ersten Bundesligameister spätestens im Viertelfinale aus, obwohl einerseits in den Vorjahren Eintracht Frankfurt (1960) das Finale und der Hamburger SV (1961) sowie Borussia Dortmund (1964) das Halbfinale erreicht hatten und andererseits die Pokalsieger im Europapokal der Pokalsieger sehr erfolgreich waren. Im Messepokal, dem offiziellen Vorgänger des UEFA-Pokals, konnten nur der 1. FC Köln 1964 und Eintracht Frankfurt 1967 das Halbfinale erreichen.

### Bayern München gegen Borussia Mönchengladbach (1969–1978)
Anfang der 1970er Jahre wurde die Liga durch den am 6. Juni 1971 von Horst-Gregorio Canellas, dem Präsidenten der Offenbacher Kickers, aufgedeckten Bundesliga-Skandal erschüttert. Aufgrund von Manipulationen bei Punktspielen im Abstiegskampf war es Rot-Weiß Oberhausen und Arminia Bielefeld gelungen, in der Bundesliga zu verbleiben. Bei den vom DFB-Chefankläger Hans Kindermann geführten Ermittlungen wurde festgestellt, dass 18 Spiele der letzten acht Spieltage in der Saison 1970/71 nachweislich verkauft beziehungsweise manipuliert werden sollten. Insgesamt wurden 52 Spieler, zwei Trainer sowie sechs Vereinsfunktionäre bestraft. Außerdem wurde den Vereinen Arminia Bielefeld und Kickers Offenbach die Bundesligalizenz entzogen.
In der Folgezeit verlor der Fußball seine Glaubwürdigkeit. Die Zuschauer bestraften die Vereine mit ihrer Abstinenz. Die Zuschauerzahlen waren zwar schon seit 1965/66 kontinuierlich rückläufig, sanken von 6,3 Millionen in der Spielzeit 1970/71 aber besonders drastisch auf 5,4 Millionen 1971/72 und auf den absoluten Tiefpunkt 1972/73 mit lediglich fünf Millionen bei einem Schnitt von 16.372 Besuchern pro Partie. Neben dem Skandal wurden damals auch andere Gründe für den Besucherschwund intensiv diskutiert, unter anderem der mangelnde Komfort in den Stadien und die steigende Fernsehberichterstattung. Erst durch die WM 1974, für die viele Stadien um-, aus- oder neugebaut wurden, und vor allem durch deren Gewinn stiegen das Ansehen und die Zuschauerzahlen wieder. Außerdem waren auch die Bundesligamannschaften international sehr erfolgreich. Bereits 1972 waren die letzten Beschränkungen für Gehälter und Ablösesummen entfallen, so dass der in anderen Ländern bereits seit Jahrzehnten bestehende Profifußball sich voll entfalten konnte.
Borussia Mönchengladbach verteidigte als erster Verein erfolgreich die Deutsche Bundesliga-Meisterschaft (1970/71). In den sechs Spielzeiten danach erzielte zuerst Bayern München (1972–1974) und dann Mönchengladbach (1975–1977) den „Titel-Hattrick“, was nur Bayern München (1985–1987, 1999–2001 und 2013–2015) wiederholen konnte. Insgesamt neun Spielzeiten hintereinander gewann einer der beiden Vereine die Meisterschaft. Dabei musste Borussia Mönchengladbach aufgrund der geringeren Zuschauerkapazität des eigenen Stadions im Gegensatz zum bayerischen Konkurrenten, der nach den Olympischen Spielen 1972 ins neue Olympiastadion umgezogen war, immer wieder Leistungsträger ins Ausland verkaufen. So war man gegen Ende der 1970er nicht mehr konkurrenzfähig. Während der Meistertitel 1977 der bisher letzte für Mönchengladbach war und die Mannschaft 1999 und 2007 sogar abstieg, konnte Bayern München in den Folgejahren seine Dominanz weiter ausbauen.
Den höchsten Sieg der Bundesliga-Geschichte erreichte Borussia Mönchengladbach am 29. April 1978 durch ein 12:0 gegen Borussia Dortmund.
1976 wurde erstmals bei der Verpflichtung von Roger Van Gool durch den 1. FC Köln eine Ablösesumme von einer Million DM gezahlt. In den Folgejahren stiegen sowohl die Ablösesummen als auch die Spielergehälter sehr stark weiter.
International waren die 1970er das erfolgreichste Jahrzehnt der Bundesligavereine. In jedem Jahr stand mindestens ein Verein in einem Halbfinale, dreimal konnte der Europapokal der Landesmeister (Bayern München 1974, 1975 und 1976), einmal der Europapokal der Pokalsieger (Hamburger SV 1977) und dreimal der UEFA-Pokal (Borussia Mönchengladbach 1975 und 1979, Eintracht Frankfurt 1980) gewonnen werden. Zudem wurde in jedem Wettbewerb noch einmal das Finale erreicht. 1980 kamen alle Mannschaften im Halbfinale des UEFA-Pokals aus der Bundesliga, was bis heute kein Verband mehr erreicht hat.

### Nord gegen Süd (1979–1990)
In den 1980er Jahren sanken die Zuschauerzahlen in den Bundesligastadien wiederum. Dies lag unter anderem daran, dass mehrere deutsche Stars zu ausländischen Vereinen wechselten. Spektakulärster Transfer zu dieser Zeit war der Wechsel von Karl-Heinz Rummenigge von Bayern München zu Inter Mailand, für den erstmals mehr als 10 Millionen DM bezahlt wurden. Durch die Erfolge von Boris Becker und Steffi Graf verlagerte sich das mediale Zuschauerinteresse zum Tennis. Obwohl die Nationalmannschaft 1982 und 1986 jeweils das WM-Finale erreichte, waren ihre Auftritte weniger attraktiv. Um dem Ausbleiben der Zuschauer wegen der schlechten Wetterverhältnisse entgegenzuwirken und weil in den Wintermonaten die Plätze oftmals unbespielbar waren, wurde 1986 die Winterpause auf acht Wochen verlängert.
Sportlich stieg der Hamburger SV mit den Spielern um Horst Hrubesch, Manfred Kaltz und Felix Magath bereits gegen Ende der 1970er Jahre zum Hauptkontrahenten von Bayern München auf. Nach dem ersten Titel des HSV 1979 folgten unter Trainer Ernst Happel 1982 und 1983 zwei weitere deutsche Meisterschaften. Der Titelhattrick gelang den Hamburgern nicht, da sie in der Saison 1983/84 nur Vize-Meister hinter dem VfB Stuttgart wurden.
Doch auch der FC Bayern München hatte den Abgang der in den 1970er Jahren überragenden Spieler gut verkraftet und konnte auch im neuen Jahrzehnt an die vergangenen Erfolge anknüpfen. Ab Mitte der 1980er Jahre hatten sie sich allerdings mit Werder Bremen eines neuen Kontrahenten aus dem Norden zu erwehren. Die von Otto Rehhagel trainierten Bremer, in den 1970ern eines der „Kellerkinder“ der Liga und in der Saison 1980/81 sogar zweitklassig, setzten sich sofort nach dem Wiederaufstieg kontinuierlich im oberen Tabellendrittel fest. Der FC Bayern München aber baute seine Dominanz aus und löste mit dem Gewinn der neunten und zehnten Deutschen Meisterschaft 1986 und 1987 den vorherigen Rekordhalter 1. FC Nürnberg mit seinen neun gewonnenen Meisterschaften (davon acht vor Einführung der Bundesliga) ab. Das Duell mit den Bremern blieb aber noch ein paar Jahre bestehen. Nachdem sie 1985 und 1986 noch knapp gescheitert waren, gewann Werder Bremen 1988 zum zweiten Mal die Meisterschaft und blieb auch in den folgenden Jahren stark.
In den 1980er Jahren erreichten deutsche Vereine je viermal das Finale des Europapokals der Landesmeister (ein Sieg, Hamburger SV 1983) und das Finale des UEFA-Pokals (zwei Siege, Eintracht Frankfurt 1980 nach dem rein deutschen Halbfinale sowie Bayer 04 Leverkusen 1988). Auch wenn bis auf 1984 immer mindestens ein Bundesliga-Verein das Halbfinale eines europäischen Wettbewerbs erreichte, konnten die Erfolge der 1970er Jahre nicht wiederholt werden.

### Wiedervereinigung und verstärkte Kommerzialisierung (1991–1999)
Seit Beginn der 1990er Jahre erfreut sich die Bundesliga wieder wachsender Beliebtheit. Dies wird einerseits auf den sportlichen Erfolg der Nationalmannschaft (dritter WM-Titel 1990 und dritter EM-Titel 1996) zurückgeführt, andererseits wurde die Bundesliga in den Medien gezielt vermarktet. Ab 1991 berichtete Premiere live von den Spielen der Liga, ein Jahr später übernahm Sat.1 mit ran – Sat.1 Bundesliga die Fernsehübertragungsrechte für den Samstagabend.
1991 trat der Deutsche Fußball-Verband der DDR (DFV) dem DFB bei. Mit der Angleichung des ostdeutschen Ligasystems an den westdeutschen Spielbetrieb wurden der F.C. Hansa Rostock und Dynamo Dresden aus der DDR-Oberliga in die Bundesliga aufgenommen. Die Liga spielte 1991/92 daher vorübergehend mit 20 Vereinen, von denen vier absteigen mussten. Erster gesamtdeutscher Meister nach Ende des Zweiten Weltkrieges wurde der VfB Stuttgart, der sich erst am letzten Spieltag vor Eintracht Frankfurt und Borussia Dortmund schieben konnte.
Der sportliche Wettbewerb in der Liga war deutlich ausgeglichener als in den Jahren zuvor. Fünf Vereine gewannen in diesem Jahrzehnt die Meisterschaft. Borussia Dortmund konnte mit den Einnahmen aus dem Europapokal Spieler wie Jürgen Kohler, Stefan Reuter oder Andreas Möller aus dem Ausland zurück in die Bundesliga holen und stieg so Mitte der 1990er-Jahre zu einem der Hauptkonkurrenten des FC Bayern München auf.
Auch in den 1990ern erreichten Bundesligavereine in jedem Jahr mindestens ein europäisches Halbfinale. Borussia Dortmund gewann 1997 die Champions League, Bayern München (1996) und Schalke 04 (1997) siegten im UEFA-Pokal und Werder Bremen war 1992 beim Europapokal der Pokalsieger erfolgreich. Zudem wurde in jedem Wettbewerb ein weiteres Mal das Finale durch eine Bundesligamannschaft erreicht.
Mit dem Karlsruher SC, dem SC Freiburg oder dem VfL Wolfsburg konnten sich einige Mannschaften erstmals in ihrer Bundesligageschichte für den UEFA-Pokal qualifizieren, wobei der KSC es 1994 auf Anhieb bis ins Halbfinale schaffte. Auf der anderen Seite stiegen Traditionsvereine wie Eintracht Frankfurt, Borussia Mönchengladbach, der 1. FC Kaiserslautern oder der 1. FC Köln nach langjähriger Ligazugehörigkeit erstmals in die 2. Bundesliga ab. Dem 1. FC Kaiserslautern gelang es 1998 als erster Mannschaft, direkt nach dem Aufstieg Deutscher Meister zu werden.

### „Vizekusen“ und Fußballboom (2000–2008)

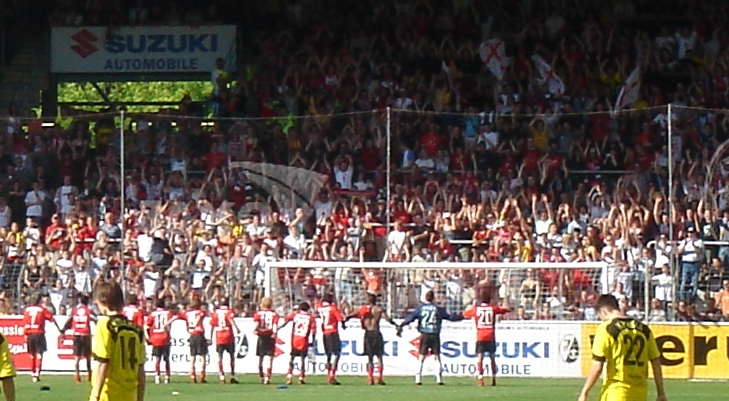
Bundesliga-Spiel SC Freiburg gegen Borussia Dortmund

Die Meisterschaft entschied sich sechsmal erst am letzten Spieltag. In der Saison 1999/2000 hätte Bayer 04 Leverkusen ein Unentschieden beim bereits geretteten Aufsteiger SpVgg Unterhaching genügt, doch durch die 0:2-Niederlage zog Bayern München noch vorbei. Noch dramatischer war die Meisterschaftsentscheidung ein Jahr später, als sich der FC Schalke 04 nach einem 5:3-Sieg am letzten Spieltag bereits als Deutscher Meister wähnte, Bayern München in der Nachspielzeit jedoch noch das benötigte Tor zur Titelverteidigung erzielte. Schalke erhielt dafür von seinen Fans den Titel „Meister der Herzen“.
Am 24. August 2003 feierte die Bundesliga mit einem Spiel zwischen „Bundesliga-Dinosaurier“ Hamburger SV und Rekordmeister FC Bayern München zum Auftakt der Saison 2003/04 ihren 40. Geburtstag. 2004 führte die DFL Meistersterne für Meistertitel ein, die im Rahmen der Bundesliga erzielt wurden.
Im Januar 2005 erschreckte der durch den Schiedsrichter Robert Hoyzer ausgelöste Fußball-Wettskandal die Liga. Allerdings betraf dieser nur Spiele der 2. Bundesliga, des DFB-Pokals sowie der Regionalliga. Infolge des Skandals installierten DFB und DFL ein Frühwarnsystem, das künftig ungewöhnliche Wetteinsätze anzeigt.
Trotzdem stiegen die Zuschauerzahlen auf immer neue Bestmarken. Die 306 Spiele der Saison 2004/05 besuchten über 11,56 Millionen Zuschauer (Schnitt 37.781), was deutlich über den Zuschauerzahlen in Spanien, Italien oder England liegt. Den europaweit höchsten Zuschauerschnitt erreichte mit 77.235 Zuschauern pro Spiel Borussia Dortmund. Die steigenden Zuschauerzahlen lassen sich mit den vielen für die WM 2006 neu gebauten oder modernisierten Stadien und einem generell zunehmenden Interesse am Fußball erklären. Zudem wurde gezielt durch Bau von Business-Logen in den Stadien eine andere Klientel angesprochen. Auch der Anteil weiblicher Zuschauer nahm zu.
Direkt nach der Jahrtausendwende erreichten deutsche Vereine noch zweimal das Finale der Champions League (Bayern München als Sieger 2001 und Bayer Leverkusen 2002) sowie einmal das Finale des UEFA-Pokals (Borussia Dortmund 2002). Der Champions-League-Sieg von Bayern München 2001 war für die nächsten zwölf Jahre der letzte Gewinn eines Europapokalwettbewerbs durch eine deutsche Mannschaft.

### Europäische Topliga (2009–2013)

Logo zur 50. Saison 2012/13

Mit dem schleichenden Verfall der internationalen Klasse der Bundesliga zu Beginn der 2000er Jahre war auch ein zwischenzeitliches Abrutschen in der UEFA-Fünfjahreswertung verbunden. Die Liga verlor mehrere Plätze, rutschte aus den Top 3 und verlor somit einen Startplatz in der Champions League. Nachdem sie kurzfristig sogar nur auf dem fünften Platz gelegen war, konnte sie zum Ende der Saison 2010/11 den dritten Platz zurückerobern und spielt seit der Saison 2011/12 wieder vier Champions-League-Startplätze aus.
2008/09 trafen im Halbfinale des UEFA-Pokals der Hamburger SV und der SV Werder Bremen aufeinander. Der SV Werder konnte sich durchsetzen und zog als erste deutsche Mannschaft seit 2002 in das Finale eines europäischen Klubwettbewerbs ein. Hier unterlagen sie gegen Schachtar Donezk mit 1:2 n. V. 2010 erreichte mit Bayern München zum ersten Mal seit 2002 ein deutscher Klub das Halbfinale und auch das Endspiel der Champions League. Im Finale unterlagen die Münchener mit 0:2 gegen Inter Mailand. Zwei Jahre später stand der FC Bayern erneut im Endspiel der Champions League, das er im eigenen Stadion gegen den FC Chelsea verlor. In der Saison 2012/13 standen in beiden Wettbewerben insgesamt gleich sieben deutsche Mannschaften in der Gruppenphase. Alle schafften es in die K.-o.-Runde des Europapokals, was eine historische Bestmarke darstellt. Zudem war das Finale der Champions League 2013 ein rein deutsches Duell zwischen Borussia Dortmund und Bayern München und damit das zweite nach dem Endspiel des UEFA-Pokals 1979/80. Bayern München gewann das Endspiel mit 2:1 und wurde somit der erste deutsche Europapokalsieger seit 2001.
Mit Beginn der Saison 2010/11 wurde ein einheitlicher Spielball in der Bundesliga eingeführt, die „Torfabrik“ von Adidas; seit 2018/19 wird der „Brillant APS“ von Derbystar genutzt.

### 11 Jahre andauernde Dominanz des FC Bayern München (2013–2023)
Seit 2013 setzt sich der FC Bayern München mit nie vorher dagewesener Dominanz von allen anderen Vereinen der Fußball-Bundesliga ab und wurde seither in jeder Saison Deutscher Fußball-Meister. Mit den drei aufeinanderfolgenden Titelgewinnen 2014, 2015 und 2016 stieg Pep Guardiola zum erfolgreichsten ausländischen Bundesligatrainer auf. Gleichzeitig war dies auch das erste Mal in der Geschichte der Bundesliga, dass ein Verein vier Titel in Folge erringen konnte. 2020 feierte der FC Bayern München seine achte Meisterschaft in Folge. Während dieser acht Spielzeiten errang der FC Bayern im Schnitt 14,4 Punkte mehr als der jeweilige Tabellenzweite. Die Saison 2019/20 schloss der FC Bayern mit der besten Rückrunde der Liga-Geschichte ab: der FC Bayern blieb bei 16 Siegen und einem Unentschieden sowie dem besten Torverhältnis von 54:10 ungeschlagen. Eine solche Quote, beim allerdings um einen Gegentreffer schlechteren Torverhältnis, hatte es bislang nur ein weiteres Mal gegeben (damals ebenfalls der FC Bayern, 2012/13). In der nationalen wie auch internationalen Presse wird die Bundesliga daher oft auch als eintönig oder sogar langweilig beschrieben.
Im internationalen Vergleich fällt die Bundesliga dagegen – mit Ausnahme des FC Bayern München – wieder ab. Insbesondere die Top-Ligen in Spanien und England führen die UEFA-Fünfjahreswertung mit deutlichem Abstand vor der Fußball-Bundesliga an. Deutsche Mannschaften spielen in den europäischen Pokalwettbewerben nur noch eine untergeordnete Rolle. In der Saison 2016/17 erreichte erstmals seit der Saison 2004/05 keine deutsche Vereinsmannschaft das Halbfinale eines Europapokalwettbewerbes.
Seit Beginn der Saison 2015/16 wird in der Bundesliga die Torlinientechnik genutzt, die dem Schiedsrichter automatisch signalisiert, dass der Ball in vollem Umfang die Torlinie innerhalb des Tores überschritten hat. Im Dezember 2014 war entschieden worden, die Kameratechnologie Hawk-Eye einzusetzen. Zur Saison 2017/18 wurde der Video-Assistent (VAR) eingeführt und erstmals am 22. August 2017 eingesetzt.
Als Folge der globalen COVID-19-Pandemie wurden auf einer DFL-Mitgliederversammlung Anfang April 2020 verschiedene Neuerungen und Anpassungen beschlossen, die für die beiden Bundesligen gelten. So hätte der Antrag auf Eröffnung eines Insolvenzverfahrens innerhalb der Saison 2019/20 nicht mehr wie gehabt den Abzug von neun, sondern nur noch von drei Punkten nach sich gezogen. Darüber hinaus wurde im Rahmen des Lizenzierungsverfahrens für die Saison 2020/21 die Überprüfung der Liquiditätssituation temporär ausgesetzt; allerdings wird bereits im September 2020 die wirtschaftliche Leistungsfähigkeit der Vereine geprüft, etwaige Liquiditätslücken sollen dann mit Restriktionen der Transferaktivitäten bestraft werden. Darüber hinaus wurde das bisherige Mindestalter zur Erteilung einer Spielerlaubnis in beiden Bundesligen zur Saison 2020/21 von 17 auf 16 Jahre herabgesetzt. Des Weiteren wurden Konzepte zur Durchführung von Geisterspielen erarbeitet, um einen Spielbetrieb ohne Zuschauer und mit möglichst geringem Personalaufwand zu ermöglichen. Im Zuge der Wiederaufnahme des Spielbetriebs zum 16. Mai fand eine Erhöhung des Auswechselkontingents auf bis zu fünf Spieler, die innerhalb von drei Zeitfenstern eingewechselt werden können, statt. Diese Regelung wurde auf die Spielzeit 2020/21 ausgeweitet und auch in den Folgesaisons beibehalten.
Zunehmend kritisiert wird die sinkende Wettbewerbsausgeglichenheit und damit steigende Vorhersehbarkeit der sportlichen Ergebnisse. So belegt eine wissenschaftliche Studie aus dem Jahr 2022, dass die Endplatzierung der Vereine signifikant von deren Marktwert am Saisonanfang abhängt, Tendenz weiter steigend.

### Geplatzter Investoreneinstieg und Rekord von Bayer Leverkusen während der Saison 2023/24
Während der Saison 2023/24 beschloss die DFL im Dezember 2023 in einer geheimen Abstimmung mit der erforderlichen Zweidrittel-Mehrheit (24 von 36 Vertretern der Vereine stimmten dafür) eine Investoren-Beteiligung mit 900 Millionen bis zu 1 Milliarde Euro für die Dauer von 20 Jahren. Eine Beteiligung an den Medienerlösen der DFL war für den Investor vorgesehen.
Die Abstimmung sorgte für anhaltenden Protest auf Seiten der Fans. Es wurden sowohl in der 1. als auch in der 2. Bundesliga Gegenstände wie Schokotaler und Tennisbälle auf das Spielfeld geworfen, wobei es zu teils längeren Unterbrechungen der Spiele kam und auch Spielabbrüche riskiert worden waren. Im Mittelpunkt der Kritik stand der Vorwurf, dass die exakte Zweidrittelmehrheit bei der geheimen Abstimmung dadurch entstanden sei, dass Martin Kind von Hannover 96 entgegen der Weisung seines eigenen Vereins abgestimmt habe, was einen Verstoß gegen die 50+1-Regel darstelle. Die DFL habe, so der Vorwurf des Vereins Hannover 96, im Vorfeld der Abstimmung von Kinds beabsichtigtem Weisungsverstoß gewusst und die Abstimmungsmodalitäten vorsätzlich so gestaltet, dass dieser nicht öffentlich bekannt würde. Diese Vorwürfe wurden vonseiten der DFL zurückgewiesen. Mehrere Vereine, darunter Hannover 96, forderten eine erneute Abstimmung.
Am 21. Februar 2024 gab das Präsidium der DFL bekannt, dass man die Pläne nach massiven Fanprotesten nicht weiter vorantreiben würde. „Eine erfolgreiche Fortführung des Prozesses scheint in Anbetracht der aktuellen Entwicklungen nicht mehr möglich“, sagte Hans-Joachim Watzke – auch wenn es „eine große Mehrheit für die unternehmerische Notwendigkeit der strategischen Partnerschaft“ gebe.
Als erster Mannschaft in der Geschichte der Bundesliga gelang es Bayer Leverkusen mit der Saison 2023/24 in einer Bundesligasaison ungeschlagen zu bleiben, sich damit die erste Meisterschaft in der Klubgeschichte zu sichern und die mehr als ein Jahrzehnt andauernde Meisterschaftsserie des FC Bayern München zu beenden.

## Vereine

### Überblick
Seit Gründung der Bundesliga im Jahr 1963 spielten insgesamt 58 Vereine in der höchsten deutschen Spielklasse, wobei Holstein Kiel in der Fußball-Bundesliga 2024/25 der jüngste Neuzugang ist. Bis einschließlich der Saison 2017/18 gehörte der Hamburger SV als letzter Verein ununterbrochen, insgesamt 55 Spielzeiten der Bundesliga an. Zum Saisonende stiegen die Hamburger jedoch erstmals in die 2. Fußball-Bundesliga ab. Derzeit haben Werder Bremen und der FC Bayern München mit jeweils 59 Spielzeiten die insgesamt meisten Jahre in der Bundesliga gespielt. Bayern München gehört seit seinem Aufstieg 1965 am längsten ununterbrochen der Bundesliga an. Seit 1963 haben (Stand: Saisonbeginn 2023/24) lediglich Werder Bremen, der VfB Stuttgart, und Eintracht Frankfurt gegen alle bisherigen Bundesligisten gespielt.
Die Vereine der Bundesliga kamen bislang überwiegend aus Großstädten. Lediglich der 1. FC Kaiserslautern (nur wenige Jahre Großstadt), Borussia Neunkirchen, der FC Homburg, die SpVgg Unterhaching, die TSG Hoffenheim und der 1. FC Heidenheim kamen aus Orten mit weniger als 100.000 Einwohnern. Dabei wies Unterhaching mit rund 20.000 Einwohnern die geringste Einwohnerzahl auf. Die größte deutsche Stadt, die noch mit keinem Verein in der Eliteliga vertreten war, ist die Bundesstadt Bonn. Aus München, Hamburg, Stuttgart, Bochum, Köln und Leipzig gab es jeweils zwei Bundesligamannschaften (vereinzelt wird die SpVgg Unterhaching als dritte Münchner Mannschaft bezeichnet), in all diesen Städten außer Leipzig kam es zu direkten Duellen beider Vereine in der Bundesliga. Berlin war mit Hertha BSC, Tasmania Berlin, Tennis Borussia Berlin, Blau-Weiß 90 Berlin und Union Berlin mit fünf verschiedenen Mannschaften in der Bundesliga vertreten. Nachdem mit Hertha und TeBe 1974/75 sowie 1976/77 zwei West-Berliner Vereine in der Bundesliga aufeinandertrafen, gab es am 4. November 2019 mit dem Spiel Union gegen Hertha das erste Mal ein Bundesligaderby im geeinten Berlin.
Die geografische Verteilung der Bundesligavereine über das Land ist ungleichmäßig. In der Saison 2023/24 kommen insgesamt fünf Klubs vom WDFV (Nordrhein-Westfalen), acht Vereine vom SFV (vier aus Baden-Württemberg sowie je zwei aus Bayern und aus Hessen), zwei vom NOFV (aus Berlin und aus Sachsen), zwei vom NFV (aus Bremen und Niedersachsen) und ein Vertreter des Verbandes Südwest (aus Rheinland-Pfalz). Die fünf Länder Brandenburg, Mecklenburg-Vorpommern, Saarland, Sachsen-Anhalt und Thüringen stellen derzeit keine Fußballmannschaft in der höchsten deutschen Liga. Aus Sachsen-Anhalt und Thüringen kam noch nie ein Bundesligist. Schleswig-Holstein ist mit Holstein Kiel in der Bundesliga-Saison 2024/25 erstmals mit einem Bundesligaverein vertreten. Mit dem FC St. Pauli nimmt in der aktuellen Saison auch wieder ein Verein aus Hamburg am Wettstreit um die deutsche Meisterschaft teil.
Mit 18 verschiedenen Vereinen ist Nordrhein-Westfalen das Bundesland mit den meisten Bundesligisten. Zudem war NRW in jeder einzelnen Bundesliga-Saison das Bundesland mit den meisten Vereinen. Lange Jahre dominierten die nordrhein-westfälischen Clubs die Bundesliga; in der Saison 1980/81 kamen sogar 10 der 18 Vereine, d. h. mehr als die Hälfte, aus NRW.
Durch den Aufstieg von Union Berlin im Jahr 2019 sind zum ersten Mal seit der Saison 2007/08 wieder zwei Vereine aus dem Gebiet der ehemaligen DDR dabei, von denen jedoch nur Union Berlin eine DFV-Vergangenheit vorweisen kann. Damit ist Union Berlin, nach Hansa Rostock, Dynamo Dresden, dem VfB Leipzig und Energie Cottbus, der insgesamt fünfte Bundesligist mit DFV-Geschichte und der erste seit dem Abstieg von Energie Cottbus 2009 (vgl. die Liste der NOFV-Fußballmannschaften im deutschen Profifußball). Der andere Verein, RB Leipzig, wurde erst im Jahr 2009 gegründet.

### Vereine der Bundesligasaison 2024/25
|                          | Verein                   | Spielzeiten (gesamt) | Letzter Aufstieg | Anzahl Aufstiege | Anmerkungen |
| ------------------------ | ------------------------ | -------------------- | ---------------- | ---------------- | ----------- |
| FC Augsburg              | FC Augsburg              | 14                   | 2011             | 1                |             |
| 1. FC Union Berlin       | 1. FC Union Berlin       | 06                   | 2019             | 1                |             |
| VfL Bochum               | VfL Bochum               | 38                   | 2021             | 7                |             |
| SV Werder Bremen         | Werder Bremen            | 60                   | 2022             | 1 2 1            |             |
| Borussia Dortmund        | Borussia Dortmund        | 58                   | 1976             | 1 1              |             |
| Eintracht Frankfurt      | Eintracht Frankfurt      | 56                   | 2012             | 1 4 1            |             |
| SC Freiburg              | SC Freiburg              | 25                   | 2016             | 5                |             |
| 1. FC Heidenheim         | 1. FC Heidenheim         | 02                   | 2023             | 1                |             |
| TSG 1899 Hoffenheim      | TSG 1899 Hoffenheim      | 17                   | 2008             | 1                |             |
| Holstein Kiel            | Holstein Kiel            | 01                   | 2024             | 1                | Aufsteiger  |
| RB Leipzig               | RB Leipzig               | 09                   | 2016             | 1                |             |
| Bayer 04 Leverkusen      | Bayer 04 Leverkusen      | 46                   | 1979             | 1                | Meister     |
| 1. FSV Mainz 05          | 1. FSV Mainz 05          | 19                   | 2009             | 2                |             |
| Borussia Mönchengladbach | Borussia Mönchengladbach | 57                   | 2008             | 3                |             |
| FC Bayern München        | FC Bayern München        | 60                   | 1965             | 1                |             |
| FC St. Pauli             | FC St. Pauli             | 09                   | 2024             | 6                | Aufsteiger  |
| VfB Stuttgart            | VfB Stuttgart            | 58                   | 2020             | 1 3 1            | Vizemeister |
| VfL Wolfsburg            | VfL Wolfsburg            | 28                   | 1997             | 1                |             |

Eine Übersicht zu allen Vereinen, die jemals in der Bundesliga gespielt haben, liefert die Liste der Vereine der Bundesliga.
Auf diesen Karten werden die geografischen Positionen sämtlicher Vereine der Bundesligageschichte angezeigt.
| FC Bayern München |

| Werder Bremen |

| Hamburger SV |

| VfB Stuttgart |

| Nordrhein-Westfalen |

|  |

|  |

|  |

| 1. FC Kai- serslautern |

| Eintracht Frankfurt |

|  |

|  |

| 1. FC Nürnberg |

|  |

| Hannover 96 |

| Karlsruher SC |

|  |

| TSV 1860 München |

| Eintracht Braunschweig |

| VfL Wolfsburg |

| Arminia Bielefeld |

| SC Freiburg |

|  |

| Hansa Rostock |

| 1. FSV Mainz 05 |

| SV Waldhof Mannheim |

| Kickers Offenbach |

|  |

| TSG 1899 Hoffenheim |

| FC St. Pauli |

| Energie Cottbus |

| Alemannia Aachen |

|  |

| Dynamo Dresden |

|  |

| FC Augsburg |

|  |

| 1. FC Saarbrücken |

| Borussia Neunkirchen |

| FC 08 Homburg |

| SpVgg Unterhaching |

| Stuttgarter Kickers |

| SV Darmstadt 98 |

| SSV Ulm |

|  |

| Preußen Münster |

| SpVgg Greuther Fürth |

| VfB Leipzig |

| RB Leipzig |

| Berlin |

|  |

|  |

|  |

|  |

| SC Paderborn 07 |

| FC Ingolstadt 04 |

| 1. FC Heidenheim |

| Holstein Kiel |

| Borussia Dortmund |

| Borussia Mönchengladbach |

| FC Schalke 04 |

| 1. FC Köln |

| Bayer 04 Leverkusen |

| VfL Bochum |

| MSV Duisburg |

| Fortuna Düsseldorf |

| Arminia Bielefeld |

| KFC Uerdingen 05 |

| RW Essen |

| Alemannia Aachen |

| SG Watten- scheid 09 |

| Rot-Weiß Oberhausen |

| Wuppertaler SV |

| SC Fortuna Köln |

| Preußen Münster |

| SC Paderborn 07 |

### Die Bundesliga-Meister
Der zu Saisonende Erstplatzierte der Bundesliga ist Deutscher Fußballmeister und bekommt die Meisterschale überreicht. Zwischen 1992 und 2014 wurde auch der frühere Meisterpokal, die Victoria, die nach dem Zweiten Weltkrieg verloren gegangen war, verliehen. Zudem darf ein Verein ab drei gewonnenen Bundesliga-Meisterschaften einen, ab fünf einen zweiten, ab zehn einen dritten, ab 20 einen vierten sowie ab 30 einen fünften Meisterstern über dem Vereinswappen tragen. Der amtierende Meister darf in der laufenden Spielzeit auch eine goldene Version des Bundesliga-Logos auf dem Ärmel tragen.
In den bisher 62 Spielzeiten der Bundesliga errangen insgesamt dreizehn verschiedene Vereine den Meistertitel. Erfolgreichster Verein ist mit 33 gewonnenen Bundesliga-Meisterschaften der FC Bayern München, der auch die Ewige Tabelle der Fußball-Bundesliga anführt. Es folgen Borussia Mönchengladbach und Borussia Dortmund mit jeweils 5 sowie Werder Bremen mit 4 gewonnenen Titeln.
| \| Rang \| Verein \| Bundesliga-Meisterschaften \| Meistersterne \| \| ---- \| ------------------------ \| -------------------------- \| ------------- \| \| 1 \| FC Bayern München \| 330 \| 5 \| \| 2 \| Borussia Dortmund \| 5 \| 2 \| \| 0 \| Borussia Mönchengladbach \| 5 \| 2 \| \| 4 \| Werder Bremen \| 4 \| 1 \| \| 5 \| Hamburger SV \| 3 \| 1 \| \| 0 \| VfB Stuttgart \| 3 \| 1 \| \| 7 \| 1. FC Kaiserslautern \| 2 \| – \| \| 0 \| 1. FC Köln \| 2 \| – \| \| 9 \| Eintracht Braunschweig \| 1 \| – \| \| 0 \| Bayer 04 Leverkusen \| 1 \| – \| \| 0 \| TSV 1860 München \| 1 \| – \| \| 0 \| 1. FC Nürnberg \| 1 \| – \| \| 0 \| VfL Wolfsburg \| 1 \| – \| Siehe auch: Liste der deutschen Fußballmeister |                          |                            |               |
| Rang | Verein                   | Bundesliga-Meisterschaften | Meistersterne |
| 1 | FC Bayern München        | 330                        | 5             |
| 2 | Borussia Dortmund        | 5                          | 2             |
| 0 | Borussia Mönchengladbach | 5                          | 2             |
| 4 | Werder Bremen            | 4                          | 1             |
| 5 | Hamburger SV             | 3                          | 1             |
| 0 | VfB Stuttgart            | 3                          | 1             |
| 7 | 1. FC Kaiserslautern     | 2                          | –             |
| 0 | 1. FC Köln               | 2                          | –             |
| 9 | Eintracht Braunschweig   | 1                          | –             |
| 0 | Bayer 04 Leverkusen      | 1                          | –             |
| 0 | TSV 1860 München         | 1                          | –             |
| 0 | 1. FC Nürnberg           | 1                          | –             |
| 0 | VfL Wolfsburg            | 1                          | –             |

Der FC Bayern München schloss bisher zehn Mal die Saison als Tabellenzweiter ab. In der Saison 2022/23 errang Borussia Dortmund ebenfalls die zehnte Vizemeisterschaft. Dahinter liegen Werder Bremen und Schalke 04 mit jeweils sieben Vizemeisterschaften. Eintracht Frankfurt ist das in der Ewigen Tabelle bestplatzierte Team, das nie die Meisterschaft in der Bundesliga erringen konnte.

### Die Auf- und Absteiger
Die Zusammensetzung der Bundesliga ändert sich jedes Spieljahr durch den Abstieg der letztplatzierten Vereine, die im Gegenzug durch die besten Mannschaften der darunterliegenden Klasse ersetzt werden.
In den ersten beiden Jahren spielte die Liga mit 16 Mannschaften, von denen in der ersten Saison zwei Teams abstiegen. Neben dem 1. FC Saarbrücken traf es Preußen Münster, das in der Folgezeit nicht mehr in die Bundesliga zurückkehrte. Die Münsteraner sind damit der Verein, der die wenigsten Bundesliga-Spiele bestritt, da es in der Saison 1963/64 nur 16 Bundesligisten und deswegen auch nur 30 Spiele gab. Alle anderen Vereine, die seither nur für eine Saison in der Bundesliga spielten, bestritten 34 Spiele.
Zur Saison 1965/66 wurde die Liga auf 18 Vereine aufgestockt, so dass bis auf Hertha BSC, das aufgrund des Lizenzentzugs den Weg in die Berliner Stadtliga antreten musste, keine Mannschaft abstieg. Zudem wurde Tasmania Berlin aus politischen Gründen in die erste Liga versetzt. Auch nachdem die Bundesliga auf 18 Mannschaften aufgestockt worden war, blieb es zunächst bei zwei Absteigern. Bis zur Einführung der 2. Bundesliga spielten die bestplatzierten Mannschaften der Regionalligen in einer Aufstiegsrunde die beiden Aufsteiger in die Bundesliga aus.
Nach Gründung der 2. Bundesliga zur Spielzeit 1974/75 stiegen zunächst jedes Jahr drei Vereine ab. Die beiden Meister der anfangs noch in eine Nord- und Süd-Staffel gegliederten 2. Bundesliga stiegen direkt auf. Der dritte Aufstiegsplatz wurde durch Aufstiegsspiele der beiden Vize-Meister ermittelt. Nach Einführung der eingleisigen 2. Bundesliga zur Saison 1981/82 stiegen Meister und Vize-Meister direkt auf. Zwischen dem Drittplatzierten der 2. Bundesliga und dem 16. der Bundesliga wurden bis zur Saison 1990/91 Relegationsspiele um den letzten freien Platz in der Bundesliga ausgetragen, sodass die Zahl der Absteiger variierte.
Nach der Aufnahme von Hansa Rostock und Dynamo Dresden aus der DDR-Oberliga im Zuge der deutschen Wiedervereinigung spielte die Bundesliga 1991/92 ihre einzige Saison mit 20 Mannschaften. Um wieder auf die übliche Anzahl von 18 zu kommen, mussten zum Ende dieser Spielzeit vier Mannschaften direkt absteigen. Von der folgenden Saison bis zur Saison 2007/08 blieb es bei jeweils drei direkten Absteigern und entsprechend drei direkten Aufsteigern aus der 2. Bundesliga.
Ab der Saison 2008/2009 wurden die Relegationsspiele wieder eingeführt. Dabei spielt, wie bereits in den 1980ern, der Tabellendrittletzte der Bundesliga gegen den Dritten der 2. Bundesliga in Hin- und Rückspielen um den Klassenverbleib bzw. den Aufstieg. Anders als früher entscheidet bei einem unentschiedenen Gesamtergebnis die höhere Anzahl an Auswärtstoren, danach kommt es nötigenfalls zu Verlängerung und Elfmeterschießen.
Acht Vereine schafften es, aus der dritten Ligaebene (Ober-, Regionalliga bzw. 3. Liga) in die 2. Bundesliga und ein Jahr später sofort in die Bundesliga aufzusteigen. Dies waren TSV 1860 München (1992–1994), Fortuna Düsseldorf (1993–1995), Arminia Bielefeld (1994–1996), der 1. FC Nürnberg (1996–1998), der SSV Ulm 1846 (1997–1999), die TSG 1899 Hoffenheim (2006–2008), der SV Darmstadt 98 (2013–2015) und der SC Paderborn 07 (2017–2019). Während der SSV Ulm nach erstmaligem Bundesliga-Gastspiel genauso schnell wieder ins Amateurlager abstieg, schaffte der SC Paderborn seinen „Durchmarsch“ nachdem er faktisch drei sportliche Abstiege in Folge hinnehmen musste und nur wegen des Lizenzentzuges für einen anderen Verein 2017 überhaupt in der 3. Liga verbleiben durfte.
Zur Spielzeit 2006/07 gelang Alemannia Aachen die Rückkehr in die Bundesliga. Damit ist die Alemannia die Mannschaft mit der längsten Bundesliga-Abstinenz. Nach dem Abstieg 1970 dauerte es 36 Jahre, bis Aachen wieder erstklassig war. Allerdings währte diese Erstklassigkeit nur eine Saison. Sowohl Rekordaufsteiger in die Bundesliga als auch Rekordabsteiger aus der Bundesliga ist der 1. FC Nürnberg, der in der Saison 2018/19 zum neunten Mal absteigen musste, nachdem er erst in der Vorsaison den achten Aufstieg geschafft hatte. Ko-Rekordaufsteiger ist mit ebenfalls acht Aufstiegen Arminia Bielefeld.
Acht Bundesligisten, die länger als ein Jahr der Liga angehören, sind noch nie aus der Erstklassigkeit abgestiegen: Nach dem Abstieg des Gründungsmitglieds Hamburger SV (2017/18 nach 55 Spielzeiten in Folge) verbleiben noch der FC Bayern München (60), Bayer 04 Leverkusen (46), der VfL Wolfsburg (28), die TSG 1899 Hoffenheim (17), der FC Augsburg (14), RB Leipzig (9), der 1. FC Union Berlin (6) und der 1. FC Heidenheim (2).
Der einzige Verein, der es schaffte, als Aufsteiger die Meisterschaft zu gewinnen, war der 1. FC Kaiserslautern in der Saison 1997/98. Die einzige Mannschaft, die als amtierender Meister abstieg, war der 1. FC Nürnberg in der Saison 1968/69.
| Rang | Verein             | Aufstiege | in den Jahren                                  |
| ---- | ------------------ | --------- | ---------------------------------------------- |
| 1    | 1. FC Nürnberg     | 8         | 1978, 1980, 1985, 1998, 2001, 2004, 2009, 2018 |
|      | Arminia Bielefeld  | 8         | 1970, 1978, 1980, 1996, 1999, 2002, 2004, 2020 |
| 3    | VfL Bochum         | 7         | 1971, 1994, 1996, 2000, 2002, 2006, 2021       |
|      | 1. FC Köln         | 7         | 2000, 2003, 2005, 2008, 2014, 2019, 2025       |
| 5    | Hannover 96        | 6         | 1964, 1975, 1985, 1987, 2002, 2017             |
|      | Hertha BSC         | 6         | 1968, 1982, 1990, 1997, 2011, 2013             |
|      | Fortuna Düsseldorf | 6         | 1966, 1971, 1989, 1995, 2012, 2018             |
|      | FC St. Pauli       | 6         | 1977, 1988, 1995, 2001, 2010, 2024             |
| 9    | MSV Duisburg       | 5         | 1991, 1993, 1996, 2005, 2007                   |
|      | Karlsruher SC      | 5         | 1975, 1980, 1984, 1987, 2007                   |
|      | KFC Uerdingen 05   | 5         | 1975, 1979, 1983, 1992, 1994                   |
|      | SC Freiburg        | 5         | 1993, 1998, 2003, 2009, 2016                   |

| Rang | Verein             | Abstiege | in den Jahren                                        |
| ---- | ------------------ | -------- | ---------------------------------------------------- |
| 01   | 1. FC Nürnberg     | 9        | 1969, 1979, 1984, 1994, 1999, 2003, 2008, 2014, 2019 |
| 02   | Arminia Bielefeld  | 8        | 1972, 1979, 1985, 1998, 2000, 2003, 2009, 2022       |
| 03   | Hertha BSC         | 7        | 1965, 1980, 1983, 1991, 2010, 2012, 2023             |
|      | 1. FC Köln         | 7        | 1998, 2002, 2004, 2006, 2012, 2018, 2024             |
|      | VfL Bochum         | 7        | 1993, 1995, 1999, 2001, 2005, 2010, 2025             |
| 06   | MSV Duisburg       | 6        | 1982, 1992, 1995, 2000, 2006, 2008                   |
|      | Karlsruher SC      | 6        | 1968, 1977, 1983, 1985, 1998, 2009                   |
|      | Hannover 96        | 6        | 1974, 1976, 1986, 1989, 2016, 2019                   |
|      | Fortuna Düsseldorf | 6        | 1967, 1987, 1992, 1997, 2013, 2020                   |
| 10   | KFC Uerdingen 05   | 5        | 1976, 1981, 1991, 1993, 1996                         |
|      | FC St. Pauli       | 5        | 1978, 1991, 1997, 2002, 2011                         |
|      | FC Schalke 04      | 5        | 1981, 1983, 1988, 2021, 2023                         |

Siehe auch: Aufstieg zur Fußball-Bundesliga

## Das Umfeld der Bundesliga

### Gesamtfinanzen
In der Saison 2019/20 erzielten die Bundesligavereine Einnahmen von insgesamt 3,80 Mrd. €, eine Verminderung von 5,41 % gegenüber der Vorsaison. Die Einkünfte verteilten sich auf folgende Kategorien:
| Bereich            | Betrag 19/20 (in Tsd. €) | Anteil 19/20 | Betrag 18/19 (in Tsd. €) | Anteil 18/19 | Betrag 17/18 (in Tsd. €) | Anteil 17/18 |
| ------------------ | ------------------------ | ------------ | ------------------------ | ------------ | ------------------------ | ------------ |
| Spielerlöse        | .0363.538                | 009,56 %     | .0520.090                | 012,94 %     | .0538.430                | 014,12 %     |
| Werbung            | .0888.835                | 023,38 %     | .0845.443                | 021,03 %     | .0871.666                | 022,86 %     |
| Mediale Verwertung | 1.489.186                | 039,17 %     | 1.483.048                | 036,90 %     | 1.247.892                | 032,72 %     |
| Transfer           | .0594.323                | 015,63 %     | .0675.104                | 016,80 %     | .0645.502                | 016,93 %     |
| Merchandising      | .0184.435                | 004,85 %     | .0175.993                | 004,38 %     | .0183.376                | 004,81 %     |
| Sonstiges          | .0281.769                | 007,41 %     | .0319.932                | 007,96 %     | .0326.619                | 008,56 %     |
| Gesamt             | 3.802.087                | 100,00 %     | 4.019.611                | 100,00 %     | 3.813.486                | 100,00 %     |

Den Einkünften standen Aufwendungen in Höhe von insgesamt 3,958 Mrd. € entgegen, die sich wie folgt auf folgende Bereiche verteilten:
| Bereich                    | Betrag 19/20 (in Tsd. €) | Anteil 19/20 | Betrag 18/19 (in Tsd. €) | Anteil 18/19 | Betrag 17/18 (in Tsd. €) | Anteil 17/18 |
| -------------------------- | ------------------------ | ------------ | ------------------------ | ------------ | ------------------------ | ------------ |
| Personal Spielbetrieb      | 1.446.791                | 036,56 %     | 1.431.633                | 036,79 %     | 1.317.801                | 035,50 %     |
| Personal Handel/Verwaltung | .0257.892                | 006,52 %     | .0269.147                | 006,92 %     | .0260.278                | 007,01 %     |
| Transfer                   | .0910.025                | 022,99 %     | .0842.447                | 021,65 %     | .0839.018                | 022,60 %     |
| Spielbetrieb               | .0418.601                | 010,58 %     | .0428.571                | 011,01 %     | .0420.323                | 011,32 %     |
| Jugend/Amat./Leistungsz.   | .0154.030                | 003,89 %     | .0144.147                | 003,70 %     | .0140.838                | 003,79 %     |
| Sonstiges                  | .0770.326                | 019,46 %     | .0775.814                | 019,93 %     | .0733.540                | 019,76 %     |
| Gesamt                     | 3.957.665                | 100,00 %     | 3.891.759                | 100,00 %     | 3.711.797                | 100,00 %     |

Von den 18 Bundesligavereinen in der Saison 2019/20 konnten acht einen Jahresüberschuss erwirtschaften, sechs weniger als noch im Vorjahr.

### Stadien und Zuschauerzahlen

#### Aktuelle Zuschauerkapazitäten
Die Stadien der Bundesliga gehören zu den größten und modernsten der Welt. Einige der Stadien wurden ab dem Jahr 2000 teilweise im Rahmen der Austragung der Fußball-Weltmeisterschaft 2006 umfassend modernisiert und ausgebaut oder neu errichtet, doch auch nach dem Turnier hielt der Bauboom an. Um konkurrenzfähig zu bleiben, bauten auch die Vereine aus kleineren Großstädten wie beispielsweise Augsburg die WWK Arena, Mainz die Coface Arena, Bielefeld die SchücoArena und Aachen den Tivoli neu oder aus. Zur Finanzierung eines Teils der Baukosten ist es inzwischen üblich, den Stadionnamen an einen Sponsor zu verkaufen. Hierdurch verloren in den letzten Jahren viele Stadien ihren traditionellen, teilweise über Jahrzehnte bestehenden Namen, was vor allem von Seiten der Fans kritisiert wird. In der Saison 2024/25 waren die drei Stadien ohne Sponsorennamen die Alte Försterei in Berlin, der Borussia-Park in Mönchengladbach und das Weserstadion in Bremen.
Die größte Spielstätte bei Erstligaspielen ist der Signal Iduna Park in Dortmund mit 81.365 Plätzen. Es folgt die Allianz Arena in München mit 75.000 Plätzen.

Die drei größten Stadien der Bundesliga
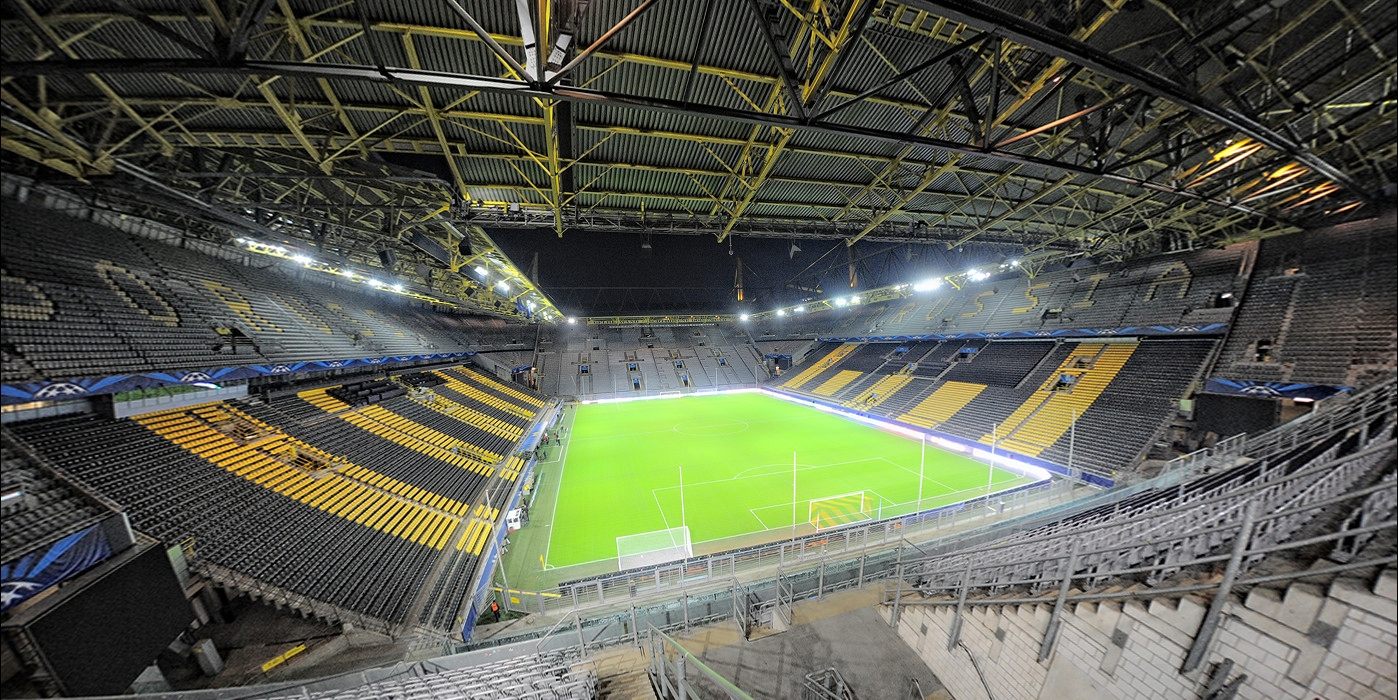
Signal Iduna Park (Dortmund)
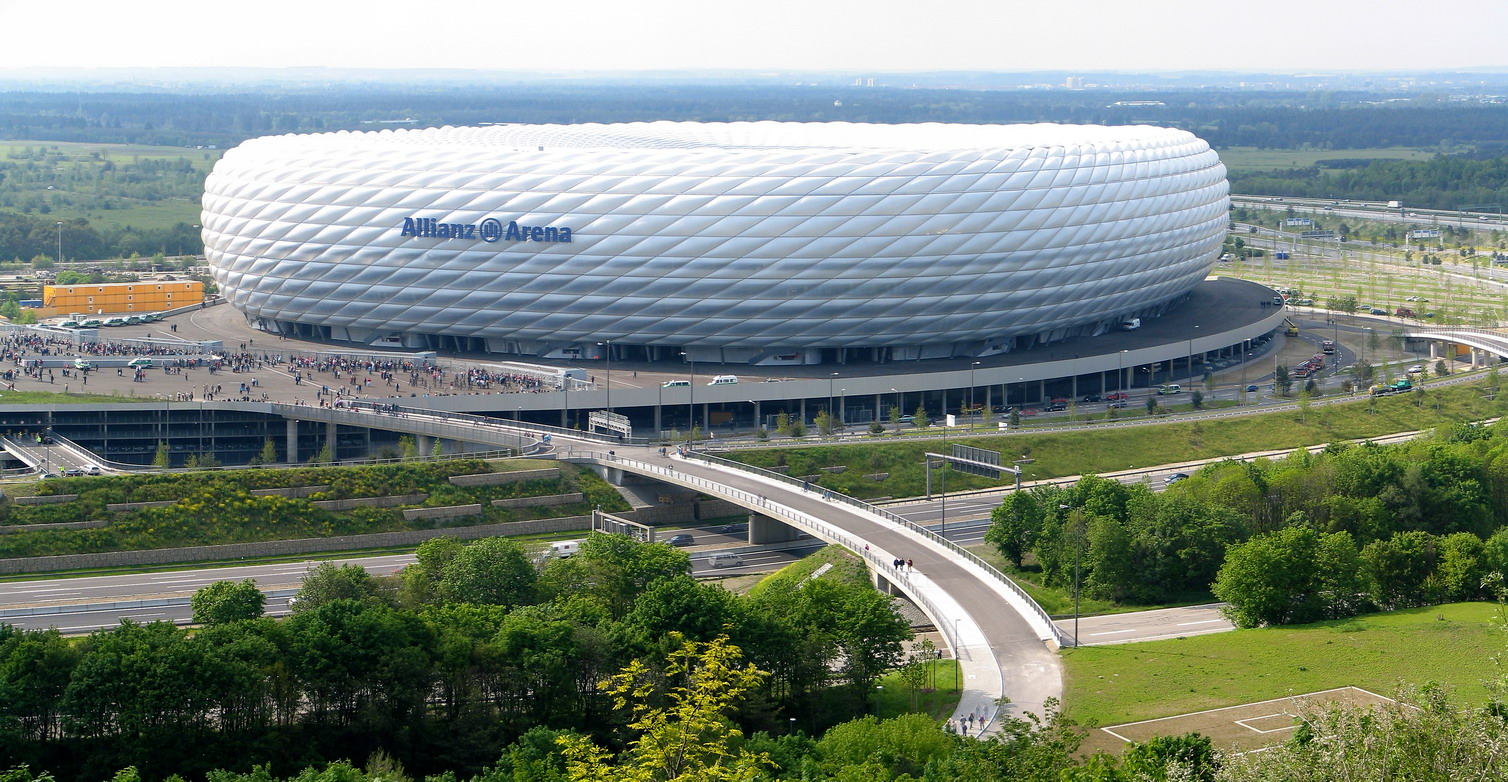
Allianz Arena (München)
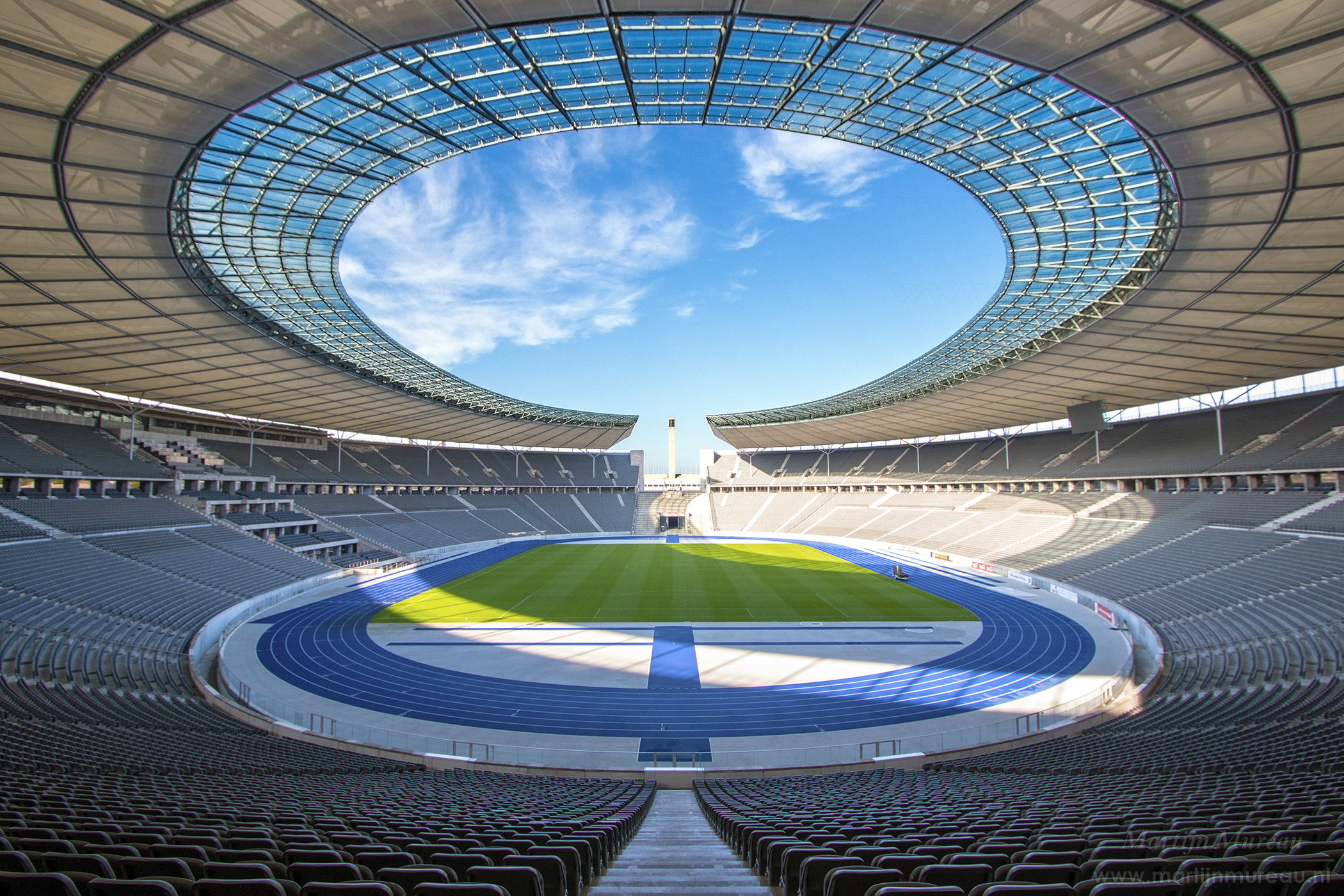
Olympiastadion (Berlin)

| Rang | Name                           | Verein                   | Stadt                | Kapazität | Zuschauerschnitt | Zuschauer (gesamt) | Auslastung (%) |
| ---- | ------------------------------ | ------------------------ | -------------------- | --------- | ---------------- | ------------------ | -------------- |
| 01   | Signal Iduna Park              | Borussia Dortmund        | Dortmund             | 81.365    | 80.426           | 1.367.240          | 098,85         |
| 02   | Allianz Arena                  | FC Bayern München        | München              | 75.024    | 75.024           | 1.275.401          | 100,00         |
| 03   | Veltins-Arena                  | FC Schalke 04            | Gelsenkirchen        | 62.271    | 60.691           | 1.031.754          | 097,46         |
| 04   | Borussia-Park                  | Borussia Mönchengladbach | Mönchengladbach      | 54.042    | 52.110           | .0885.873          | 096,43         |
| 05   | Olympiastadion Berlin          | Hertha BSC               | Berlin               | 74.475    | 51.147           | .0869.492          | 068,68         |
| 06   | Deutsche Bank Park             | Eintracht Frankfurt      | Frankfurt am Main    | 51.500    | 50.008           | .0850.142          | 097,10         |
| 07   | Rhein-Energie-Stadion          | 1. FC Köln               | Köln                 | 50.000    | 48.970           | .0832.491          | 097,94         |
| 08   | Red Bull Arena                 | RB Leipzig               | Leipzig              | 47.069    | 46.128           | .0784.174          | 098,00         |
| 09   | Mercedes-Benz-Arena            | VfB Stuttgart            | Stuttgart            | 60.449    | 45.844           | .0779.347          | 075,84         |
| 10   | Weserstadion                   | Werder Bremen            | Bremen               | 42.100    | 40.663           | .0691.277          | 096,59         |
| 11   | Europa-Park-Stadion            | SC Freiburg              | Freiburg im Breisgau | 34.700    | 33.776           | .0574.197          | 097,34         |
| 12   | BayArena                       | Bayer 04 Leverkusen      | Leverkusen           | 30.210    | 28.931           | .0491.834          | 095,77         |
| 13   | Mewa Arena                     | 1. FSV Mainz 05          | Mainz                | 33.305    | 28.614           | .0486.435          | 085,92         |
| 14   | WWK Arena                      | FC Augsburg              | Augsburg             | 30.660    | 26.347           | .0447.905          | 085,93         |
| 15   | Vonovia Ruhrstadion            | VfL Bochum               | Bochum               | 26.000    | 25.333           | .0430.658          | 097,44         |
| 16   | Volkswagen Arena               | VfL Wolfsburg            | Wolfsburg            | 30.000    | 24.654           | .0419.111          | 082,18         |
| 17   | Prezero-Arena                  | TSG 1899 Hoffenheim      | Sinsheim             | 30.150    | 22.640           | .0384.886          | 075,09         |
| 18   | Stadion An Der Alten Försterei | Union Berlin             | Berlin               | 22.012    | 22.012           | .0374.210          | 100,00         |

Zwar gibt es in Deutschland keine Sitzplatzpflicht, doch ist der Stehplatzanteil gegenüber früheren Jahrzehnten, als überwiegend noch in großen Mehrzweckstadien mit Laufbahn gespielt wurde, zurückgegangen. Es gibt jedoch auch weiterhin in jedem Stadion gesonderte preisgünstige Stehplatzbereiche, die meist aber durch Jahreskarten belegt sind. Gleichzeitig wurden aus wirtschaftlichen Gründen in den Bundesligastadien VIP-Logen eingebaut. Die Eintrittspreise in Deutschland sind meist niedriger als in den anderen großen europäischen Ligen, vor allem im Vergleich zur englischen Premier League, allerdings steigen sie auch in Deutschland stärker als das durchschnittliche Preisniveau.
Die größeren modernen Stadien sind mitverantwortlich für den Zuschauerboom in den letzten Jahren. Nachdem der Zuschauerschnitt in den 1980er Jahren noch bis unter 20.000 Besucher pro Partie sank, ist seither ein stetiger Anstieg zu beobachten. In der Spielzeit 2003/04 gab es erstmals mehr als zehn Millionen Zuschauer. Der Ligaschnitt lag bei 37.395 Zuschauern. Mit durchschnittlich 45.116 Zuschauern in der Saison 2011/12 wurde bei einer rund vierundneunzigprozentigen Auslastung der Stadien der zehnte Zuschauerrekord in Folge aufgestellt; Borussia Dortmund erreichte zudem mit 80.521 Zuschauern pro Spiel den höchsten Zuschauerschnitt in einer Fußballsaison weltweit. Damit ist die Bundesliga die mit Abstand zuschauerstärkste Fußballliga überhaupt und hat nach der NFL den zweithöchsten Zuschauerschnitt aller Sportligen weltweit. Obwohl andere Top-Ligen im Gegensatz zur DFL auch Frei- und Ehrenkarten mit in ihre Berechnungen einfließen lassen, liegen diese durchweg deutlich darunter.
Der aktuell gültige Zuschauerrekord eines Spiels wurde am 26. September 1969 im Olympiastadion Berlin aufgestellt, als 88.075 zahlende Zuschauer die 1:0 endende Begegnung zwischen Hertha BSC und dem 1. FC Köln sahen. Die Rekord-Minuskulisse (abgesehen von den Spielen, die von Maßnahmen wegen der COVID-19-Pandemie betroffen waren) stammt aus der Spielzeit 1965/66 und wurde ebenfalls im Berliner Olympiastadion aufgestellt; hier wohnten dem Heimspiel von Tasmania Berlin gegen Borussia Mönchengladbach am 15. Januar 1966 lediglich 827 Zuschauer bei.

#### Historische Entwicklung
Folgende Tabelle gibt Überblick über die Entwicklung der Zuschauerzahlen seit der ersten Saison 1963/64.
| Saison  | Schnitt  | Spiele | Gesamt        | Verein                           | Höchster Zuschauerschnitt |
| ------- | -------- | ------ | ------------- | -------------------------------- | ------------------------- |
| 1963/64 | 27.568   | 240    | 06.616.371    | VfB Stuttgart                    | 40.133                    |
| 1964/65 | 26.934   | 240    | 06.464.213    | Hannover 96                      | 40.985                    |
| 1965/66 | 24.604   | 306    | 07.528.927    | Hannover 96                      | 32.088                    |
| 1966/67 | 24.547   | 306    | 07.511.500    | VfB Stuttgart Fortuna Düsseldorf | 29.176                    |
| 1967/68 | 21.042   | 306    | 06.438.800    | 1. FC Nürnberg                   | 39.765                    |
| 1968/69 | 21.917   | 306    | 06.706.700    | Hertha BSC                       | 44.176                    |
| 1969/70 | 20.659   | 306    | 06.321.575    | Hertha BSC                       | 42.416                    |
| 1970/71 | 21.405   | 306    | 06.550.000    | Hertha BSC                       | 45.529                    |
| 1971/72 | 18.727   | 306    | 05.730.440    | FC Schalke 04                    | 28.529                    |
| 1972/73 | 17.407   | 306    | 05.326.500    | FC Bayern München                | 33.353                    |
| 1973/74 | 22.203   | 306    | 06.794.100    | FC Schalke 04                    | 42.441                    |
| 1974/75 | 22.730   | 306    | 06.955.321    | FC Schalke 04                    | 39.988                    |
| 1975/76 | 23.180   | 306    | 07.093.100    | FC Schalke 04                    | 34.212                    |
| 1976/77 | 25.580   | 306    | 07.827.564    | Borussia Dortmund                | 43.282                    |
| 1977/78 | 27.597   | 306    | 08.444.530    | VfB Stuttgart                    | 55.559                    |
| 1978/79 | 26.000   | 306    | 07.955.959    | Hamburger SV                     | 42.441                    |
| 1979/80 | 24.294   | 306    | 07.433.878    | FC Bayern München                | 39.579                    |
| 1980/81 | 24.066   | 306    | 07.364.087    | FC Bayern München                | 36.412                    |
| 1981/82 | 21.875   | 306    | 06.693.852    | Hamburger SV                     | 34.700                    |
| 1982/83 | 21.183   | 306    | 06.481.847    | FC Bayern München                | 31.324                    |
| 1983/84 | 20.723   | 306    | 06.341.307    | VfB Stuttgart                    | 31.876                    |
| 1984/85 | 19.827   | 306    | 06.066.979    | FC Bayern München                | 32.765                    |
| 1985/86 | 18.399   | 306    | 05.630.218    | 1. FC Nürnberg                   | 28.765                    |
| 1986/87 | 20.571   | 306    | 06.294.772    | FC Bayern München                | 37.471                    |
| 1987/88 | 19.671   | 306    | 06.019.437    | Borussia Dortmund                | 29.424                    |
| 1988/89 | 18.808   | 306    | 05.755.248    | Borussia Dortmund                | 30.572                    |
| 1989/90 | 21.235   | 306    | 06.497.884    | Borussia Dortmund                | 37.173                    |
| 1990/91 | 21.700   | 306    | 06.640.061    | Borussia Dortmund                | 35.923                    |
| 1991/92 | 24.391   | 380    | 09.268.395    | FC Schalke 04                    | 44.355                    |
| 1992/93 | 26.212   | 306    | 08.020.735    | FC Bayern München                | 46.059                    |
| 1993/94 | 27.183   | 306    | 08.317.953    | FC Bayern München                | 48.294                    |
| 1994/95 | 30.053   | 306    | 09.196.246    | FC Bayern München                | 54.176                    |
| 1995/96 | 30.799   | 306    | 09.424.485    | FC Bayern München                | 59.471                    |
| 1996/97 | 30.882   | 306    | 09.449.798    | FC Bayern München                | 58.059                    |
| 1997/98 | 32.965   | 306    | 10.087.247    | FC Bayern München                | 54.529                    |
| 1998/99 | 32.765   | 306    | 10.026.166    | Borussia Dortmund                | 65.494                    |
| 1999/00 | 31.206   | 306    | 09.549.181    | Borussia Dortmund                | 64.641                    |
| 2000/01 | 30.922   | 306    | 09.462.110    | Borussia Dortmund                | 63.729                    |
| 2001/02 | 33.049   | 306    | 10.113.007    | Borussia Dortmund                | 66.171                    |
| 2002/03 | 34.144   | 306    | 10.447.982    | Borussia Dortmund                | 67.800                    |
| 2003/04 | 37.395   | 306    | 11.442.726    | Borussia Dortmund                | 79.618                    |
| 2004/05 | 37.813   | 306    | 11.570.634    | Borussia Dortmund                | 77.235                    |
| 2005/06 | 40.779   | 306    | 12.478.319    | Borussia Dortmund                | 72.808                    |
| 2006/07 | 39.957   | 306    | 12.226.795    | Borussia Dortmund                | 72.652                    |
| 2007/08 | 39.444   | 306    | 12.069.813    | Borussia Dortmund                | 72.510                    |
| 2008/09 | 42.521   | 306    | 13.011.578    | Borussia Dortmund                | 74.851                    |
| 2009/10 | 42.490   | 306    | 13.001.871    | Borussia Dortmund                | 77.246                    |
| 2010/11 | 42.663   | 306    | 13.054.960    | Borussia Dortmund                | 79.151                    |
| 2011/12 | 45.116   | 306    | 13.805.496    | Borussia Dortmund                | 80.521                    |
| 2012/13 | 42.623   | 306    | 13.042.590    | Borussia Dortmund                | 80.520                    |
| 2013/14 | 43.498   | 306    | 13.310.270    | Borussia Dortmund                | 80.463                    |
| 2014/15 | 43.534   | 306    | 13.321.486    | Borussia Dortmund                | 80.463                    |
| 2015/16 | 43.300   | 306    | 13.249.778    | Borussia Dortmund                | 81.178                    |
| 2016/17 | 41.516   | 306    | 12.703.927    | Borussia Dortmund                | 79.653                    |
| 2017/18 | 44.646   | 306    | 13.661.796    | Borussia Dortmund                | 79.496                    |
| 2018/19 | 43.449   | 306    | 13.295.405    | Borussia Dortmund                | 80.820                    |
| 2019/20 | 29.781 1 | 306    | 019.112.950 1 | FC Bayern München                | 157.353 1                 |
| 2020/21 | .00535 1 | 306    | .001163.705 1 | Borussia Dortmund                | 011.282 1                 |
| 2021/22 | 21.023   | 306    | 06.433.132    | Borussia Dortmund                | 41.819                    |
| 2022/23 | 42.966   | 306    | 13.147.701    | Borussia Dortmund                | 81.228                    |
| 2023/24 | 39.490   | 306    | 12.083.936    | Borussia Dortmund                | 81.305                    |
| 2024/25 | 38.656   | 306    | 11.828.684    | Borussia Dortmund                | 81.365                    |

### Anstoßzeiten
Am ersten Bundesliga-Spieltag am Samstag, 24. August 1963, begannen alle Spiele um 17 Uhr. In den Anfangsjahren wurden die Spiele in großer Mehrzahl an Samstagen ausgetragen, die Anstoßzeiten variierten auch aufgrund der Lichtverhältnisse üblicherweise zwischen 14 und 17 Uhr. Zur üblichen Zeit der Bundesligaspiele entwickelte sich schon in den Anfangsjahren 15:30 Uhr am Samstag. Im Laufe der Zeit wurden die Spieltage immer weiter aufgesplittet, in späteren Jahren hauptsächlich um mehr Livespiele im Fernsehen übertragen zu können.
Bereits in den 1970er-Jahren wurden Spiele am Freitagabend bzw. einzelne Topspiele zu attraktiven Zeiten außerhalb der regulären Zeiten am Samstagnachmittag ausgetragen. In den ersten Jahrzehnten, als Anstoßzeiten nicht durch zahlende TV-Rechteinhaber vorgegeben wurden, waren ausschließlich die beteiligten Vereine für die Terminierung verantwortlich und wählten gewöhnlich die Zeit, zu der am meisten Zuschauer zu erwarten waren. In den 1980er-Jahren und zu Beginn der 1990er-Jahre gab es dann weitestgehend drei Freitagsspiele um 19:30 Uhr oder meist 20:00 Uhr. Nachdem bereits in den Saisons davor einzelne Spiele am Sonntagabend stattfanden, wurde zur Saison 1993/94 ein reguläres Sonntagsspiel eingeführt. Dies ersetzte eines der drei Freitagsspiele und fand um 18:00 Uhr statt, die restlichen sechs Begegnungen wurden weiterhin samstags um 15:30 Uhr ausgetragen. In der Saison 1999/00 wurde zu Lasten der Samstagsspiele ein zweites Sonntagsspiel eingeführt und beide Spiele bereits um 17:30 Uhr ausgetragen. Teilweise wurden einzelne Top-Begegnungen in den 1990er-Jahren auch zu attraktiveren Sendezeiten am Samstag- bzw. Sonntagabend gegen 20:00 Uhr gezeigt. Ab der Saison 2000/01 gab es dann ein festes Spiel am Samstagabend um 20:15 Uhr, dafür fand freitags nur noch ein Spiel ebenfalls um 20:15 Uhr statt. Zur Saison 2001/02 wurde diese Aufsplittung des Spieltags auf vier verschiedene Termine zunächst wieder rückgängig gemacht, sodass neben den beiden Spielen sonntags um 17:30 Uhr wieder sieben Spiele am Samstagnachmittag um 15:30 Uhr stattfanden. Dies wurde auch für die folgenden vier Saisons so beibehalten. Erst zur Saison 2006/07 gab es wieder Änderungen: die beiden Sonntagsspiele fanden jetzt bereits um 17:00 Uhr statt, außerdem wurde freitags um jetzt 20:30 Uhr wieder eine Partie ausgetragen. Zur Saison 2009/10 wurde das sogenannte „Topspiel“ am Samstagabend dauerhaft wieder eingeführt und findet seither um 18:30 Uhr statt. Außerdem finden seither die beiden Sonntagsspiele nicht mehr zeitgleich statt, sondern wurden in dieser und den folgenden Saisons um 15:30 Uhr und 17:30 Uhr angepfiffen. Erneut wurde in der Saison 2017/18 an diesem Zeitplan wieder einiges verändert: das zweite reguläre Sonntagsspiel wurde um eine halbe Stunde nach hinten verschoben und seither um 18:00 Uhr angepfiffen, außerdem fanden fünf zusätzliche Sonntagsspiele pro Saison bereits um 13:30 Uhr sowie erstmals fünf Montagsspiele um 20:30 Uhr statt. Diese zehn Partien werden statt der üblichen Partien am Samstagnachmittag ausgetragen, um großteils den in der UEFA Europa League donnerstags aktiven Mannschaften eine ausreichende Regenerationszeit zu gewähren. Nach deutlichen Protesten an den Montagsspielen finden diese seit der Saison 2021/22 fünfmal pro Saison stattdessen sonntags um 19:30 Uhr statt, das zweite reguläre Sonntagsspiel wurde dafür von 18:00 Uhr wieder standardmäßig auf 17:30 Uhr vorgezogen.
Teilweise gab und gibt es von dieser regulären Regelung immer mal wieder geringfügige Abweichungen. In der Saison 2008/09 schwankte die Zahl der Sonntagsspiele, teilweise wurden nur eine, manchmal auch drei Begegnungen um 17:00 Uhr ausgetragen. Auch in anderen Saisons gab es in Einzelfällen mehr oder weniger Sonntagsspiele. Dies lag hauptsächlich an den internationalen Spielen der teilnehmenden Mannschaften, um diesen eine ausreichende Regeneration zu gewährleisten. Da an Karfreitag spielfrei ist, wird die eigentlich für 20:30 Uhr vorgesehene Partie dann am Samstagabend um 20:30 Uhr ausgetragen.
Außerdem finden zusätzlich einige sogenannte „englische Wochen“ pro Saison statt, bei denen dann etwa die Hälfte der Spiele am Dienstag- und die Hälfte der Spiele am Mittwochabend stattfinden. Die genaue Verteilung der Partien und die Anstoßzeiten variierten im Laufe der Zeit dabei immer wieder. Die derzeitige Regelung sieht jeweils ein Einzelspiel an Dienstag und Mittwoch um 18:30 Uhr sowie drei (Dienstag) bzw. vier (Mittwoch) Parallelspiele um 20:30 Uhr vor.
Am letzten Spieltag einer Saison werden grundsätzlich alle Spiele zeitgleich am Samstagnachmittag um 15:30 Uhr angepfiffen. Bis zur Saison 2020/21 galt diese Regelung auch für den vorletzten Spieltag.

### Berichterstattung

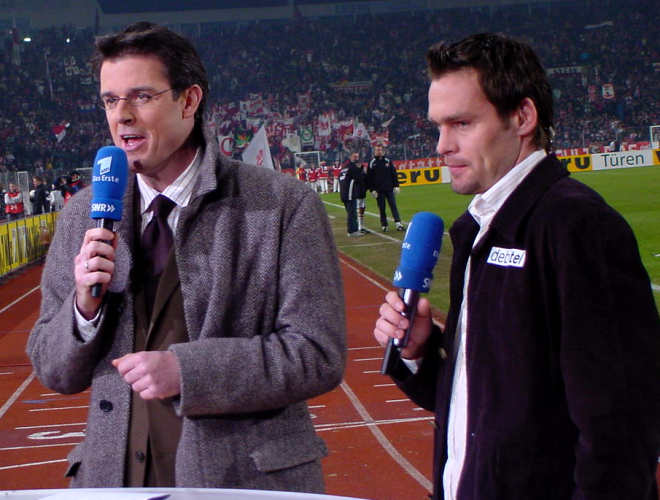
Sportschau überträgt die Bundesliga

Die Bundesliga dominiert die Sportberichterstattung der meisten deutschen Tageszeitungen. Darüber hinaus gibt es eine umfassende Berichterstattung in Sportzeitschriften wie dem zweimal wöchentlich erscheinenden Kicker und der wöchentlichen Sport Bild. Beide bringen zum Start der jeweiligen Bundesliga-Saison jeweils ein Sonderheft heraus, welches neben Mannschafts- und Spielerauflistungen weitere Berichte rund um die bevorstehende Spielzeit enthält. Seit dem Jahr 2000 hat sich zudem das monatlich erscheinende Fußballmagazin 11 Freunde etabliert. An eine eher jüngere Zielgruppe richtet sich die 14-täglich erscheinende Bravo Sport.
Vor Beginn der Live-Übertragungen von Bundesligaspielen im Fernsehen war das Radio seit den Anfängen der Bundesliga im Jahr 1963 die einzige Möglichkeit, die Spiele zeitgleich zu verfolgen, ohne selbst im Stadion zu sein. An den Bundesligaspieltagen wird samstagnachmittags im Rahmen des ARD-Hörfunkprogramms live von den Spielen der Bundesliga berichtet. Zunächst wird hierbei von Zeit zu Zeit in einzelnen Reportagen zu den Spielstätten geschaltet. Um 16:55 Uhr, etwa 20 Minuten vor Abpfiff, beginnt die Bundesliga-Schlusskonferenz, die wöchentlich von bis zu 12 Millionen Hörern verfolgt wird. In der Zusammenschaltung bleiben alle Mikrofone offen und es wird bei jedem Tor, Elfmeter oder Platzverweis sofort in das jeweilige Stadion geschaltet. Daneben gab es von August 2008 bis 2013 Deutschlands erstes Fußballradio 90elf, das zur Regiocast-Gruppe gehörte und per Livestream im Internet alle Bundesligaspiele übertrug. Von 2013 bis 2017 wurde dies von Sport1.FM übernommen. Von der Saison 2017/18 bis zur Saison 2020/21 übertrug Amazon die Spiele für Prime-Abonnenten, womit keine kostenfreie Hörfunkübertragung einer durchgehenden Konferenz und der einzelnen Spiele mehr existierte.
Seit der Saison 2021/22 ist die ARD auch Inhaberin der Audio-Digitalrechte. Neben den bisherigen Sendungen des ARD-Hörfunks auf UKW werden Audio-Vollreportagen aller Spiele mit dem Angebot einer Konferenz bei gleichzeitigen Spielen im Internet ausgestrahlt.
Schon ab 1961 berichtete die ARD im Fernsehen in der Sportschau über die Fußballspiele des Wochenendes. Das aktuelle sportstudio des ZDF kam 1963 mit dem Start der Bundesliga hinzu. Die Sportschau zeigte die Bilder der Samstagsspiele in den ersten Jahren erst sonntagabends. Erst im April 1965 wurde zusätzlich eine Samstags-Sportschau eingeführt.
Die erste Live-Übertragung erfolgte am 28. Juni 1972, von der Partie des 34. Spieltages zwischen Bayern und Schalke, welche damals ein de-fakto Finale darstellte. Das Spiel wurde im dritten Programm des Bayerischen Rundfunks und einigen weiteren dritten Programmen gezeigt. Das war auch der einzige letzte Spieltag, der nicht an einem Samstag, sondern an einem Mittwoch stattfand. Auch fanden die Spiele ausnahmsweise nicht, wie am letzten Spieltag vorgeschrieben, zeitgleich statt. Das Spiel in München wurde um 20 Uhr angepfiffen, während die anderen bereits um 15:30 Uhr stattfanden; wohl die einzigen Mittwochspiele, die jemals am Nachmittag abgehalten wurden.
Das Spiel Borussia Mönchengladbach gegen FC Bayern am 11. Dezember 1984 war das erste Spiel, das bundesweit live im Fernsehen war. Während die Sportschau kurz nach Spielende bis 1988 lediglich Berichte von drei Spielen pro Sendung zeigte, wurden alle Spiele erst im aktuellen sportstudio am Samstagabend an ca. 22:00 Uhr gezeigt und auch Gäste interviewt. Von 1988 bis 1992 hielt RTL die Erstverwertungsrechte und zeigte in der Sendung Anpfiff – die Fußballshow die Spiele. Von 1992 bis 2001 wurden in der Sat.1-Sendung Ran die ersten Berichte gezeigt. Sat.1 stand dabei für hohen technischen Aufwand und Information. So gab es bei Live-Spielen erstmals bis zu 18 Kameras. Ein weiteres Markenzeichen war die Bundesliga-Datenbank.
2003 übernahm die Sportschau wieder die Erstverwertung der Bundesliga im Free-TV. Zurzeit teilt sich die ARD die Berichterstattung mit dem ZDF. Die Sportschau zeigt die Samstagnachmittagsspiele zuerst, das ZDF das Samstagabendspiel im Sportstudio. Die Sonntagsspiele werden in den dritten Programmen der ARD zusammengefasst. Der gesamte Spieltag wird außerdem auf Sport1 in Bundesliga Pur  noch einmal zusammengefasst. Zudem berichtet der Sender in täglichen Sendungen (Sport 1 News) über die Bundesliga und lässt ehemalige Trainer und Spieler über aktuelle Geschehnisse in Talkshows (Doppelpass) diskutieren.
Am 2. März 1991 brach mit der Übertragung der Begegnung Eintracht Frankfurt gegen den 1. FC Kaiserslautern eine neue Ära in der Berichterstattung zur Bundesliga an. Erstmals wurde jede Woche das Topspiel der Bundesliga live im Bezahlfernsehsender Premiere ausgestrahlt. Nachdem zwischenzeitlich aus nur einem Topspiel die drei Top-Begegnungen jedes Spieltages wurden, übertrug Premiere seit der Saison 2000/01 alle 306 Saisonspiele der Bundesliga live. Mit Beginn der Saison 2006/07 gingen die Übertragungsrechte für die Bundesliga-Spiele im Bezahlfernsehen an den Sender Arena über, doch bereits in der folgenden Spielzeit übernahm Premiere wieder die Berichterstattung, da Arena aufgrund finanzieller Verluste die Rechte sublizenzierte. Premiere änderte seinen Namen am 9. Juli 2009 in Sky Deutschland.
Durch auslaufende Lizenzen kam es seitdem immer wieder zu unterschiedlichen Streaming-Angeboten, worüber Fans die Bundesligaspiele live streamen konnten. Bis zur Saison 2021/22 übertrug Sky via Sky Ticket die Samstagspiele, DAZN die Sonntagsspiele und Amazons Prime Video das Freitagsspiel. Um sämtliche Partien in der Saison 2022/23 live schauen zu können, braucht es ein Abonnement bei WOW (vormals Sky Ticket) und eines bei DAZN. Im Free-TV bei Sat.1 können Fans folgende Spiele schauen: das Eröffnungsspiel, den Rückrundenauftakt, ein Duell des 17. Spieltages, die Relegation und den Supercup.

### Fernsehgelder

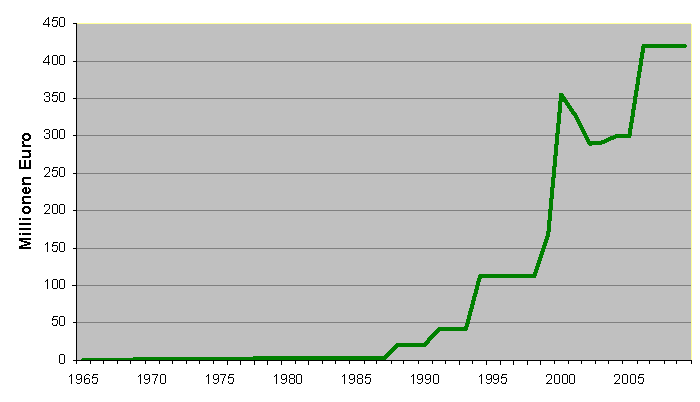
Entwicklung der Preise für die Übertragungsrechte der Bundesliga

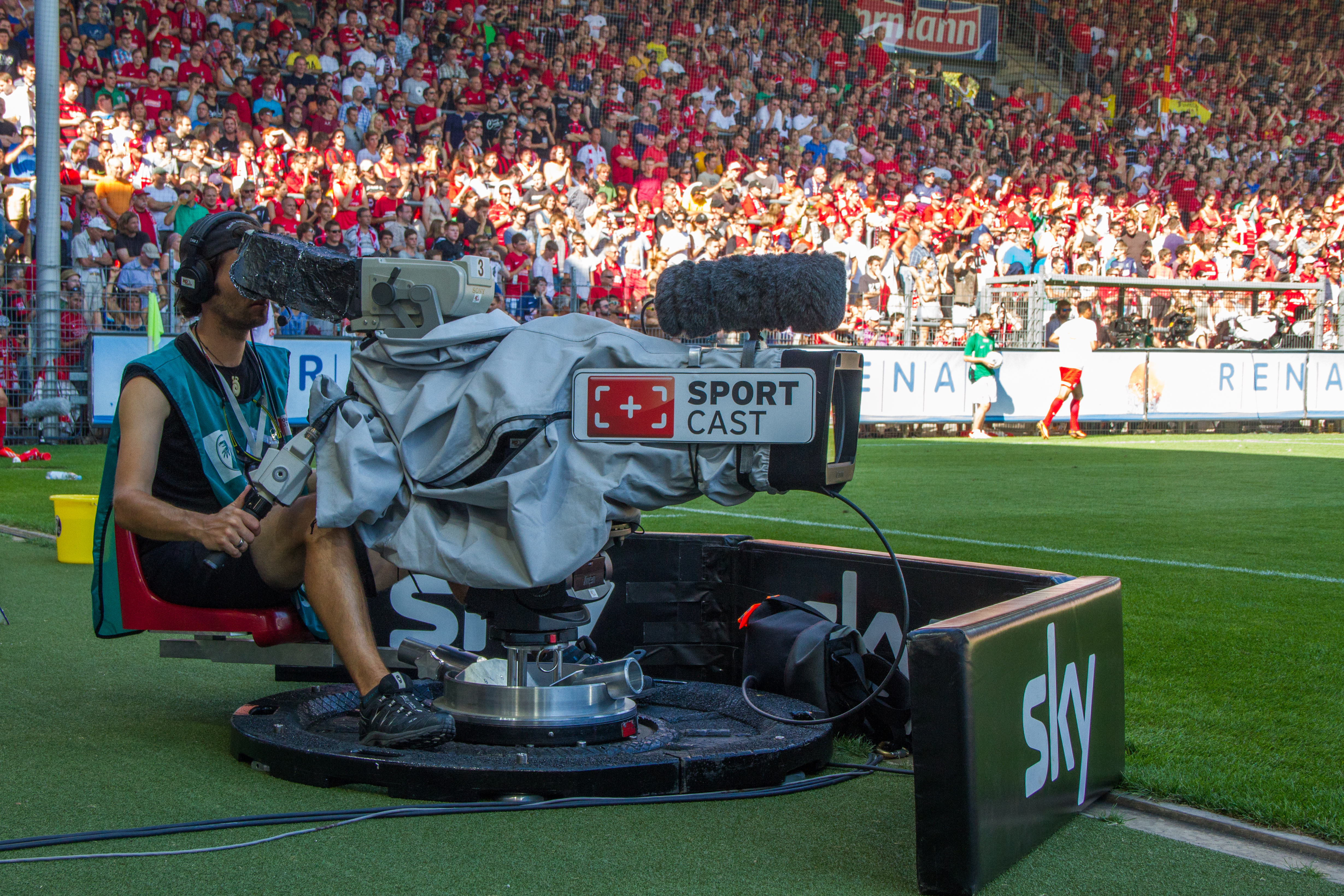
Die Bundesliga wird im Fernsehen in mehr als 200 Ländern ausgestrahlt.

Das Fernsehen ist heute das Hauptmedium bei der Berichterstattung zur Bundesliga und zugleich eine der Haupteinnahmequellen der Bundesliga-Vereine. Während ARD und ZDF seit 1965 bis Anfang der 1980er Jahre noch einen Betrag von 647.000 DM pro Saison an den DFB bezahlten, kam es in der Folgezeit aufgrund der Konkurrenz durch das Privatfernsehen zu einem starken Preisanstieg für die Übertragungsrechte. Nachdem die öffentlich-rechtlichen Fernsehanstalten für die Übertragung der Bundesliga in der Spielzeit 1987/88 noch 18 Millionen DM bezahlten, kostete die Erstübertragung der Spiele in der darauffolgenden Saison durch den Privatfernsehsender RTL bereits 40 Millionen DM. 1992 erhielt der Fernsehsender Sat.1 die Rechte erst für 140 Millionen DM. Für die Saison 1996/97 zahlte die Kirch-Gruppe für Verwertung durch die Fernsehsender Sat.1, DSF und Premiere rund 330 Millionen DM.
Durch die Übertragung der Spiele im Bezahlfernsehen und die Zusammenfassungen im Free-TV konnten bis zur Saison 2005/06 300 Millionen Euro je Saison eingenommen werden. Dieser Betrag stieg danach noch einmal deutlich, seit der Saison 2005/06 überwiesen die Sender um ARD, Sport1 und Arena 420 Millionen Euro je Saison an die DFL. Außerdem hatte der österreichische Free-TV-Sender ATV die Rechte für alle Live-Spiele erstanden. Der Vertrag lief im Oktober 2009 aus und wurde nicht verlängert.
Die erzielten Gelder werden erfolgsabhängig an die Vereine der beiden ersten Bundesligen verteilt. Als Grundlage für die Verteilung diente von 2006 bis 2013 die „Vierjahreswertung“ der DFL. Von 2006 bis 2013 konnte ein Verein der ersten Bundesliga aus den Inlandserlösen der Meisterschaftsspiele pro Saison zwischen 11,7 und 23,3 Millionen Euro erzielen. Darüber hinaus profitieren die Bundesliga-Klubs aus den Einnahmen der Auslandsvermarktung. Daraus erhielt der Deutsche Meister der ersten Liga noch einmal 4 Millionen Euro, der Tabellenletzte durchschnittlich 518.000 Euro.
Seit der Saison 2013/2014 fließen fünf Spielzeiten in die Berechnung zur Verteilung der Fernsehgelder ein („Fünfjahreswertung“). Zudem wird seit 2013/2014 die saisonale Endplatzierung des jeweiligen Vereins und nicht die bisher geltende Durchschnittsplatzierung der aktuellen Saison in die Verteilung einbezogen. Durch einen neuen Fernsehvertrag mit Sky standen den Bundesliga-Clubs von 2013 bis 2017 durchschnittlich 628 Millionen Euro pro Saison zu. In diesem Zeitraum konnte ein Erstligaverein aus den Inlandserlösen der Meisterschaftsspiele zwischen 19,6 und 39,2 Millionen Euro je Saison erzielen.
Im internationalen Vergleich hinkte die Bundesliga bei der Vermarktung im Ausland anderen europäischen Ligen wie Spanien, Italien und vor allem der englischen Premier League deutlich hinterher. So brachte der Verkauf der Fernsehrechte an der englischen Eliteklasse in insgesamt 81 Paketen für 208 Länder und Territorien von 2007 bis 2010 umgerechnet saisonal 952 Millionen Euro. Selbst der Tabellenletzte erhielt allein aus diesem Topf rund 45 Millionen Euro. Dennoch versucht die Bundesliga den Rückstand in der Auslandsvermarktung in den folgenden Jahren zumindest zum Teil aufzuholen. Ab der 2004 gestarteten Meisterschaft wurden internationale Medienrechte erstmals von den nationalen Rechten getrennt verkauft. Mit der Saison 2006/07 wurde die höchste deutsche Liga bereits in 130 Ländern im Fernsehen übertragen. So liefen beispielsweise das Freitagsspiel sowie die Samstags- und Sonntagskonferenzen der Bundesliga live in den USA. In Asien waren in der Saison 2007/08 in Japan, Hongkong und Malaysia pro Spieltag jeweils mindestens zwei, in China sogar vier Bundesligapartien live im TV zu sehen.
Im August 2015 hatte die DFL weltweit mit über 60 Sendern Verträge geschlossen. Diese ermöglichten eine Live-Ausstrahlung der Bundesliga in 208 * Länder.
Für die Saison 2015/16 sicherte sich der amerikanische Fox-Konzern die Übertragungsrechte für viele Länder in Asien sowie den amerikanischen Kontinent. In den USA konnten über die Kanäle „Fox Sports 1“ und „Fox Sports 2“ 90 bzw. 47 Millionen Zuschauer potentiell erreicht werden. Die DFL erhielt für die Übertragungsrechte pro Saison einen Betrag zwischen 100 und 150 Millionen Euro.

### Sponsoring
Neben Fernsehgeldern, Zuschauereinnahmen und dem Verkauf von Merchandisingartikeln finanzieren sich die Vereine vor allem über Sponsoring. Die Idee, den Bundesligafußball und die damit verbundene Berichterstattung für Werbezwecke zu nutzen, hatte der Unternehmer Günter Mast. Zur Rückrunde der Saison 1972/73 bot er dem damaligen Bundesligisten Eintracht Braunschweig 500.000 DM dafür, dass die Spieler für fünf Jahre den Jägermeister-Hirsch auf dem Trikot tragen. Da der DFB den Plan mit dem Hinweis auf die Statuten ablehnte, wurde die Vereinssatzung von Eintracht Braunschweig geändert. Statt des bisherigen Löwen wurde der Hirsch zum neuen Vereinswappen erklärt und der DFB so gezwungen, seine Haltung aufzugeben. (a) Am 24. März 1973 hatte die Trikotwerbung im Spiel von Eintracht Braunschweig gegen Schalke 04 in der Bundesliga Premiere. Ende 1973 gab der DFB die Trikotwerbung endgültig frei. Von nun an trug Eintracht Braunschweig den Schriftzug Jägermeister auf der Brust. Kurz darauf folgten der Hamburger SV mit Campari, Eintracht Frankfurt mit Remington, der MSV Duisburg mit Brian Scott und Fortuna Düsseldorf mit Allkauf.
Heute ist Trikotwerbung selbstverständlich und eine wichtige Säule der Finanzierung der Bundesligavereine. So erhielt der FC Schalke 04 für einen Fünfeinhalbjahresvertrag mit dem russischen Energieversorger Gazprom bis zu 125 Millionen Euro. Die je nach Attraktivität und Erfolg unterschiedlich hohen Erträge aus dem Sponsoring lassen dabei eine immer größer werdende finanzielle und damit letztlich auch sportliche Kluft zwischen den einzelnen Vereinen entstehen. Zur Saison 2017/18 konnten die Teams erstmals auch eigenständige Verträge mit Ärmelsponsoren abschließen. Zuvor hatte die DFL die Ärmelwerbung zentral vermarktet. Alle Vereine trugen das Logo von Hermes Europe auf den Ärmeln. Dafür zahlte Hermes 8 Millionen Euro. Die 36 Profivereine bekamen davon zwischen 50.000 und 400.000 Euro.
Die folgende Tabelle zeigt die Trikotsponsoren der Bundesligavereine in der Saison 2023/24:
| Rang | Verein                   | Unternehmen (Branche)                              | Summe (M€/a) | Laufzeit    | Anmerkung                                          |
| ---- | ------------------------ | -------------------------------------------------- | ------------ | ----------- | -------------------------------------------------- |
| 01   | VfL Wolfsburg            | Volkswagen (Automobile)                            | 50-60        | unbefristet | Als Teil des Gesamtsponsorings                     |
| 02   | FC Bayern München        | Deutsche Telekom (Telekommunikation)               | 50,0         | 2027        | -                                                  |
| 03   | Borussia Dortmund        | 1&1 (Telekommunikation) Evonik Industries (Chemie) | 35,0         | 2025        | 1&1 in der Liga, Evonik international und im Pokal |
| -    | RB Leipzig               | Red Bull (Getränke)                                | 35,0         | unbekannt   | -                                                  |
| 05   | Eintracht Frankfurt      | Indeed (Online-Jobsuche)                           | 10,0         | 2026        | -                                                  |
| 06   | Bayer 04 Leverkusen      | Barmenia (Versicherungen)                          | 08,0         | 2024        | Geschätzter Wert                                   |
| -    | Borussia Mönchengladbach | Flatex (Finanztechnologie)                         | 08,0         | 2024        | Geschätzter Wert                                   |
| 08   | Werder Bremen            | Matthäi (Bauunternehmen)                           | 07,0         | 2026        | -                                                  |
| -    | VfB Stuttgart            | Winamax (Sportwetten)                              | 07,0         | unbekannt   | -                                                  |
| 10   | 1. FC Köln               | Rewe (Einzelhandel)                                | 06,5         | 2025        | Geschätzter Wert                                   |
| -    | FC Augsburg              | WWK (Versicherungen)                               | 06,5         | 2030        | Inklusive der Namensrechte am Stadion              |
| 12   | 1. FC Union Berlin       | Paramount+ (Streaming)                             | 06,0         | unbekannt   | Geschätzter Wert                                   |
| 13   | TSG 1899 Hoffenheim      | SAP (Software)                                     | 05,9         | 2025        | -                                                  |
| 14   | SC Freiburg              | Jobrad (Fahrräder)                                 | 05,0         | 2025        | Geschätzter Wert                                   |
| 15   | 1. FSV Mainz 05          | Kömmerling (Fenstersysteme)                        | 04,5         | 2027        | -                                                  |
| 16   | VfL Bochum               | Vonovia (Immobilien)                               | 04,0         | 2024        | Inklusive der Namensrechte am Stadion              |
| 17   | 1. FC Heidenheim         | MHP (Beratung)                                     | 02,1         | 2024        | Geschätzter Wert                                   |
| 18   | SV Darmstadt 98          | Haix (Bekleidung)                                  | 02,0         | 2024        | -                                                  |

### Etats und Transfersummen
In der Fußball-Bundesliga – wie auch in anderen europäischen Profi-Ligen – stiegen die Ablösesummen nach dem Bosman-Urteil vom 15. Dezember 1995. Durch die massiven Steigerungen bei den Einnahmen der Vereine – vor allem beim Verkauf der Fernsehrechte in den 1990ern – sind im Laufe der Zeit ebenso die Höhe der Ablösesummen für Spieler und Trainer sowie die Gehälter der Beteiligten auf bis zu zweistellige Millionenbeträge pro Jahr angeschnellt. Javi Martínez wechselte in der Saison 2012/13 mit der Ablösesumme von 40 Millionen Euro von Athletic Bilbao zum FC Bayern München und löste damit den bisherigen Rekordtransfer von Mario Gómez ab, der im Jahr 2009 für 30 Millionen Euro vom VfB Stuttgart ebenfalls zum FC Bayern gewechselt war. Dieser Rekord wurde im Jahre 2015 durch Julian Draxlers Wechsel vom FC Schalke 04 zum VfL Wolfsburg mit einer Summe von 43 Millionen Euro überboten. Den aktuellen Rekord hält der Erwerb von Lucas Hernández inne, der 2019 für 80 Millionen Euro zum FC Bayern wechselte.
| Transferausgaben der Vereine der Fußball-Bundesliga von 1980 bis 2021                     | Transferausgaben der Vereine der Fußball-Bundesliga von 1980 bis 2021 | Transferausgaben der Vereine der Fußball-Bundesliga von 1980 bis 2021 | Transferausgaben der Vereine der Fußball-Bundesliga von 1980 bis 2021 | Transferausgaben der Vereine der Fußball-Bundesliga von 1980 bis 2021 |
| ----------------------------------------------------------------------------------------- | --------------------------------------------------------------------- | --------------------------------------------------------------------- | --------------------------------------------------------------------- | --------------------------------------------------------------------- |
| Saison                                                                                    |                                                                       |                                                                       | Ausgaben in Mio. €                                                    |                                                                       |
| 1980/81                                                                                   | 1980/81                                                               |                                                                       | 6,04                                                                  | 6,04                                                                  |
| 1981/82                                                                                   | 1981/82                                                               |                                                                       | 10,19                                                                 | 10,19                                                                 |
| 1982/83                                                                                   | 1982/83                                                               |                                                                       | 6,70                                                                  | 6,70                                                                  |
| 1983/84                                                                                   | 1983/84                                                               |                                                                       | 4,72                                                                  | 4,72                                                                  |
| 1984/85                                                                                   | 1984/85                                                               |                                                                       | 4,81                                                                  | 4,81                                                                  |
| 1985/86                                                                                   | 1985/86                                                               |                                                                       | 2,61                                                                  | 2,61                                                                  |
| 1986/87                                                                                   | 1986/87                                                               |                                                                       | 7,48                                                                  | 7,48                                                                  |
| 1987/88                                                                                   | 1987/88                                                               |                                                                       | 14,16                                                                 | 14,16                                                                 |
| 1988/89                                                                                   | 1988/89                                                               |                                                                       | 17,82                                                                 | 17,82                                                                 |
| 1989/90                                                                                   | 1989/90                                                               |                                                                       | 16,00                                                                 | 16,00                                                                 |
| 1990/91                                                                                   | 1990/91                                                               |                                                                       | 24,50                                                                 | 24,50                                                                 |
| 1991/92                                                                                   | 1991/92                                                               |                                                                       | 34,10                                                                 | 34,10                                                                 |
| 1992/93                                                                                   | 1992/93                                                               |                                                                       | 29,40                                                                 | 29,40                                                                 |
| 1993/94                                                                                   | 1993/94                                                               |                                                                       | 36,79                                                                 | 36,79                                                                 |
| 1994/95                                                                                   | 1994/95                                                               |                                                                       | 53,73                                                                 | 53,73                                                                 |
| 1995/96                                                                                   | 1995/96                                                               |                                                                       | 78,11                                                                 | 78,11                                                                 |
| 1996/97                                                                                   | 1996/97                                                               |                                                                       | 51,24                                                                 | 51,24                                                                 |
| 1997/98                                                                                   | 1997/98                                                               |                                                                       | 70,67                                                                 | 70,67                                                                 |
| 1998/99                                                                                   | 1998/99                                                               |                                                                       | 74,45                                                                 | 74,45                                                                 |
| 1999/00                                                                                   | 1999/00                                                               |                                                                       | 149,69                                                                | 149,69                                                                |
| 2000/01                                                                                   | 2000/01                                                               |                                                                       | 114,65                                                                | 114,65                                                                |
| 2001/02                                                                                   | 2001/02                                                               |                                                                       | 184,93                                                                | 184,93                                                                |
| 2002/03                                                                                   | 2002/03                                                               |                                                                       | 120,89                                                                | 120,89                                                                |
| 2003/04                                                                                   | 2003/04                                                               |                                                                       | 85,29                                                                 | 85,29                                                                 |
| 2004/05                                                                                   | 2004/05                                                               |                                                                       | 86,72                                                                 | 86,72                                                                 |
| 2005/06                                                                                   | 2005/06                                                               |                                                                       | 108,61                                                                | 108,61                                                                |
| 2006/07                                                                                   | 2006/07                                                               |                                                                       | 144,73                                                                | 144,73                                                                |
| 2007/08                                                                                   | 2007/08                                                               |                                                                       | 272,51                                                                | 272,51                                                                |
| 2008/09                                                                                   | 2008/09                                                               |                                                                       | 185,25                                                                | 185,25                                                                |
| 2009/10                                                                                   | 2009/10                                                               |                                                                       | 245,86                                                                | 245,86                                                                |
| 2010/11                                                                                   | 2010/11                                                               |                                                                       | 209,64                                                                | 209,64                                                                |
| 2011/12                                                                                   | 2011/12                                                               |                                                                       | 224,37                                                                | 224,37                                                                |
| 2012/13                                                                                   | 2012/13                                                               |                                                                       | 285,61                                                                | 285,61                                                                |
| 2013/14                                                                                   | 2013/14                                                               |                                                                       | 307,90                                                                | 307,90                                                                |
| 2014/15                                                                                   | 2014/15                                                               |                                                                       | 370,53                                                                | 370,53                                                                |
| 2015/16                                                                                   | 2015/16                                                               |                                                                       | 475,30                                                                | 475,30                                                                |
| 2016/17                                                                                   | 2016/17                                                               |                                                                       | 723,92                                                                | 723,92                                                                |
| 2017/18                                                                                   | 2017/18                                                               |                                                                       | 715,04                                                                | 715,04                                                                |
| 2018/19                                                                                   | 2018/19                                                               |                                                                       | 539,81                                                                | 539,81                                                                |
| 2019/20                                                                                   | 2019/20                                                               |                                                                       | 962,19                                                                | 962,19                                                                |
| 2020/21                                                                                   | 2020/21                                                               |                                                                       | 360,25                                                                | 360,25                                                                |
| 2021/22                                                                                   | 2021/22                                                               |                                                                       | 486,30                                                                | 486,30                                                                |
| 2022/23                                                                                   | 2022/23                                                               |                                                                       | 552,35                                                                | 552,35                                                                |
| Transfersalden (Einnahmen und Ausgaben). In: transfermarkt.de. Abgerufen am 24. Mai 2023. |                                                                       |                                                                       |                                                                       |                                                                       |

| Transfererlöse der Vereine der Fußball-Bundesliga von 1980 bis 2021                       | Transfererlöse der Vereine der Fußball-Bundesliga von 1980 bis 2021 | Transfererlöse der Vereine der Fußball-Bundesliga von 1980 bis 2021 | Transfererlöse der Vereine der Fußball-Bundesliga von 1980 bis 2021 | Transfererlöse der Vereine der Fußball-Bundesliga von 1980 bis 2021 |
| ----------------------------------------------------------------------------------------- | ------------------------------------------------------------------- | ------------------------------------------------------------------- | ------------------------------------------------------------------- | ------------------------------------------------------------------- |
| Saison                                                                                    |                                                                     |                                                                     | Erlöse in Mio. €                                                    |                                                                     |
| 1980/81                                                                                   | 1980/81                                                             |                                                                     | 6,13                                                                | 6,13                                                                |
| 1981/82                                                                                   | 1981/82                                                             |                                                                     | 8,79                                                                | 8,79                                                                |
| 1982/83                                                                                   | 1982/83                                                             |                                                                     | 4,57                                                                | 4,57                                                                |
| 1983/84                                                                                   | 1983/84                                                             |                                                                     | 2,19                                                                | 2,19                                                                |
| 1984/85                                                                                   | 1984/85                                                             |                                                                     | 8,34                                                                | 8,34                                                                |
| 1985/86                                                                                   | 1985/86                                                             |                                                                     | 0,92                                                                | 0,92                                                                |
| 1986/87                                                                                   | 1986/87                                                             |                                                                     | 9,15                                                                | 9,15                                                                |
| 1987/88                                                                                   | 1987/88                                                             |                                                                     | 12,35                                                               | 12,35                                                               |
| 1988/89                                                                                   | 1988/89                                                             |                                                                     | 27,91                                                               | 27,91                                                               |
| 1989/90                                                                                   | 1989/90                                                             |                                                                     | 20,87                                                               | 20,87                                                               |
| 1990/91                                                                                   | 1990/91                                                             |                                                                     | 32,41                                                               | 32,41                                                               |
| 1991/92                                                                                   | 1991/92                                                             |                                                                     | 30,54                                                               | 30,54                                                               |
| 1992/93                                                                                   | 1992/93                                                             |                                                                     | 30,18                                                               | 30,18                                                               |
| 1993/94                                                                                   | 1993/94                                                             |                                                                     | 25,29                                                               | 25,29                                                               |
| 1994/95                                                                                   | 1994/95                                                             |                                                                     | 31,66                                                               | 31,66                                                               |
| 1995/96                                                                                   | 1995/96                                                             |                                                                     | 51,97                                                               | 51,97                                                               |
| 1996/97                                                                                   | 1996/97                                                             |                                                                     | 38,02                                                               | 38,02                                                               |
| 1997/98                                                                                   | 1997/98                                                             |                                                                     | 59,15                                                               | 59,15                                                               |
| 1998/99                                                                                   | 1998/99                                                             |                                                                     | 67,61                                                               | 67,61                                                               |
| 1999/00                                                                                   | 1999/00                                                             |                                                                     | 55,71                                                               | 55,71                                                               |
| 2000/01                                                                                   | 2000/01                                                             |                                                                     | 51,91                                                               | 51,91                                                               |
| 2001/02                                                                                   | 2001/02                                                             |                                                                     | 86,19                                                               | 86,19                                                               |
| 2002/03                                                                                   | 2002/03                                                             |                                                                     | 61,15                                                               | 61,15                                                               |
| 2003/04                                                                                   | 2003/04                                                             |                                                                     | 21,12                                                               | 21,12                                                               |
| 2004/05                                                                                   | 2004/05                                                             |                                                                     | 62,80                                                               | 62,80                                                               |
| 2005/06                                                                                   | 2005/06                                                             |                                                                     | 91,70                                                               | 91,70                                                               |
| 2006/07                                                                                   | 2006/07                                                             |                                                                     | 108,27                                                              | 108,27                                                              |
| 2007/08                                                                                   | 2007/08                                                             |                                                                     | 159,19                                                              | 159,19                                                              |
| 2008/09                                                                                   | 2008/09                                                             |                                                                     | 114,98                                                              | 114,98                                                              |
| 2009/10                                                                                   | 2009/10                                                             |                                                                     | 133,65                                                              | 133,65                                                              |
| 2010/11                                                                                   | 2010/11                                                             |                                                                     | 202,71                                                              | 202,71                                                              |
| 2011/12                                                                                   | 2011/12                                                             |                                                                     | 194,07                                                              | 194,07                                                              |
| 2012/13                                                                                   | 2012/13                                                             |                                                                     | 176,39                                                              | 176,39                                                              |
| 2013/14                                                                                   | 2013/14                                                             |                                                                     | 218,95                                                              | 218,95                                                              |
| 2014/15                                                                                   | 2014/15                                                             |                                                                     | 208,10                                                              | 208,10                                                              |
| 2015/16                                                                                   | 2015/16                                                             |                                                                     | 538,02                                                              | 538,02                                                              |
| 2016/17                                                                                   | 2016/17                                                             |                                                                     | 552,60                                                              | 552,60                                                              |
| 2017/18                                                                                   | 2017/18                                                             |                                                                     | 639,99                                                              | 639,99                                                              |
| 2018/19                                                                                   | 2018/19                                                             |                                                                     | 546,64                                                              | 546,64                                                              |
| 2019/20                                                                                   | 2019/20                                                             |                                                                     | 672,25                                                              | 672,25                                                              |
| 2020/21                                                                                   | 2020/21                                                             |                                                                     | 347,42                                                              | 347,42                                                              |
| 2021/22                                                                                   | 2021/22                                                             |                                                                     | 518,48                                                              | 518,48                                                              |
| 2022/23                                                                                   | 2022/23                                                             |                                                                     | 603,54                                                              | 603,54                                                              |
| Transfersalden (Einnahmen und Ausgaben). In: transfermarkt.de. Abgerufen am 24. Mai 2023. |                                                                     |                                                                     |                                                                     |                                                                     |

Regelmäßig überstiegen die Transferausgaben die aus abgehenden Transfers resultierenden Erlöse. In der Folge wuchs die Verschuldung der Vereine stark an. Betrugen die Verbindlichkeiten der in der Bundesliga spielenden Vereine 1984 noch umgerechnet 27 Millionen Euro, waren es zehn Jahre später bereits 240 Millionen. Im Jahr 2003 wurden die Gesamtschulden der Bundesligisten auf mehr als eine halbe Milliarde Euro geschätzt. Allein der Schuldenstand des ersten börsennotierten Vereins Borussia Dortmund belief sich zeitweise auf mehr als 118 Millionen Euro.
Nachdem die Budgets der Bundesligavereine über viele Jahre stets angewachsen waren, führte unter anderem der zwischenzeitliche Rückgang der Fernsehgelder infolge der Kirch-Pleite im Frühjahr 2002 zu einer Zäsur. Der Not gehorchend setzte bei den Verantwortlichen ein Umdenken ein, sodass eine Konsolidierung mit einer damit einhergehenden Verringerung der zur Verfügung stehenden Etats stattfand. Zu einer Insolvenz eines Bundesligisten kam es trotz der einbrechenden Umsätze im Fernsehgeschäft nicht. Die Vereine nahmen aus recht breit gestreuten Quellen ein: Während in früheren Jahrzehnten nahezu 100 Prozent der Erlöse aus Eintrittsgeldern stammten, generierten die Vereine ihre Einnahmen beispielsweise im Jahr 2003 zu 37 % aus Fernsehhonoraren, zu 24 % aus der Werbung, zu je 16 % aus Eintrittsgeldern und Merchandising sowie zu 7 % aus dem Transfergeschäft.
Das Gesamtbudget der 18 Bundesligaklubs in der Saison 2008/09 sah Ausgaben von insgesamt mehr als 600 Millionen Euro vor, davon standen allein Bayern München 80 Millionen Euro zur Verfügung. Die in einigen Presseorganen aufgetauchten Tabellen mit der Rangordnung der Etats wurden in Einzelfällen dementiert, da teilweise der Gesamt- und teilweise der Lizenzspieleretat genannt wurde. So erklärte der 1. FC Köln am 12. August 2008 die Angabe für falsch. Man befinde sich beim Etat nicht an dritter Stelle, sondern „im unteren Mittelfeld“ der Liga. Nach Informationen des SID soll die Gesamtsumme der Lizenzspieler-Etats aller Vereine in der Saison 2013/14 bei geschätzt 747,6 Millionen Euro liegen, 5,5 % mehr als in der Vorsaison.
Im internationalen Vergleich gehörten 2004/05 nur Bayern München und Schalke 04 zu den 20 umsatzstärksten europäischen Mannschaften. In der Folgezeit rückten die Vereine der Bundesliga im internationalen Vergleich der Umsatzzahlen nach vorne, ermöglicht durch höhere Einnahmen aus Fernsehverträgen, stetig wachsende Zuschauerzahlen sowie bessere Vermarktung aufgrund der modernen Stadien. Borussia Dortmund und der Hamburger SV konnten ebenfalls in die europäische Top 20 vordringen. Beim Vergleich der Gesamtumsätze der Ligen lag die Bundesliga in der Saison 2006/07 mit 1,4 Milliarden Euro an zweiter Stelle in Europa, hinter England (2,3 Milliarden Euro) und vor Spanien (1,33 Milliarden Euro), Italien (1,16 Milliarden Euro) und Frankreich (0,97 Milliarden Euro). Die Rangfolge blieb auch in den darauf folgenden Jahren unverändert, das Wachstum der Ligen übertraf das der Volkswirtschaften jedoch bei weitem.

### Beschäftigungssituation in der Bundesliga
Der professionelle Fußball bietet nicht nur Fußballspielern, -trainern und -managern bezahlte Vollzeitarbeitsplätze. In der Saison 2011/12 arbeiteten 27.968 Menschen direkt oder indirekt für die Vereine der Bundesliga. 3.765 Aushilfskräfte waren direkt bei den Lizenznehmern beschäftigt, weitere 2.317 Beschäftigte in deren Tochtergesellschaften. Weitere 18.147 Personen waren schließlich indirekt durch den Fußball beschäftigt. Hierzu gehörten vor allem die Angestellten von Sicherheitsdiensten, Catering-Firmen und Sanitätsdiensten, die während der Bundesligaspiele zum Einsatz kamen.
Zu diesem Personalstock gehören klassische Berufe wie kaufmännische Angestellte, Fan-Shop-Mitarbeiter oder Gärtner für die Pflege der Rasenplätze. Die Modernisierung der Trainingsmethoden führt zur Beschäftigung von Ernährungswissenschaftlern und Fitnesstrainern. Durch die wachsenden Serviceangebote kommen weitere Arbeitsplätze hinzu, so in vereinseigenen Reisebüros, in der Kinderbetreuung während der Bundesligaspiele, Museumsleiter oder im Management der Vereinsmaskottchen. Größter direkter Arbeitgeber im deutschen Profifußball 2007 war der FC Bayern München mit 250 Mitarbeitern in der Geschäftsstelle, während Vereine wie der MSV Duisburg und der FC Energie Cottbus mit nur 16 Mitarbeitern auskamen.
| Beschäftigungsart           | Zahl der Beschäftigten |
| Lizenznehmer                | Lizenznehmer           |
| --------------------------- | ---------------------- |
| Vollzeit-Angestellte        | 2.742                  |
| Auszubildende               | 65                     |
| Teilzeit-Angestellte        | 651                    |
| Aushilfskräfte              | 3.765                  |
| Tochtergesellschaften       |                        |
| Vollzeit-Angestellte        | 544                    |
| Auszubildende               | 29                     |
| Teilzeit-Angestellte        | 187                    |
| Aushilfskräfte              | 2.317                  |
| Indirekt Beschäftigte       |                        |
| Sicherheits- und Wachdienst | 6.799                  |
| Catering-Firmen             | 7.230                  |
| Sanitätsdienst              | 1.158                  |
| Sonstige                    | 2.960                  |
| Gesamt (nur 1. Bundesliga)  | 27.968                 |

### Ausländer in der Bundesliga
Die ersten vier ausländischen Spieler in der Bundesliga waren die Niederländer Heinz Versteeg beim Meidericher SV und Jacobus Prins beim 1. FC Kaiserslautern, der Jugoslawe Petar Radenković beim TSV 1860 München und der Österreicher Wilhelm Huberts bei Eintracht Frankfurt. Sie alle waren am ersten Bundesliga-Spieltag im Einsatz. Die Ausländerquote an diesem Spieltag betrug 2,27 %, heute liegt sie häufig über 50 %. Am 6. April 2001 war Energie Cottbus der erste Bundesliga-Klub, der in seiner Startaufstellung nur ausländische Spieler hatte.
Diese Entwicklung ist einerseits auf den Zerfall des Ostblocks Anfang der 1990er Jahre und andererseits auf das wirtschaftliche Zusammenwachsen Europas zurückzuführen, was dazu führte, dass infolge des Bosman-Urteils die nationalen Verbände gezwungen waren, ihre Restriktionen für die Verpflichtung und Aufstellung von Spielern aus EU-Mitgliedstaaten aufzuheben. Nachdem in der Bundesliga zunächst lediglich der Einsatz von maximal zwei, später drei Ausländern gestattet war, konnten seit Dezember 1995 beliebig viele Spieler aus dem UEFA-Bereich und seit 2001 bis zu fünf nichteuropäische Ausländer eingesetzt werden. Spieler, die in Deutschland ausgebildet wurden, fielen als „Fußballdeutsche“ nicht unter diese Regelung. Zur Spielzeit 2006/07 wurde die zuvor geltende Ausländerregel zugunsten einer so genannten „Local-Player-Regelung“ abgeschafft. So können seither Spieler auch aus dem außereuropäischen Ausland uneingeschränkt eingesetzt werden. Im Gegenzug müssen bei jedem Bundesliga-Klub mindestens zwölf deutsche Spieler unter Vertrag stehen, von denen zunächst vier, 2007/08 sechs und danach acht Akteure bei einem deutschen Klub ausgebildet worden sein müssen.
In den ersten Jahren waren ausländische Spieler nur selten unter den erfolgreichsten Torschützen, das beste Ergebnis erreichte der Österreicher Wilhelm Huberts 1963/64 als Vierter. Dies wandelte sich, nachdem 1989/90 der Norweger Jørn Andersen als erster ausländischer Spieler die Torjägerkrone gewonnen hatte. 2001/02 waren mit Márcio Amoroso (Platz 1), Giovane Élber (Platz 3), Aílton (Platz 5) und Marcelinho (Platz 8) vier Brasilianer, aber nur vier Deutsche unter den Top 10. 2003/04 schaffte es mit Martin Max sogar nur ein Deutscher in die Top 10, und von 2000/01 bis 2004/05 belegten jeweils ausländische Spieler den ersten Platz. In der ewigen Bestenliste belegt Robert Lewandowski mit 277 Toren (Stand nach Ende der Saison 2020/21) als bester Ausländer vor Claudio Pizarro, Giovane Élber, Vedad Ibišević, Aílton und Stéphane Chapuisat den ersten Platz. Mit 41 Treffern ist Lewandowski zudem der erfolgreichste Torjäger innerhalb einer Saison (2020/21).
Claudio Pizarro ist zudem der Ausländer mit den meisten Bundesligaeinsätzen: Mit seinem 337. Bundesligaspiel, das er für den FC Bayern München bestritt, löste er am 25. September 2012 Zé Roberto und Lewan Kobiaschwili ab, die für jeweils drei Vereine insgesamt 336 Spiele absolviert hatten. Pizarro hat 490 Spiele (Stand: Saisonende 2019/20) für drei Vereine bestritten.
Aílton gelang es 2004 als erstem Ausländer, zu Deutschlands Fußballer des Jahres gewählt zu werden. Der Däne Allan Simonsen von Borussia Mönchengladbach war der erste ausländische Bundesliga-Spieler, der 1977 zu Europas Fußballer des Jahres gewählt wurde. Auch 1978 und 1979 konnte mit dem Engländer Kevin Keegan vom Hamburger SV ein ausländischer Bundesligaspieler diese Auszeichnung erringen.
Neben ausländischen Spielern waren von Anfang an auch ausländische Trainer in der Bundesliga tätig. Den ersten Meistertitel gewann 1966 der Österreicher Max Merkel mit 1860 München, 1968 konnte er diesen Erfolg mit dem 1. FC Nürnberg wiederholen. Ihm folgte 1969 der Jugoslawe Branko Zebec mit dem ersten Titel für Bayern München. 1979 gelang ihm mit dem Hamburger SV erneut der Titelgewinn. Dem Ungar Pál Csernai (1979/80 und 1980/81) und dem Österreicher Ernst Happel (1981/82 und 1982/83) gelangen ebenfalls zwei Titelgewinne.

Mit den Meistertiteln 2014, 2015 und 2016 gelang Pep Guardiola der Titel-Hattrick, was ihn zum erfolgreichsten ausländischen Bundesligatrainer aufsteigen ließ.
Der international erfolgreichste Vereinstrainer Giovanni Trapattoni konnte in der Bundesliga lediglich 1997 die Meisterschaft mit Bayern München erringen. Louis van Gaal, einer seiner Nachfolger, konnte als erster niederländischer Trainer den deutschen Meistertitel wurde als erster ausländischer Trainer 2010 Deutschlands Trainer des Jahres. Zur Spielzeit 2010/11 verpflichtete der VfL Wolfsburg den ehemaligen englischen Nationaltrainer Steve McClaren als Trainer. Damit ist der VfL der erste Verein in der Bundesligageschichte, der diesen Posten mit einem Engländer besetzte. McClaren wurde allerdings bereits Anfang Februar 2011 wegen Erfolglosigkeit beurlaubt.
Ab der Saison 2013/2014 war Pep Guardiola für drei Spielzeiten Trainer des FC Bayern. Er errang mit den Bayern alle drei möglichen Meistertitel und wechselte anschließend in die englische Premier League.
Aufgrund einer Kooperation des DFB mit dem Schweizerischen Fussballverband wurden von 1981 bis 1990 insgesamt 33 Bundesliga-Spiele durch Schweizer Schiedsrichter geleitet. Darüber hinaus waren bislang keine ausländischen Schiedsrichter in der Bundesliga tätig.

## Rekorde

### Spieler

#### Positivrekorde

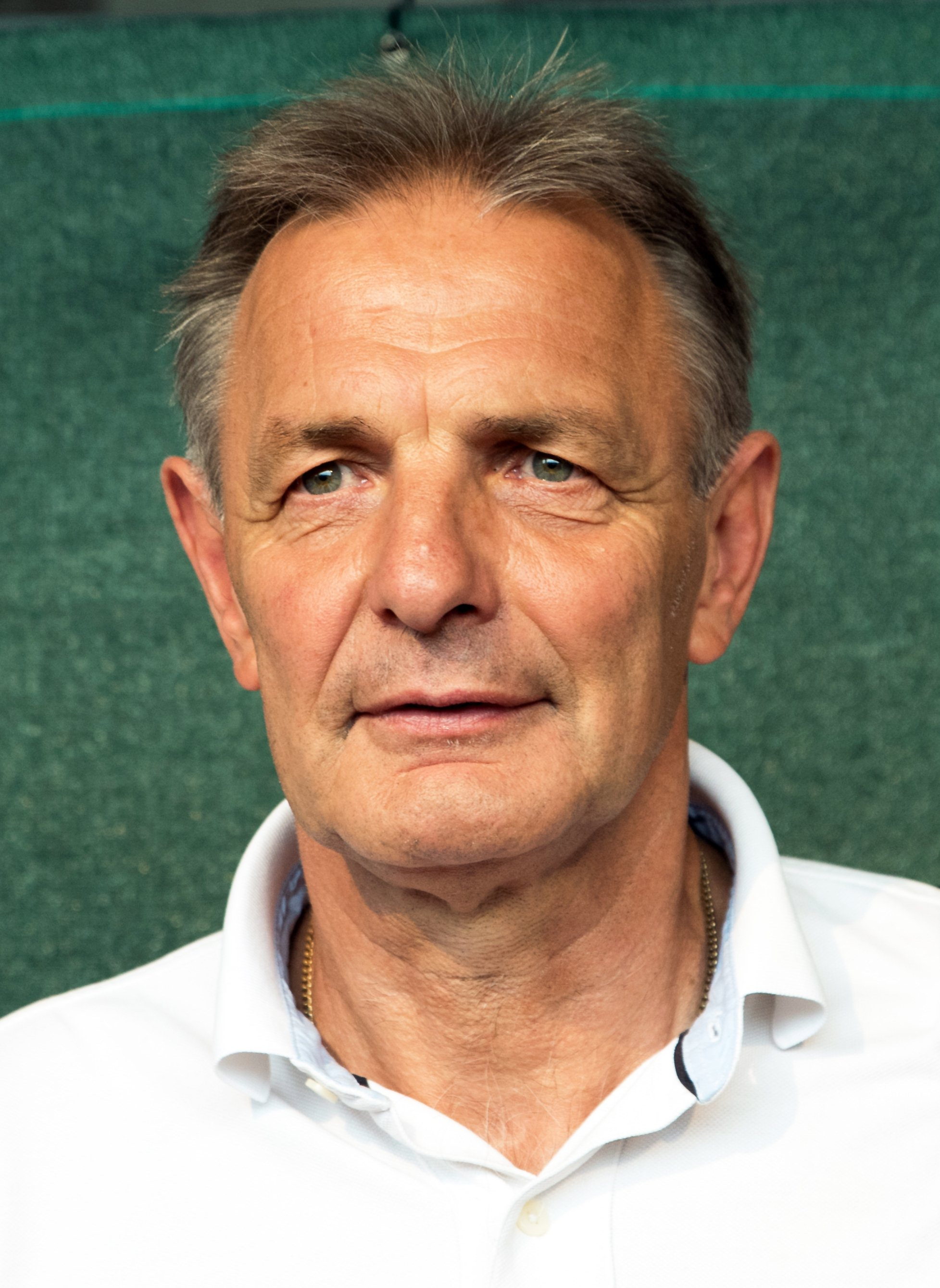
Karl-Heinz „Charly“ Körbel (2016)

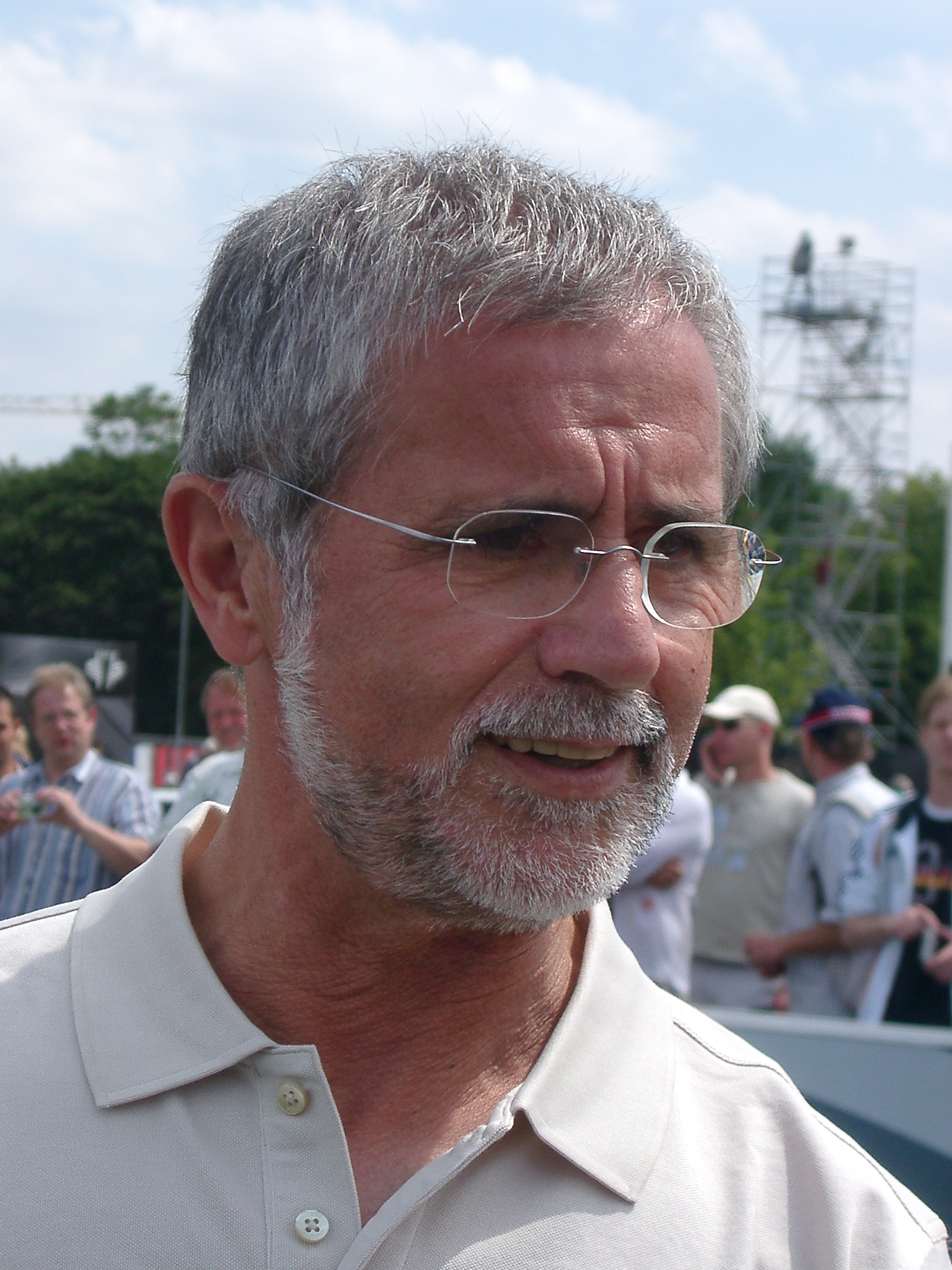
Gerd Müller (2006)

Spieler mit fettgedrucktem Namen sind aktuell in der Bundesliga aktiv.
| Rang              | Spieler           | Zeitraum  | Verein (a)          | Spiele |
| ----------------- | ----------------- | --------- | ------------------- | ------ |
| 01                | Karl-Heinz Körbel | 1972–1991 | Eintracht Frankfurt | 602    |
| 02                | Manfred Kaltz     | 1971–1991 | Hamburger SV        | 581    |
| 03                | Oliver Kahn       | 1987–2008 | FC Bayern München   | 557    |
| 04                | Klaus Fichtel     | 1965–1988 | FC Schalke 04       | 552    |
| 05                | Miroslav Votava   | 1976–1996 | Werder Bremen       | 546    |
| 06                | Klaus Fischer     | 1968–1988 | FC Schalke 04       | 535    |
| 07                | Eike Immel        | 1978–1995 | VfB Stuttgart       | 534    |
| 08                | Manuel Neuer      | seit 2006 | FC Bayern München   | 521    |
| 09                | Willi Neuberger   | 1966–1983 | Eintracht Frankfurt | 520    |
| 10                | Michael Lameck    | 1972–1988 | VfL Bochum          | 518    |
| Stand: 28.02.2025 |                   |           |                     |        |

| Rang                 | Spieler             | Zeitraum  | Verein (b)               | Tore         |
| -------------------- | ------------------- | --------- | ------------------------ | ------------ |
| 01                   | Gerd Müller         | 1965–1979 | FC Bayern München        | 365 (⌀ 0,85) |
| 02                   | Robert Lewandowski  | 2010–2022 | FC Bayern München        | 312 (⌀ 0,81) |
| 03                   | Klaus Fischer       | 1968–1988 | FC Schalke 04            | 268 (⌀ 0,50) |
| 04                   | Jupp Heynckes       | 1965–1978 | Borussia Mönchengladbach | 220 (⌀ 0,60) |
| 05                   | Manfred Burgsmüller | 1969–1990 | Borussia Dortmund        | 213 (⌀ 0,48) |
| 06                   | Claudio Pizarro     | 1999–2020 | Werder Bremen            | 197 (⌀ 0,40) |
| 07                   | Ulf Kirsten         | 1990–2003 | Bayer 04 Leverkusen      | 182 (⌀ 0,52) |
| 08                   | Stefan Kuntz        | 1983–1999 | 1. FC Kaiserslautern     | 179 (⌀ 0,40) |
| 09                   | Dieter Müller       | 1973–1986 | 1. FC Köln               | 177 (⌀ 0,58) |
| 10                   | Klaus Allofs        | 1975–1993 | 1. FC Köln               | 177 (⌀ 0,42) |
| Stand: 9. April 2022 |                     |           |                          |              |

Spieler mit den meisten Meistertiteln
1. Thomas Müller (13)
2. Manuel Neuer (12)
3. David Alaba, Robert Lewandowski (10)
5. Jérôme Boateng, Javi Martínez, Franck Ribéry, Kingsley Coman und Joshua Kimmich (9)
10. Oliver Kahn, Philipp Lahm, Arjen Robben, Mehmet Scholl, Bastian Schweinsteiger und Sven Ulreich (8)
16. Klaus Augenthaler, Lothar Matthäus, Rafinha, Thiago, und Alexander Zickler (7)
Am häufigsten Torschützenkönig
1. Gerd Müller und Robert Lewandowski (7)
3. Ulf Kirsten und Karl-Heinz Rummenigge (3)
Die meisten Tore in einer Saison
1. Robert Lewandowski (41; 2020/21)
2. Gerd Müller (40; 1971/72)
3. Gerd Müller (38; 1969/70)
4. Gerd Müller (36; 1972/73),  Harry Kane (2023/24)
6. Robert Lewandowski (35; 2021/22)
7. Dieter Müller (34; 1976/77), Robert Lewandowski (2019/20)
9. Lothar Emmerich (31; 1965/66), Pierre-Emerick Aubameyang (2016/17)

Die meisten Tore in einem Spiel
6 Tore: Dieter Müller (für den 1. FC Köln am 17. August 1977 beim 7:2 gegen Werder Bremen)
5 Tore: Karl-Heinz Thielen, Franz Brungs, Rudolf Brunnenmeier, Klaus Scheer, Gerd Müller (4×), Manfred Burgsmüller, Atli Eðvaldsson, Frank Hartmann, Jupp Heynckes, Dieter Hoeneß, Luka Jović, Jürgen Klinsmann, Robert Lewandowski (als einziger Einwechselspieler, innerhalb von 8:59 Minuten), Michael Tönnies
4 Tore: Timo Konietzka, Willi Huberts, Christian Müller, Franz Brungs, Rudolf Brunnenmeier, Manfred Pohlschmidt, Rüdiger Mielke, Arnold Schütz, Alfred Heiß, Hugo Dausmann, Herbert Laumen, Peter Meyer, Wolfgang Gayer, Hans Schumacher, Karlheinz Vogt, Lorenz Horr, Klaus Fischer (3×), Erich Beer (2×), Benny Wendt, Rüdiger Wenzel, Roland Stegmayer, Wolfgang Frank, Bernard Dietz, Tony Woodcock, Karl-Heinz Rummenigge (2×), Horst Hrubesch, Günter Pröpper, Jupp Heynckes, Dieter Müller (3×) Gerd Müller (10×), Fritz Walter (2×), Klaus Allofs, Rudi Völler, Siegfried Reich, Frank Neubarth, Uwe Rahn, Michael Zorc, Roland Wohlfarth, Falko Götz, Anthony Yeboah, Bart Goor, Giovane Élber, Martin Petrov, Kevin Kurányi, Mario Gómez (2×), Cacau, Christian Eigler, Claudio Pizarro, Bas Dost, Pierre-Emerick Aubameyang, Max Kruse, Andrej Kramarić, Robert Lewandowski, Erling Haaland, Patrik Schick (2×), Serhou Guirassy
Beste ausländische Torschützen
1.  Robert Lewandowski (312 Tore)
2.  Claudio Pizarro (197 Tore)
3.  Giovane Élber (133 Tore)
4.  Vedad Ibišević (127 Tore)
5.  Andrej Kramarić (122 Tore)

Torhüter mit den meisten TorenHans Jörg Butt (26; alle per Elfmeter)
Torhüter mit Toren aus dem Spiel herausJens Lehmann (für den FC Schalke 04 bei Borussia Dortmund am 19. Dezember 1997), Frank Rost (für Werder Bremen gegen den F.C. Hansa Rostock am 31. März 2002) und Marwin Hitz (für den FC Augsburg gegen Bayer 04 Leverkusen am 21. Februar 2015)
Spieler mit den meisten ElfmetertorenManfred Kaltz (53)
Die meisten Spiele in FolgeSepp Maier (442; vom Anfang der Saison 1966/67 bis zum Ende der  Saison 1978/79 für den FC Bayern München)
Torhüter mit den meisten Spielminuten in Folge ohne GegentorTimo Hildebrand (884; vom 25. Mai bis 4. Oktober 2003 für den VfB Stuttgart)
Torhüter mit den meisten Spielen ohne GegentorManuel Neuer (211, Stand: 15. Januar 2022)
Torhüter mit den meisten Spielen ohne Gegentor in einer SpielzeitManuel Neuer (21/34; für den FC Bayern München in der Saison 2015/16)
Tor aus größter EntfernungMoritz Stoppelkamp (für den SC Paderborn 07 gegen Hannover 96 am 20. September 2014) aus 83 m Entfernung
Schnellstes Tor in einem SpielKarim Bellarabi (für Bayer 04 Leverkusen am 23. August 2014 im Auswärtsspiel gegen Borussia Dortmund), Kevin Volland (für die TSG 1899 Hoffenheim am 22. August 2015 gegen den FC Bayern München) (9,0 Sekunden)
Meiste Torvorlagen in der BundesligaThomas Müller (186; für den FC Bayern München, Stand: 6. Juli 2024)
Meiste Torvorlagen innerhalb einer SaisonThomas Müller (21; für den FC Bayern München in der Saison 2019/20)
Jüngster SpielerYoussoufa Moukoko (16 Jahre und ein Tag am 21. November 2020 für Borussia Dortmund)
Ältester SpielerKlaus Fichtel (43 Jahre und 183 Tage am 21. Mai 1988 für den FC Schalke 04)
Jüngster TorschützeYoussoufa Moukoko (16 Jahre und 28 Tage am 18. Dezember 2020 für Borussia Dortmund)
Ältester TorschützeClaudio Pizarro (40 Jahre und 227 Tage am 18. Mai 2019 für Werder Bremen)

#### Negativrekorde
Spieler mit den meisten EigentorenManfred Kaltz und Nikolče Noveski (6 Eigentore, Stand: 18. Februar 2012)
Spieler mit dem schnellsten EigentorLeon Goretzka (für den FC Augsburg mit dem FC Bayern München am 15. Februar 2019), 13 Sekunden nach Anpfiff
Feldspieler Serie ohne TorKevin Vogt erzielte in 267 Bundesligaeinsätzen in Folge zwischen 2014 und 2024 in zehn Spielzeiten (2014/15 bis 2023/24) kein Tor. (Stand: 13. April 2024)
Spieler mit den meisten vergebenen StrafstößenGerd Müller (12)
Schnellster Platzverweis (auf dem Platz verbrachte Zeit)Marcel Titsch-Rivero (für Eintracht Frankfurt bei Borussia Dortmund am 14. Mai 2011) 43 Sekunden nach seiner Einwechslung
Frühester Platzverweis mit Gelb-RotMame Diouf (für Hannover 96 gegen Hoffenheim am 26. Oktober 2013) wurde in der 11. Minute mit Gelb verwarnt, erhielt in der 12. Minute die zweite Gelbe Karte und musste mit Gelb-Rot vom Platz.

### Trainer
Meister-Trainer
1. 8 Titel: Udo Lattek (6× FC Bayern München, 2× Borussia Mönchengladbach)
2. 7 Titel: Ottmar Hitzfeld (2× Borussia Dortmund, 5× FC Bayern München)
3. 4 Titel: Hennes Weisweiler (3× Borussia Mönchengladbach, 1× 1. FC Köln), Jupp Heynckes ** (alle FC Bayern München)
5. 3 Titel: Otto Rehhagel (2× Werder Bremen, 1× 1. FC Kaiserslautern), Felix Magath (2× FC Bayern München, 1× VfL Wolfsburg), Pep Guardiola (alle FC Bayern München)
8. 2 Titel: Max Merkel (1860 München/1. FC Nürnberg), Branko Zebec (FC Bayern München/Hamburger SV), Pál Csernai (FC Bayern München), Ernst Happel (Hamburger SV), Jürgen Klopp (Borussia Dortmund), Hansi Flick *** (FC Bayern München)
14. 1 Titel: Georg Knöpfle (1. FC Köln), Willi Multhaup (Werder Bremen), Helmuth Johannsen (Eintracht Braunschweig), Helmut Benthaus (VfB Stuttgart), Karl-Heinz Feldkamp (1. FC Kaiserslautern), Christoph Daum (VfB Stuttgart), Franz Beckenbauer * (FC Bayern München), Giovanni Trapattoni (FC Bayern München), Matthias Sammer (Borussia Dortmund), Thomas Schaaf (Werder Bremen), Armin Veh (VfB Stuttgart), Louis van Gaal (FC Bayern München), Carlo Ancelotti (FC Bayern München), Niko Kovač (FC Bayern München), Julian Nagelsmann (FC Bayern München), Thomas Tuchel **** (FC Bayern München), Xabi Alonso (Bayer 04 Leverkusen), Vincent Kompany (FC Bayern München)
* In der Spielzeit 1993/94 übernahm Beckenbauer nach der Winterpause und blieb bis Saisonende** In der Spielzeit 2017/18 übernahm Heynckes nach dem 7. Spieltag und blieb bis Saisonende
*** In der Spielzeit 2019/20 übernahm Flick nach dem 10. Spieltag.**** In der Spielzeit 2022/23 übernahm Tuchel nach dem 25. Spieltag.

Gewinn der Meisterschaft als Spieler und als TrainerHelmut Benthaus (1964/1. FC Köln – 1984/VfB Stuttgart), Jupp Heynckes (1971, 1975, 1976, 1977/Borussia Mönchengladbach – 1989, 1990, 2013, 2018/FC Bayern München), Franz Beckenbauer (1969, 1972, 1973, 1974/FC Bayern München, 1982 Hamburger SV – 1994/FC Bayern München), Matthias Sammer (1992/VfB Stuttgart, 1995, 1996/Borussia Dortmund – 2002/Borussia Dortmund); Thomas Schaaf (1988, 1993/Werder Bremen – 2004/Werder Bremen), Felix Magath (1979, 1982, 1983/Hamburger SV – 2005, 2006/FC Bayern München, 2009/VfL Wolfsburg), Niko Kovač (2003/FC Bayern München – 2019/FC Bayern München), Hansi Flick (1986, 1987, 1989, 1990/FC Bayern München – 2020, 2021/FC Bayern München), Xabi Alonso (2015, 2016, 2017/FC Bayern München – 2024/Bayer 04 Leverkusen)
Trainer mit den meisten Bundesligaspielen
1. Otto Rehhagel, 837 Spiele
2. Jupp Heynckes, 668 Spiele
3. Erich Ribbeck, 569 Spiele
4. Thomas Schaaf, 525 Spiele
5. Udo Lattek, 522 Spiele
6. Friedhelm Funkel, 515 Spiele
7. Felix Magath, 502 Spiele
8. Hennes Weisweiler, 470 Spiele
9. Ottmar Hitzfeld, 460 Spiele
10. Christoph Daum, 425 Spiele

Stand Mai 2023

### Vereine und Spiele
| Rang                                                                           | Verein                   | Spieltage |
| ------------------------------------------------------------------------------ | ------------------------ | --------- |
| 01                                                                             | FC Bayern München        | 912       |
| 02                                                                             | Borussia Dortmund        | 176       |
| 03                                                                             | Borussia Mönchengladbach | 139       |
| 04                                                                             | Werder Bremen            | 130       |
| 05                                                                             | Bayer Leverkusen         | 104       |
| 06                                                                             | Hamburger SV             | 102       |
| 07                                                                             | 1. FC Kaiserslautern     | 091       |
| 08                                                                             | 1. FC Köln               | 082       |
| 09                                                                             | Schalke 04               | 059       |
| 10                                                                             | VfB Stuttgart            | 057       |
| 11                                                                             | Eintracht Frankfurt      | 055       |
| 12                                                                             | 1. FC Nürnberg           | 036       |
| 13                                                                             | Eintracht Braunschweig   | 034       |
| 14                                                                             | VfL Wolfsburg            | 023       |
| 15                                                                             | TSV 1860 München         | 017       |
| 16                                                                             | Hertha BSC               | 016       |
| 16                                                                             | TSG 1899 Hoffenheim      | 016       |
| 18                                                                             | RB Leipzig               | 014       |
| 19                                                                             | 1. FC Union Berlin       | 008       |
|                                                                                | Weitere 17 Vereine       | 054       |
| Stand: 17. Mai 2025 kursiv = derzeit nicht in der Fußball-Bundesliga vertreten |                          |           |

Höchste Anzahl an Bundesliga-SpielzeitenWerder Bremen und FC Bayern München (60 einschließlich der Saison 2024/25, bei Bremen alle außer der Saison 1980/81 und 2021/22; bei Bayern alle seit 1965/66)
Höchste Anzahl an TitelgewinnenFC Bayern München (33)
Höchste Punktzahl in einer Spielzeit (mit 3-Punkte-Regel)FC Bayern München (91, 2012/13)
Geringste Punktzahl in einer Spielzeit (mit 3-Punkte-Regel)Tasmania Berlin (10, Saison 1965/66)
Höchste Anzahl an Siegen in einer SpielzeitFC Bayern München (29, 2012/13 und 2013/14)
Geringste Anzahl an Niederlagen in einer SpielzeitBayer 04 Leverkusen (0, 2023/24)
Beste Tordifferenz in einer SpielzeitFC Bayern München (+80 Tore, 2012/13)
Schlechteste Tordifferenz in einer SpielzeitTasmania Berlin (−93 Tore, 1965/66)
Höchste Anzahl an Toren in einer SpielzeitFC Bayern München (101 Tore, 1971/72)
Geringste Anzahl an Gegentoren in einer SpielzeitFC Bayern München (17 Gegentore, 2015/16)
Höchste Anzahl an Platzverweisen in einer SpielzeitTSV 1860 München (12 Platzverweise, 1994/95)
Meisterschaft mit der längsten Dauer als TabellenführerFC Bayern München (Saisons 1968/69, 1972/73, 1984/85, 2007/08 und 2012/13; jeweils vom 1. bis 34. Spieltag)
Meisterschaft mit der kürzesten Dauer als TabellenführerFC Bayern München (Saison 1985/86; am 34. und letzten Spieltag)
Meisterschaft entschieden nach der geringsten Anzahl an SpieltagenFC Bayern München (Saison 2013/14; am 27. Spieltag)
Größter Abstand zwischen Platz 1 und Platz 225 Punkte; FC Bayern München (91) vor Borussia Dortmund (66): Saison 2012/13
Geringster Abstand zwischen Platz 1 und Platz 23 Tore; 1. FC Köln (+ 45) vor Borussia Mönchengladbach (+ 42) bei jeweils 48:20 Punkten: Saison 1977/78
Längste Siegesserien
1. zu Beginn einer Saison: FC Bayern München (10 Spiele, 14. August bis 24. Oktober 2015)
2. in einer Saison: FC Bayern München (19 Spiele, 19. Oktober 2013 bis 25. März 2014)
3. Heimspiele in einer Saison: FC Bayern München (16 Spiele, 20. September 1972 bis 26. Mai 1973)
4. Heimspiele saisonübergreifend: FC Bayern München (26 Spiele, 27. November 1971 bis 26. Mai 1973)
5. Auswärtsspiele in einer Saison: FC Bayern München (10 Spiele, 2. November 2013 bis 25. März 2014 und 18. Dezember 2019 bis 27. Juni 2020)

Am längsten ungeschlagen
1. In einer Saison: Bayer 04 Leverkusen (34 Spiele, 19. August 2023 bis 18. Mai 2024, Saison 2023/24; somit als erste Mannschaft in einer Saison ohne Niederlage)
2. saisonübergreifend: FC Bayern München (53 Spiele, 28. Oktober 2012 bis 29. März 2014)
3. Heimspiele saisonübergreifend: FC Bayern München (73 Spiele, 11. April 1970 bis 14. September 1974)
(Nachholspiel 1969/70 vom 19. Spieltag am 15. April 1970 FC Bayern München – Borussia Mönchengladbach 1:0 mit eingerechnet)
4. Auswärtsspiele in einer Saison: FC Bayern München (alle 17 Spiele, 16. August 1986 bis 13. Juni 1987 und 25. August 2012 bis 18. Mai 2013), Bayer 04 Leverkusen (alle 17 Spiele, 19. August 2023 bis 18. Mai 2024 und 23. August 2024 bis 17. Mai 2025)
5. Auswärtsspiele saisonübergreifend: Bayer 04 Leverkusen (34 Spiele, 19. August 2023 bis 17. Mai 2025)

Längste SieglosserieTasmania Berlin (31 Spiele, 14. August 1965 bis 21. Mai 1966)
Längste NiederlagenserieGreuther Fürth (12 Spiele, Saison 2021/22)
Höchste Zuschauerzahl in einem SpielHertha BSC – 1. FC Köln (88.075 Zuschauer, 26. September 1969)
Höchster HeimsiegBorussia Mönchengladbach gegen Borussia Dortmund (12:0) am 29. April 1978
Höchster AuswärtssiegMeidericher SV (9:0 bei Tasmania 1900 Berlin am 26. März 1966)
Torreichste unentschiedene SpieleFC Schalke 04 – FC Bayern München (5:5) am 8. September 1973, Eintracht Frankfurt – VfB Stuttgart (5:5) am 16. November 1974
Torreichste Spiele, die mit einem Tor Differenz gewonnen wurdenWerder Bremen – Borussia Mönchengladbach (6:5) am 7. Juni 1969, Fortuna Düsseldorf – FC Bayern München (6:5) am 7. Juni 1975, VfL Bochum – FC Bayern München (5:6) am 18. September 1976 (zugleich größte Aufholjagd, da Bochum bereits mit 4:0 geführt hatte)
Die meisten zweistelligen SiegeBorussia Mönchengladbach (4 Siege; 12:0 gegen Borussia Dortmund am 29. April 1978, 11:0 gegen den FC Schalke 04 am 7. Januar 1967, 10:0 gegen Borussia Neunkirchen am 4. November 1967 und 10:0 gegen Eintracht Braunschweig am 11. Oktober 1984)
Längste Torserien
1. Meiste Spiele in Folge mindestens ein Tor erzielt: FC Bayern München (87 Spiele, 16. Februar 2020 bis 10. September 2022).[165]
2. Meiste Spiele in Folge kein Tor erzielt: 1. FC Köln (10 Spiele, 1. Dezember 2001 bis 23. Februar 2002)

### Sonstige

Entwicklung des Toreschnitts seit der Startsaison der Bundesliga

Die meisten Tore einer Spielzeit1.097 in 306 Spielen (1983/84, im Schnitt 3,58 Tore pro Spiel)
Die wenigsten Tore einer Spielzeit790 in 306 Spielen (1989/90, im Schnitt 2,58 Tore pro Spiel)
Die meisten Tore an einem Spieltag53 am 32. Spieltag 1983/84
Die wenigsten Tore an einem Spieltag11 am 26. Spieltag 1989/90 sowie am 20. Spieltag 1998/99
Die meisten Platzverweise einer Spielzeit98 in 306 Spielen (1994/95, im Schnitt 0,32 Platzverweise pro Spiel)
Die meisten Platzverweise an einem Spieltag8 (3. Spieltag der Saison 2013/14)
Die meisten Auswärtssiege eines Spieltags8 (6. Spieltag der Saison 2019/20 und 24. Spieltag der Saison 2024/25)
Die meisten Abstiege aus der Bundesliga1. FC Nürnberg (9)
Noch nie abgestiegenFC Bayern München, Bayer 04 Leverkusen, VfL Wolfsburg, TSG 1899 Hoffenheim, FC Augsburg, RB Leipzig, 1. FC Union Berlin, 1. FC Heidenheim

## Fußballer des Jahres aus der Bundesliga

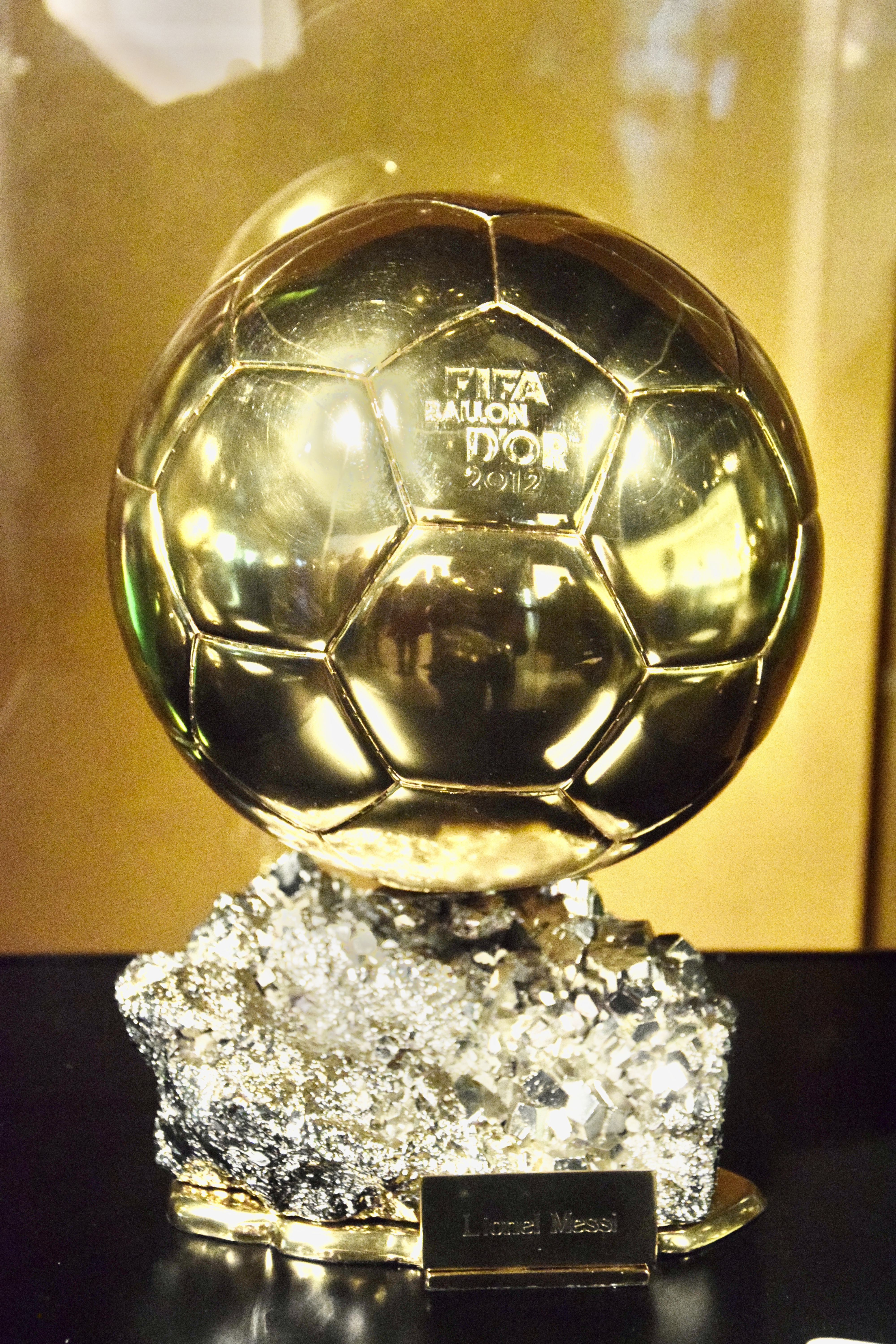
Der Ballon d’Or gilt als höchste individuelle Auszeichnung im Fußball und wurde bisher von sechs Bundesligaspielern neun Mal gewonnen.

| Nr.                                           | Name                                          | Verein                                        | Jahr                                          |
| als „Europas Fußballer des Jahres“ (bis 2006) | als „Europas Fußballer des Jahres“ (bis 2006) | als „Europas Fußballer des Jahres“ (bis 2006) | als „Europas Fußballer des Jahres“ (bis 2006) |
| --------------------------------------------- | --------------------------------------------- | --------------------------------------------- | --------------------------------------------- |
| 1                                             | Gerd Müller                                   | FC Bayern München                             | 1970                                          |
| 2                                             | Franz Beckenbauer                             | FC Bayern München                             | 1972, 1976                                    |
| 3                                             | Allan Simonsen                                | Borussia Mönchengladbach                      | 1977                                          |
| 4                                             | Kevin Keegan                                  | Hamburger SV                                  | 1978, 1979                                    |
| 5                                             | Karl-Heinz Rummenigge                         | FC Bayern München                             | 1980, 1981                                    |
| 6                                             | Matthias Sammer                               | Borussia Dortmund                             | 1996                                          |
| als „Weltfußballer des Jahres“ (seit 2007)    |                                               |                                               |                                               |
| bisher keiner                                 |                                               |                                               |                                               |

| Nr. | Name               | Verein            | Jahr       |
| --- | ------------------ | ----------------- | ---------- |
| 1   | Robert Lewandowski | FC Bayern München | 2020, 2021 |

| Nr. | Name               | Verein            | Jahr |
| --- | ------------------ | ----------------- | ---- |
| 1   | Franck Ribéry      | FC Bayern München | 2013 |
| 2   | Robert Lewandowski | FC Bayern München | 2020 |

| Nr. | Name             | Verein              | Jahr                         |
| --- | ---------------- | ------------------- | ---------------------------- |
| 1   | Jean-Marie Pfaff | FC Bayern München   | 1987                         |
| 2   | Andreas Köpke    | Eintracht Frankfurt | 1996                         |
| 3   | Oliver Kahn      | FC Bayern München   | 1999, 2001, 2002             |
| 4   | Manuel Neuer     | FC Bayern München   | 2013, 2014, 2015, 2016, 2020 |

| Nr. | Name         | Verein            | Jahr |
| --- | ------------ | ----------------- | ---- |
| 1   | Manuel Neuer | FC Bayern München | 2020 |

| Nr.           | Name | Verein | Jahr |
| ------------- | ---- | ------ | ---- |
| bisher keiner |      |        |      |

| Nr. | Name           | Verein            | Jahr |
| --- | -------------- | ----------------- | ---- |
| 1   | Mario Götze    | Borussia Dortmund | 2011 |
| 2   | Renato Sanches | FC Bayern München | 2016 |
| 3   | Erling Haaland | Borussia Dortmund | 2020 |

| Nr.           | Name | Verein | Jahr |
| ------------- | ---- | ------ | ---- |
| bisher keiner |      |        |      |